# Grengel (Köln)
Grengel ist einer von sechzehn Stadtteilen des Stadtbezirks Porz im Südosten der Stadt Köln. Als Siedlung entstand Grengel Anfang der 1930er als Teil der Gartenstadtbewegung, wurde jedoch formal erst 1948 als neuer Stadtteil von Porz gegründet. Seit der Eingemeindung vom 1. Januar 1975 ist Grengel, zusammengeschlossen mit dem bis dahin eigenständigen Porzer Stadtteil „Flughafen“, ein Stadtteil von Köln. Aufgrund der durch seinen Anschluss verdoppelten Fläche und wegen seiner Rolle in Infrastruktur und Wirtschaft, hat der Flughafen Köln/Bonn für Grengel eine besondere Bedeutung. Der als „gartenstadtähnliche Siedlung“ begonnene Stadtteil Grengel verfügt auch heute durch seine ländliche Stadtrandlage sowie Landschaftsschutzgebiete wie der Bieselwald und die Wahner Heide über einen hohen Naherholungswert.

## Geographie

### Lage
Rechtsrheinisch, im Südosten Kölns gelegen, ist Grengel mit 10,66 km² hinter Eil der nach seiner Fläche zweitgrößte Stadtteil von Porz, der ca. 13 Kilometer vom Zentrum Kölns, ca. 18 Kilometer vom Zentrum Bonns und ca. 3 km vom Rhein entfernt liegt. Grengel grenzt im Osten an Rösrath, im Süden an Troisdorf und im Westen – von Süden nach Norden – an die Porzer Stadtteile Lind, Wahnheide, Elsdorf, Urbach und Eil.
| Porz-Eil, Porz-Urbach                     | Porz-Eil                                    | Porz-Eil  |
| Porz-Urbach, Porz-Elsdorf, Porz-Wahnheide | Kompassrose, die auf Nachbargemeinden zeigt | Rösrath   |
| Porz-Lind                                 | Troisdorf                                   | Troisdorf |

Grengel wird informell und historisch in die Veedel „Neu-Grengel“ (Wohnraum westlich der Straße Wiesenweg) und „Alt-Grengel“ (Wohnraum östlich der Straße Wiesenweg) gegliedert.
Gemäß „Blatt 123“ des Handbuchs der naturräumlichen Gliederung liegt Grengel in der Niederrheinischen Bucht auf der Grenze der beiden naturräumlichen Einheiten „Bergische Heideterrasse“, genauer: in der „Wahner Heideterrasse“ (Ordnungsnummer: 550.04), und der „Kölner Bucht“, genauer: in der „Mülheimer Rheinebene (Mülheimer-Porzer Niederterrasse)“ (Ordnungsnummer: 551.10) in einer historisch insgesamt ebenerdigen Wald- und Heidelandschaft.

### Geologie

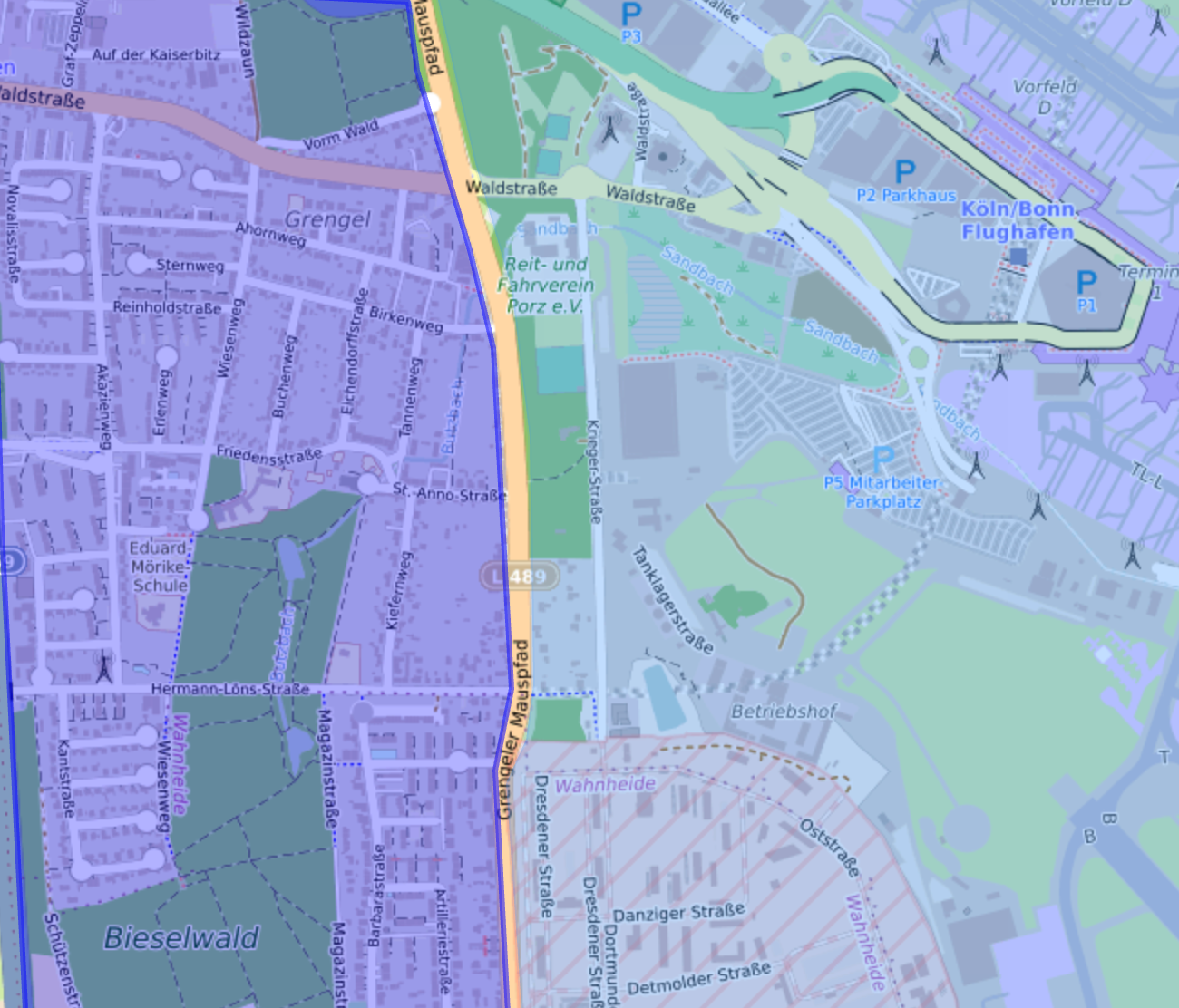
Niederterrasse (dunkler; links/Westen) trifft Mittelterrasse

Die vom Bundesamt für Naturschutz bereitgestellten Steckbriefe der Landschaften „Wahner Heide“ (Landschafts-ID: 55001) und „Köln-Bonner Rheinebene und linksrheinische Mittelterrassenplatten“ (Landschafts-ID: 55102), in deren Naht sich Grengel befindet, beschreiben Grengels Boden als sandig mit Kiesablagerungen. Der Boden ist stark geprägt vom Rhein. Die Niederterrasse (westlich der Straße Mauspfad) des Niederrheins war durch häufige Überflutungen gekennzeichnet. Es finden sich zudem zahlreiche Altläufe des Rheins nun als trockene, mehrere hundert Meter breite Rinnen unter Einfluss von Sickerwasser aus der Wahner Heide.
Der umfangreiche Grundwasserspiegel in der Mittelterrasse, mit seiner dünnen Sanddecke über weitgehend undurchlässigen Ton aus der Tertiärzeit, führt zu abfließendem Wasser von Osten (Mittelterrasse) nach Westen (Niederterrasse) und damit einher in diese Richtung fließende Flüsse wie der Butzbach.
Die beiden Teiche „Oberer Senkelteich“ und „Unterer Senkelteich“ wurden wahrscheinlich als Rückstaufläche angelegt, um die Dörfer bzw. die Heide vor Überschwemmungen zu schützen. Ein naher, verrohrter Kanal, der Rheinkanal 1, trägt zur Verbesserung der Grundwasserverhältnisse bei und wirkt Überschwemmungen sowie einer Versumpfung des Gebietes entgegen. Dieser Wasserabfluss mündet in Zündorf, in der Nähe der Groov, in den Rhein. Der ebenfalls im Zuständigkeitsbereich der Stadtentwässerungsbetriebe (StEB) Köln liegende Rheinkanal 2 leitet nur zu geringem Teil Quellwasser ab. Er operiert zum Beispiel als Ableitung von Oberflächenwasser des Flughafens. Er startet auf Höhe der Reithalle des „Reit- und Fahrverein Porz e. V.“ in Grengel, verläuft unterhalb des Grengeler Mauspfads, der Sankt-Anno-Straße, der Friedensstraße, fließt weiter Richtung Rhein und mündet in Porz, in etwa auf Höhe der Kreuzung In der Adelenhütte/Hauptstraße, in denselben.

### Klima

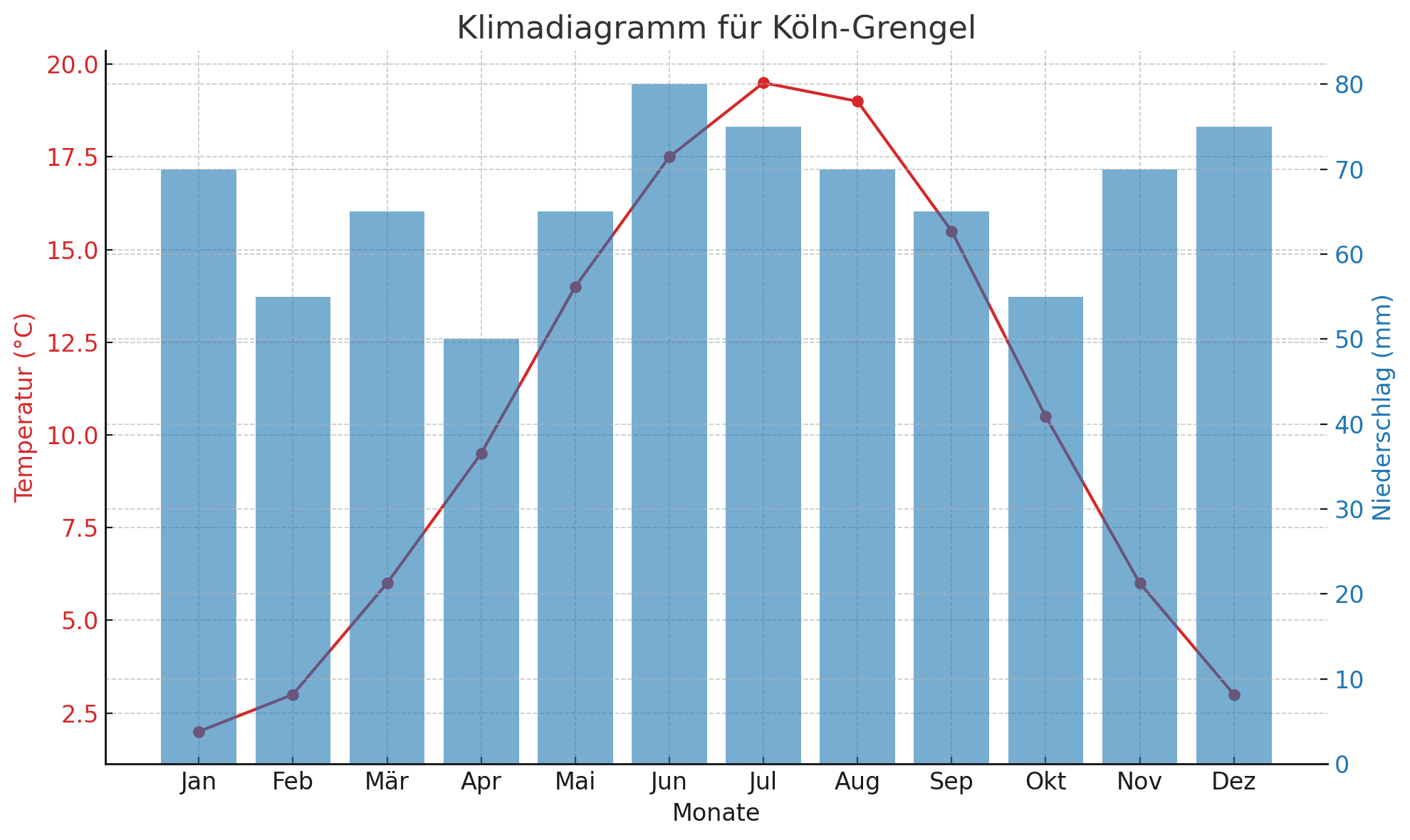
Klimadiagramm Grengel

Grengel gehört zu einer feuchttemperierten, gemäßigten Klimazone (nach der Köppen-Geiger-Klassifikation). Dieses Klima zeichnet sich durch relativ milde Winter, warme Sommer und eine gleichmäßige Verteilung von Niederschlägen über das Jahr hinweg aus. Durch ozeanische Einflüsse sind hohe Sommertemperaturen und tiefe Wintertemperaturen selten. Die jährlichen Durchschnittstemperaturen in Grengel liegen bei etwa 10 °C bis 11 °C. Im Winter fallen die Temperaturen selten unter den Gefrierpunkt, und in den Sommermonaten werden durchschnittlich Temperaturen um die 20 °C erreicht. Besonders im Juli und August liegen die Höchstwerte oft über 25 °C, während im Januar die Temperaturen häufig bei etwa 0 °C bis 2 °C liegen. Der Niederschlag ist relativ gleichmäßig über das ganze Jahr verteilt, mit einem leichten Anstieg in den Sommermonaten. Die Region verzeichnet durchschnittlich 600 bis 700 mm Niederschlag pro Jahr. In den Monaten Juni und Juli kommt es häufig zu intensiveren Regenfällen. Durch die Nähe zum Rhein und das relativ flache Umland hat Grengel eine moderate Luftfeuchtigkeit, die im Jahresverlauf meist zwischen 70 % und 85 % liegt. Der Wind weht, wie in der Kölner Bucht üblich, oft aus westlichen Richtungen, was kühlere und feuchte Luftmassen vom Atlantik her bringt.
Die klimatischen Bedingungen gelten für einen Flughafen-Betrieb für diesen Standort als sehr günstig. Für einen Flughafen-Betrieb optimal behindert zum Beispiel Nebel selten die Sicht, was unter Fliegern zur Bezeichnung „Wahn gap“ führte. Der Flughafen Köln/Bonn verfügt über eine eigene, vom Deutschen Wetterdienst (DWD) betriebene Messstation, die Daten zu klimatischen Bedingungen in der Region liefert.

## Geschichte

### Vor dem 18. Jahrhundert

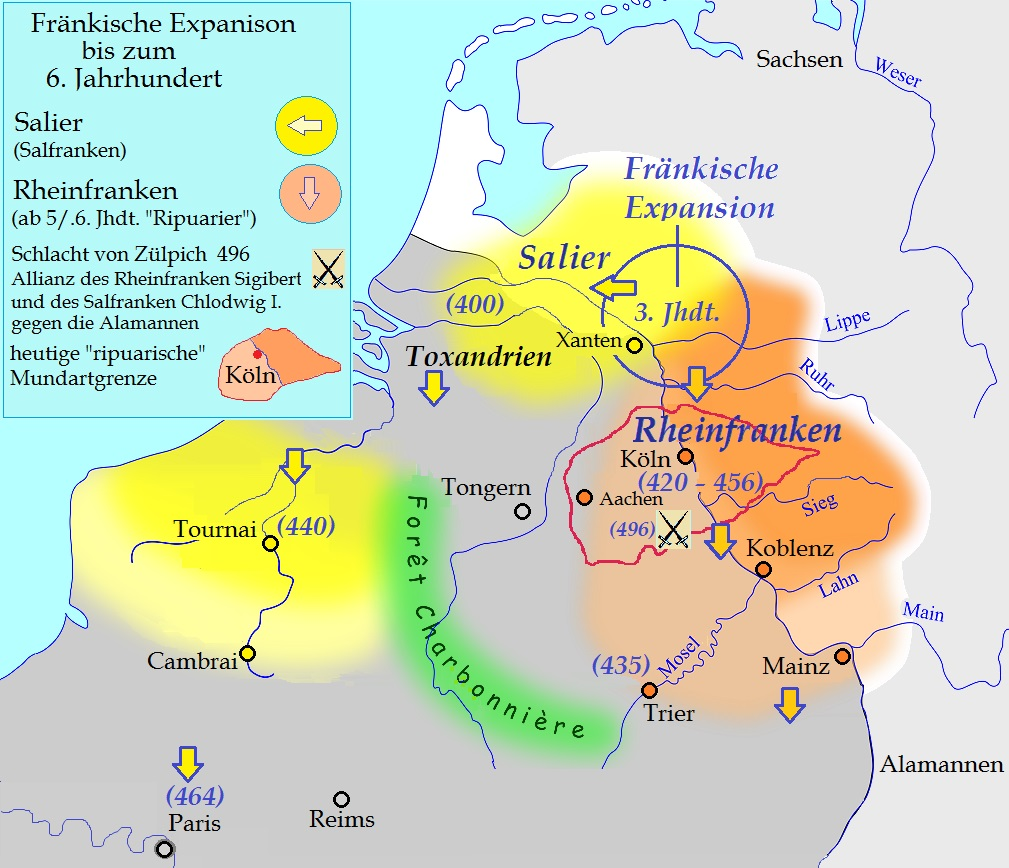
Die Expansion der Franken

Zahlreiche Hügelgräber der Hallstattzeit (etwa 800-400 v. Chr.) in der Mittelterrasse deuten auf frühe Besiedlungen hin. Sie lassen den Schluss zu, dass eine Bewaldung der Wahner Heide erst mit einer Besiedlung der Niederterrasse zwischen Rhein und Mauspfad begonnen wurde, zu einer Zeit, als dortige Überflutungen abnahmen.
Auf dem Gebiet des heutigen Grengel, am Mauspfad sowie am Kiefernweg, wurden Siedlungsreste und Gegenstände des täglichen Lebens aus dem 2. und 1. Jahrhundt v. Chr. gefunden. Es fanden sich zudem einige historische Gräber zum Beispiel aus den Zeiten der Römer und Germanen.
Als die Franken, genauer die Rheinfranken, die Stadt Köln um 450 einnahmen, führte dies auf den hochwasserfreien Bereichen der rechtsrheinischen Niederterrasse zu einer Besiedlung. Im Jahr 1950 fand man am Kiefernweg einen fränkischen Friedhof aus dem 6. und 7. Jahrhundert. Der Friedhof wird wohl zu einem Gehöft gehört haben, der am unweit gelegenen Fluss „Butzbach“ lag. Fränkische Siedlungsspuren wurden auch zu beiden Seiten des Mauspfades gefunden. Eine fränkische Ortschaft in der Nähe des heutigen Grengel wurde aus unbekannten Gründen um 700 wieder aufgegeben.
Die Existenz eines Gehöftes der Frühen Neuzeit ist auf dem Gebiet des heutigen Grengel für das 17. Jahrhundert belegt.

### Grengel, und Gassen zur Allmende (1757–1789)

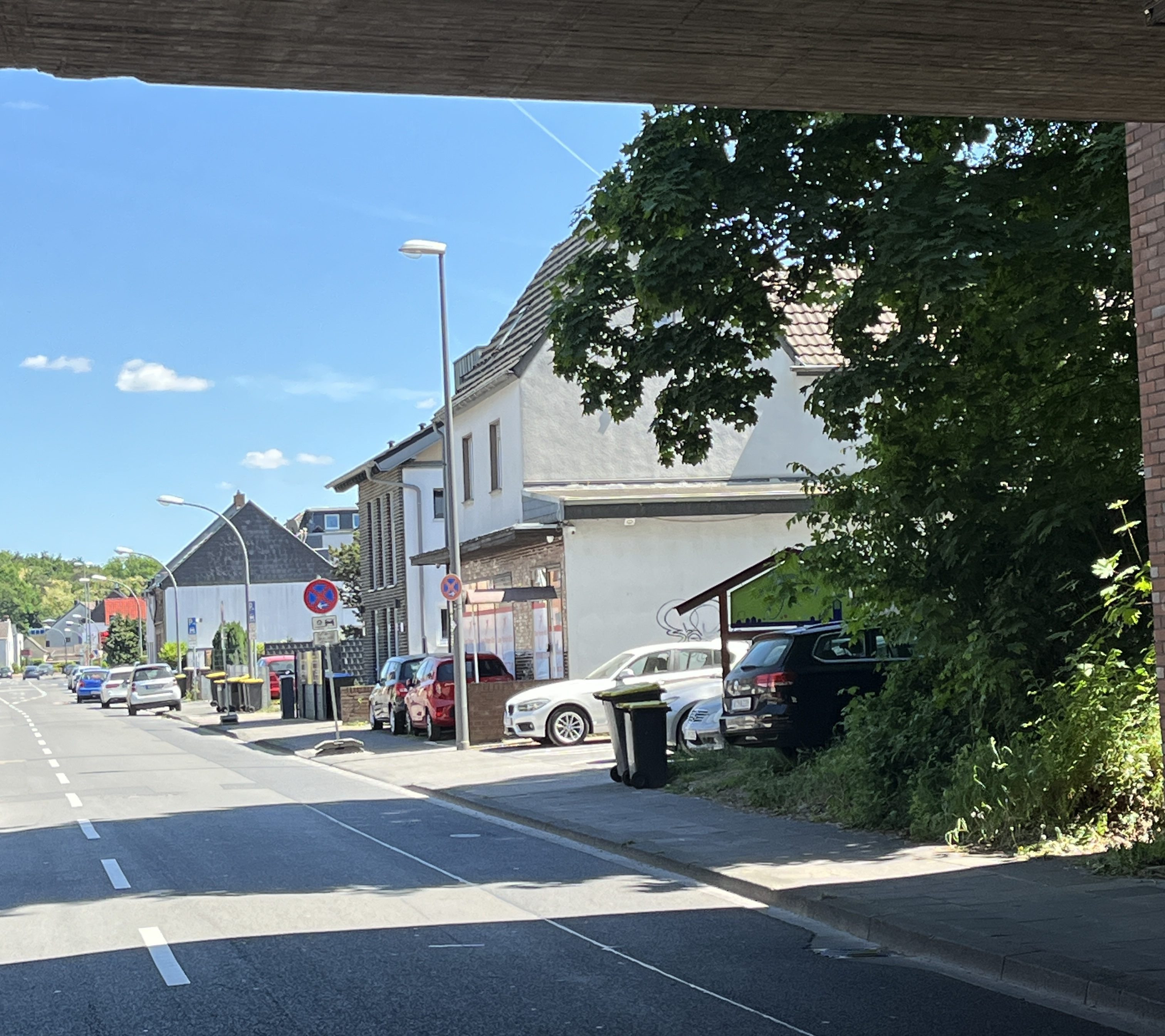
Der Ort des historischen Schlagbaums heute: Die Waldstraße unterquert die A59 als Grenze zwischen Grengel und Urbach

Grengel wurde erstmals 1757 als Grindel bezeichnet. Dieses kommt aus dem althochdeutschen Wort grintil und bedeutet so viel wie Schlagbaum oder Grenzposten. „Grengel“ war häufig ein Name für altertümliche Flurbegrenzungen oder Befestigungen.
Auf einer im Jahr 1757 erstellten Karte des Rittersitzes Wahn, räumlich einzuordnen als Teil von Amt Porz im Herzogtum Berg, sind Viehgassen der Dörfer Urbach, Elsdorf und Wahn quer zum Mauspfad eingetragen, die zur Wahner Heide führen, mit Grengel (Schlagbäumen) als Endpunkte und Durchlass durch einen Wildzaun (im Verlauf des heutigen Wiesenwegs). Das unbewohnte, umzäunte Gebiet des heutigen Grengel war ein Jagd- und Weidegebiet in Urbach und Elsdorf an der Grenze zur Wahner Heide. Die Bevölkerung konnte ihr Vieh zur gemeinsam genutzten Weide, die Allmende, bringen. Das Gebiet war über drei von Schlagbäumen gesicherte Zugänge betretbar, einer des Dorfes Urbach, einer in Elsdorf und einer in Wahn. Die jeweiligen Schlagbäume hießen entsprechend „Urbacher Grengel“, „Elsdorfer Grengel“ und „Wahner Grengel“. So diente die Urbacher Viehgasse (heute: Waldstraße) dem Trieb des Viehs von Urbach aus auf die Allmende. Als Teil eines Fernverbindungsweges und als Verlängerung der Alte Kölner Straße bis nach Porz stand hier am heutigen Ortseingang, an der Unterführung der A59, bis ins 19. Jahrhundert hinein der namensgebende (Urbacher) „Grengel“. Gemäß anderer Aussage stand der namensgebende Grengel etwas weiter östlich an der Kreuzung der Alte Kölner Straße mit dem Mauspfad. bzw. an der Kreuzung Wiesenweg/Waldstraße. Aus historischen Gründen wird noch heute der Schlagbaum als ortsbestimmende Kennzeichnung verwendet, zum Beispiel gibt es ein Wegehäuschen am Grengel, nicht in Grengel.
Der „Elsdorfer Grengel“, ebenfalls auf dem Gebiet des heutigen Grengel, befand sich an der Kreuzung der Elsdorfer Viehgasse (heute Hermann-Löns-Straße)/Wiesenweg. Ähnlich der Elsdorfer Viehgasse und der Urbacher Viehgasse führt im benachbarten Porz-Lind noch immer eine Straße namens „Viehtrift“ in die gleiche Richtung, als ehemaliger Triebweg von West (Ort der Besiedlung) nach Ost (Ort der Weide). 
In den Karten des Jahres 1789 des „Geschichtlichen Atlas der Rheinprovinz“ ist an der Stelle des heutigen Grengel noch keine Siedlung abgebildet. Die Gegend wird als „Urbacher Gemark“ bezeichnet.

### Neugliederungen und Ausbau (1794–1929)

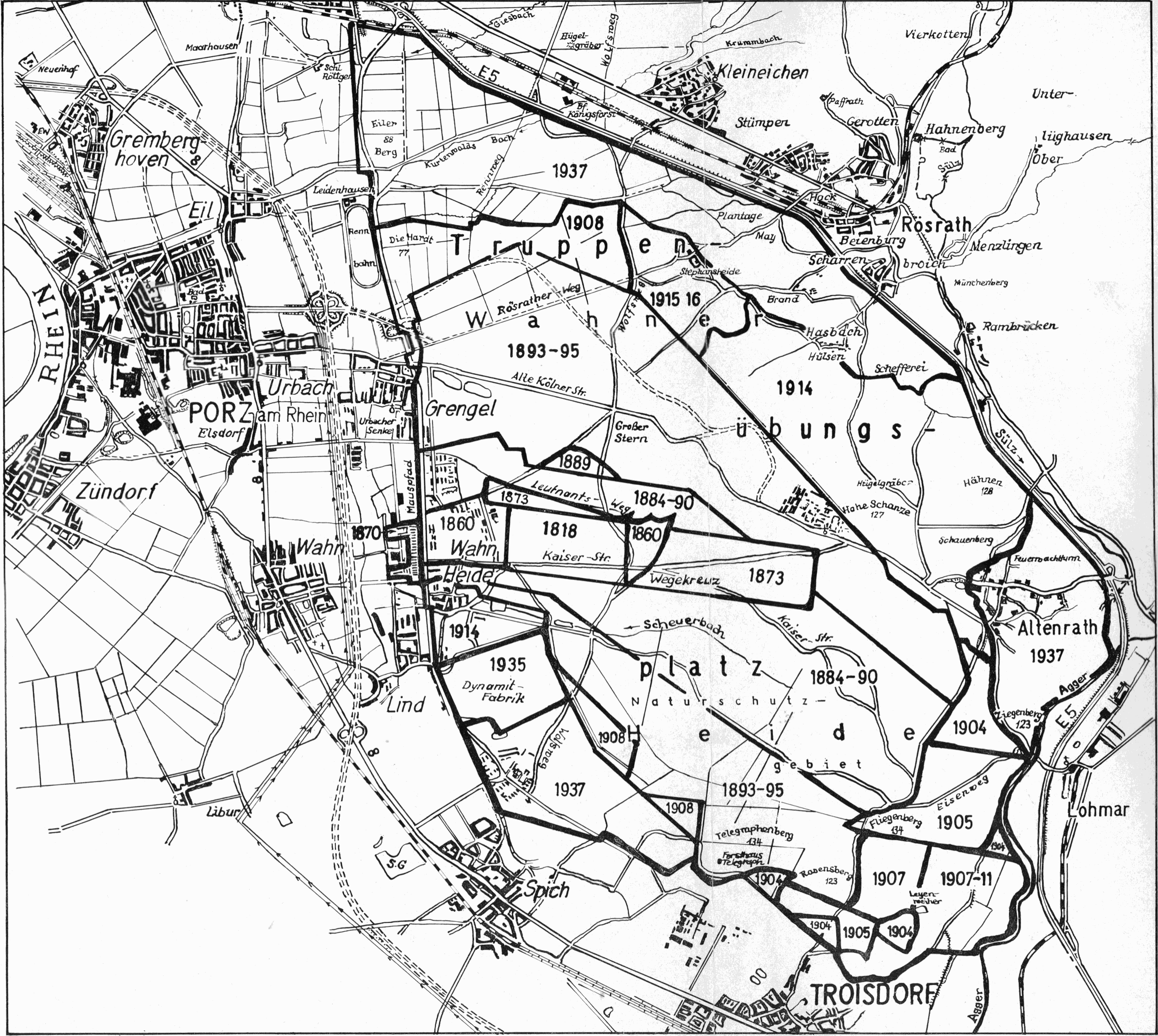
Der Schießplatz Wahn und seine Entwicklung

Nach dem Ende des Amtes Porz, in der Zeit der Besetzung der Franzosen unter Napoleon ab 1794 und der Existenz des Großherzogtum Berg und dessen französischem Département Rhein, fällt die Erstellung der Karten des Rheinlands durch Jean Joseph Tranchot ab 1801, und fortgesetzt durch von Müffling ab 1814. Dort ist Grengel namentlich eingetragen. Vier eingetragene Kleinsiedlungen, wahrscheinlich Höfe entlang der heutigen Waldstraße, werden als „Urbacher Grengel“ bezeichnet.
Ab 1815 und dem Wiener Kongress gehörte der Vorgänger des heutigen Grengel schließlich zu Preußen. Aufgrund des ab 1817 gewachsenen Schießplatz Wahn ging das Weiderecht der Bevölkerung auf dem Gebiet verloren. Zu dem Zeitpunkt lagen bereits an der Urbacher Viehgasse (heute: Waldstraße) erste, einzelne Gebäude.
Als Ergebnis der Neuordnung war der Kreis Mülheim am Rhein (auf dessen Gebiet sich das heutige Grengel befindet) sodann bis 1932 ein Landkreis im Regierungsbezirk Köln. Das heutige Grengel lag in der Bürgermeisterei Heumar (u. a. mit den Orten Porz und Urbach) in direkter Nachbarschaft zu der Bürgermeisterei Wahn (u. a. mit den Orten Wahn und Wahnheide). Es gehörte zunächst zur preußischen Provinz Jülich-Kleve-Berg und ab 1822 zur Rheinprovinz.
1895 bekam der (Grengeler) Mauspfad, eine der ältesten Fernstrecken auf Porzer Gebiet, auf einem Abschnitt zwischen Grengel und Lind seine erste Pflasterung. An der Grenze zur Heide wurden zu Beobachtungen des auf dem Schießplatz durchgeführten Übungen des Artellerieschießens ein achtstöckiger Beobachtungsturm aus Holz errichtet.
1906 erhielt die Waldstraße (zuvor: Viehgasse) ihren heutigen Namen. Zur gleichen Zeit gab es an der Kreuzung der Waldstraße mit dem Mauspfad zwei Schankwirtschaften: die „Schänk- und Gastwirtschaft Arnold von Franken“ und das „Restaurant zum Schießstand von Jakob Diegel“. Im Gasthaus Diegel wurde eine gemeindliche Fernsprechstelle eingerichtet.
Der Straßenname Grengeler Mauspfad wurde von der Gemeinde Porz nach dem Zweiten Weltkrieg vergeben. Zuvor galten für den Mauspfad die vom Gemeinderat 1936 beschlossenen Straßennamen gemäß der jeweils anliegenden Dörfer, also zum Beispiel Urbacher Mauspfad, Elsdorfer Mauspfad und Wahner Mauspfad.
1924 wurde die Waldstraße ausgebaut, und ab 1925 existiert ein Abwasserkanal zum Rhein, der Rheinkanal 1, zwecks Entwässerung der Wahner Heide und der dortigen Militäranlage. Als ab 1928 die Bürgermeistereien als Ämter bezeichnet wurden, wurde zeitgleich Heumar in Porz umbenannt und am 1. Juli 1929 wurden Porz und Wahn zu einer Großgemeinde mit dem Namen Porz zusammengeschlossen.

### Beginn einer gartenstadtähnlichen Siedlung (1932–1938)

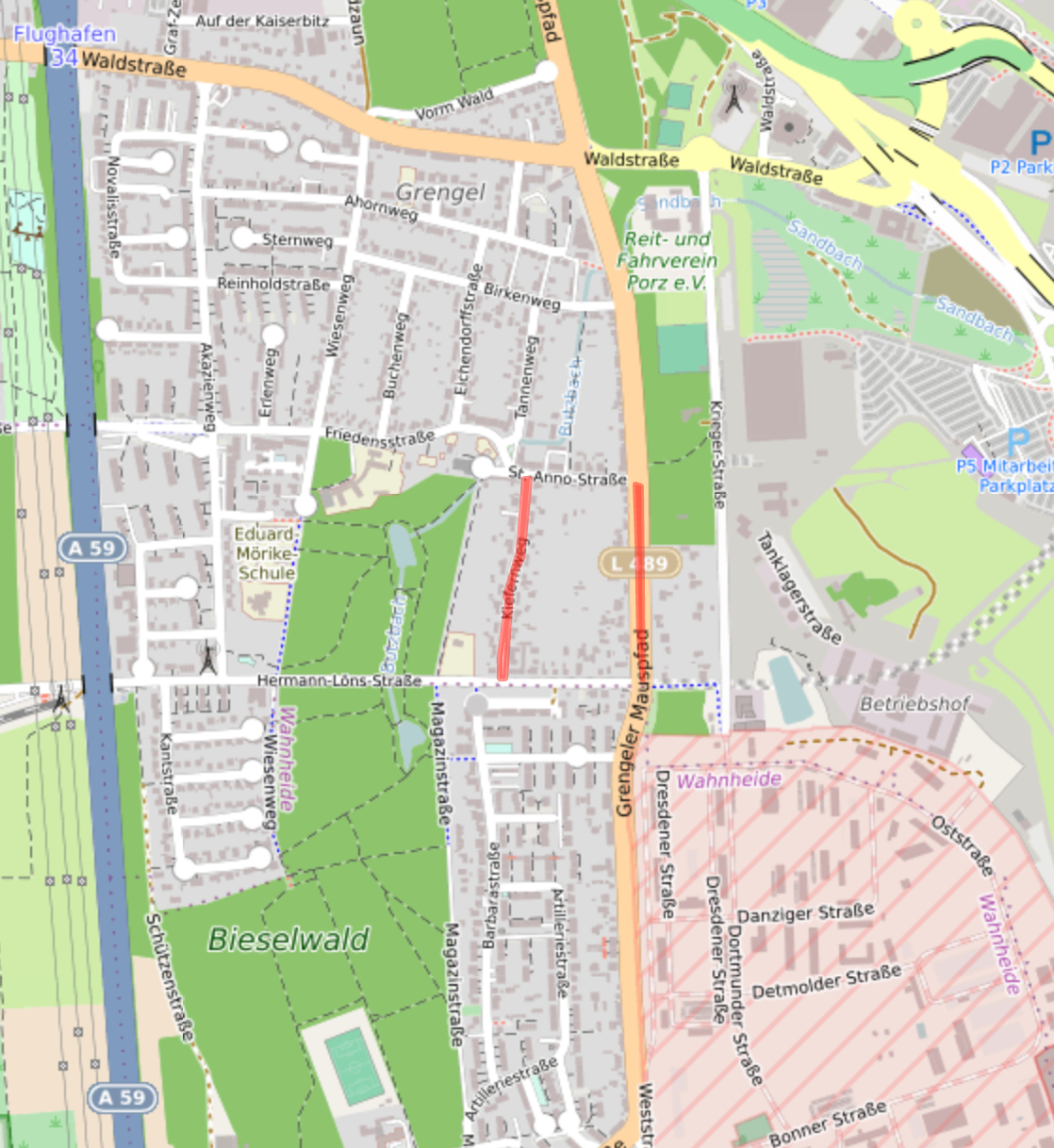
Besiedlung in zwei Phasen: (1) Am Grengeler Mauspfad (rechts/Osten) (2) Am Kiefernweg. Beides rot markiert.

Eine Aufgabe des Lagers für Kriegsgefangene der Kriege von 1870/71 und 1914-1918 und Mangel an Wohnraum zum Beispiel für die neu beheimatete Landespolizei, führte zur Planung einer „gartenstadtähnliche Siedlung“ im Jahr 1932 durch Ludwig Paffendorf, zu einer Zeit als der Landkreis Mülheim am Rhein (mit Porz) in den Rheinisch-Bergischen Kreis aufging.
Als Architekt machte sich Paffendorf in der Region bereits einen Namen durch seine Planungen von Gebäuden des nun im Eigentum der „Mehl-Mülhens-Stiftung“ befindlichen Schloss Röttgen sowie der Kölner Firmen Klosterfrau Melissengeist und 4711. Er kritisierte 1927 öffentlich Grengeler Holzbaracken von Geflügelzüchtern als Brandgefahr für den Wald. Paffendorf präferierte bei der neuen Streusiedlung im heutigen Grengel keine streng ausgerichtete Anordnung, sondern einzeln in die Umgebung eingelassene Häuser.
Der neue Ortsteil wurde zunächst „Siedlung am Grengel“ genannt. Aus den im „Siedlerstil“ entwickelten Entwürfen des Architekten folgten 1933 erste Besiedlungen in der Straße Grengeler Mauspfad, die man historisch dem Siedlungsraum „Alt-Grengel“ zuordnen kann. „Die Randsiedlung am Grengel“ umfasste 20 Siedlungshäuser (10 Doppelhäuser). Die neue Siedlung sollte bei zugezogenen Arbeitern aus der Großstadt durch Ställe für Kleintierzucht zur Kurzarbeit führen und somit weitere Arbeitsplätze schaffen. Vergleichbar anderer, zu etwa gleicher Zeit entstandener gartenstadtähnlicher Siedlungen, wie die in Köln-Longerich liegenden „Gartenstadt-Nord“, war durch Gärten und Tierzucht ein signifikanter Beitrag zur Selbstversorgung angedacht, und sollte, wie auch die neu entstehende Gartenstadt „Köln-Kreuzfeld“, das Stadt- und Landleben miteinander vereinen.
Von den historischen Siedlungshäusern sind noch neun Doppelhäuser vorhanden: am nordöstlichen Ende der Hermann-Löns-Straße Nummer 215/217 sowie an der Westseite des Grengeler Mauspfades (zwischen Hermann-Löns-Straße und St. Anno Straße) die Häuser 111/113, 115/117, 119/121, 123/125, 127/129, 131/133, 135/137 (diese Einheit wurde als erste fertiggestellt und am 1. November 1934 bezogen) und 139/141.
Damit einher ging die Gründung einer Siedlergemeinschaft im Jahr 1934 zum Zwecke der Förderung des Eigenheims und der gegenseitigen Nachbarschaftshilfe. Nach der Segnung und Bezug der Häuser 1934/1935, wurde 1938 geprüft, ob weitere Bereiche für Siedlungszwecke geeignet sind, ohne dass es vor dem Krieg zu einer weiteren Umsetzung kam.

### Ein neuer Stadtteil von Porz, dann Köln (1948–1975)

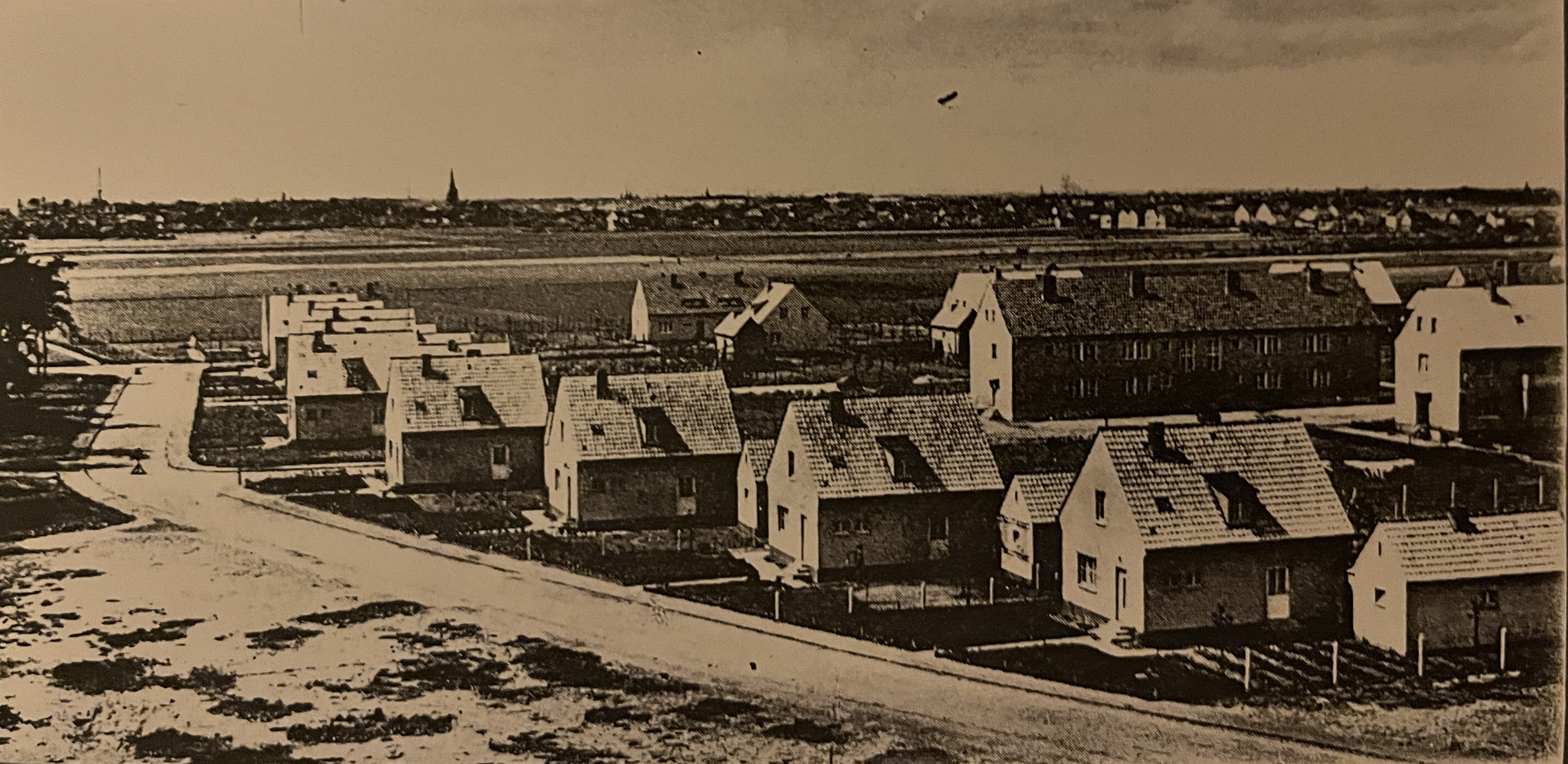
Friedensstraße, in den 1950ern; am Horizont Urbach, im Rücken die Kirche

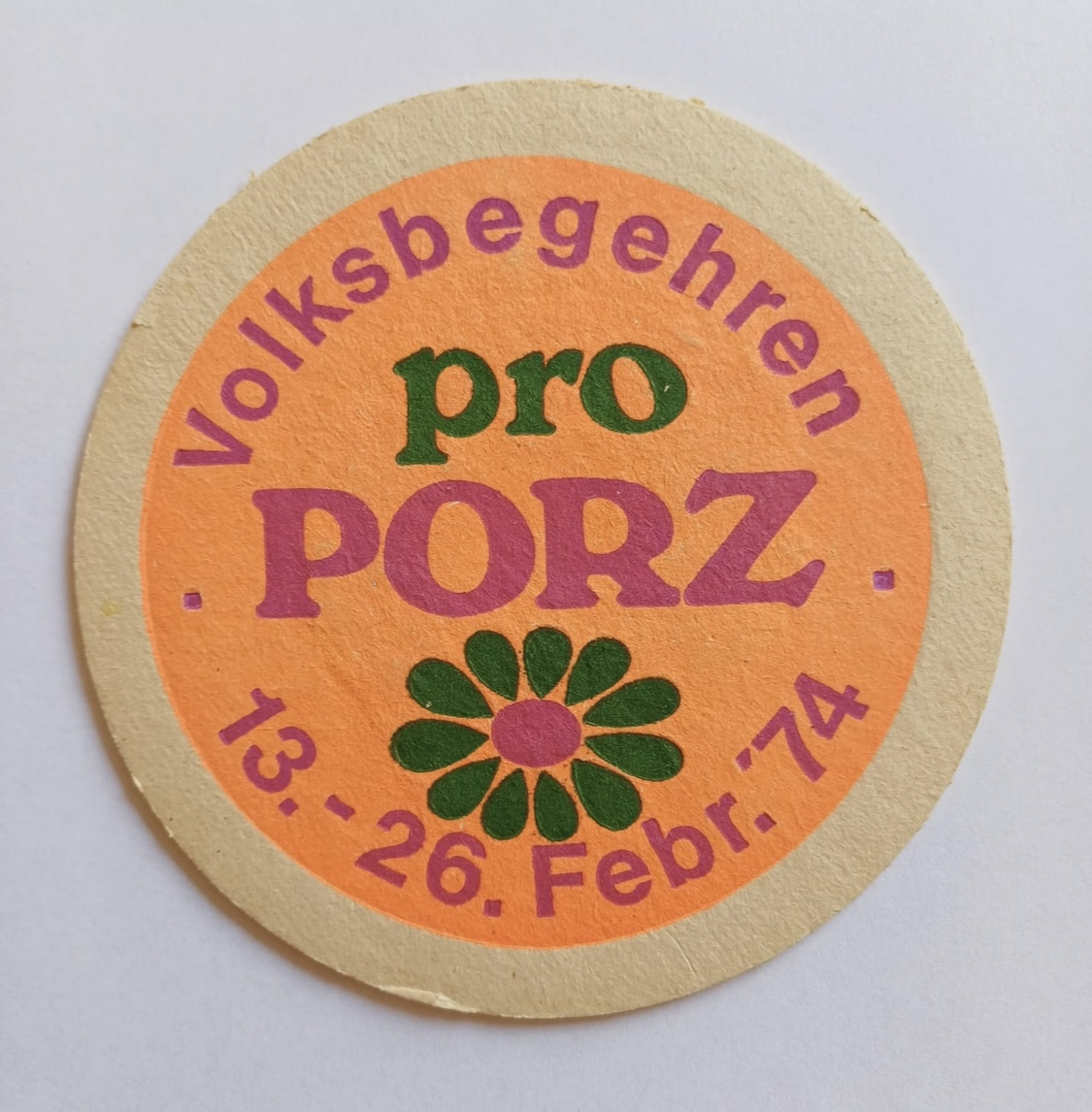
Historischer Bierdeckel: Nicht jeder war mit der Eingemeindung einverstanden

Aufgrund von Wohnungsnot durch Kriegsschäden sowie Raumbedarf für Besatzungstruppen und Verwaltungsorgane als auch für Heimatvertriebene und Evakuierte, wurde Grengel formal am 17. Dezember 1948 als jüngste Siedlung der damaligen Gemeinde Porz gegründet, und die ersten 12 Häuser aus dieser Initiative folgten 1949 am Kiefernweg. Dabei wurde der Siedlungsbau auch von Spenden finanziert: durch eine unentgeltliche Arbeitsstunde pro Monat der Arbeiter in benachbarten Fabriken, eine gleiche Summe gespendet von den Arbeitgebern, plus weiterer Spenden von Kaufleuten und Handwerkern. Es folgten zügig weitere Bauabschnitte: seit September 1949 der zweite Bauabschnitt mit 18 Häusern (Fertigstellung Juni 1950), und im August 1950 wurden zehn Siedlerstellen des dritten Bauabschnitts sowie im November 1950 14 Einheiten des vierten Abschnitts bezogen. Im Folgejahr folgte der fünfte Bauabschnitt mit 14 Häusern. In der Summe waren das zu dem Zeitpunkt 68 Siedlerstellen mit 136 Wohnungen.
Mit der Vereinigung der Rheinprovinz mit der Provinz Westfalen nun in Nordrhein-Westfalen liegend, wuchs die Einwohnerzahl der Siedlung Grengel in den Jahren nach dem Zweiten Weltkrieg stetig an. Am 16. September 1951, der Tag, an dem Porz die Stadtrechte bekam, hatte der Stadtteil bereits 800 Einwohner.
Im Jahr 1957 wurde eine Kläranlage in Köln-Wahn errichtet, in dessen Einzugsgebiet Grengel liegt. In den 1960er konnte die Kanalisation für ganz Grengel fertig gestellt werden. Das Klärwerk, das Anlage des „Wasser- und Bodenverbandes Wahn“ ist, wird seit 2004 von der Stadtentwässerungsbetriebe (StEB) Köln als Mitglied dieses Verbandes betrieben.

Das Köln-Gesetz von 1974 führte zu einer Eingemeindung von Porz (mit Grengel) in die Stadt Köln zum 1. Januar 1975.

### Flughafen: Entwicklung eines ehemaligen Porzer Stadtteils

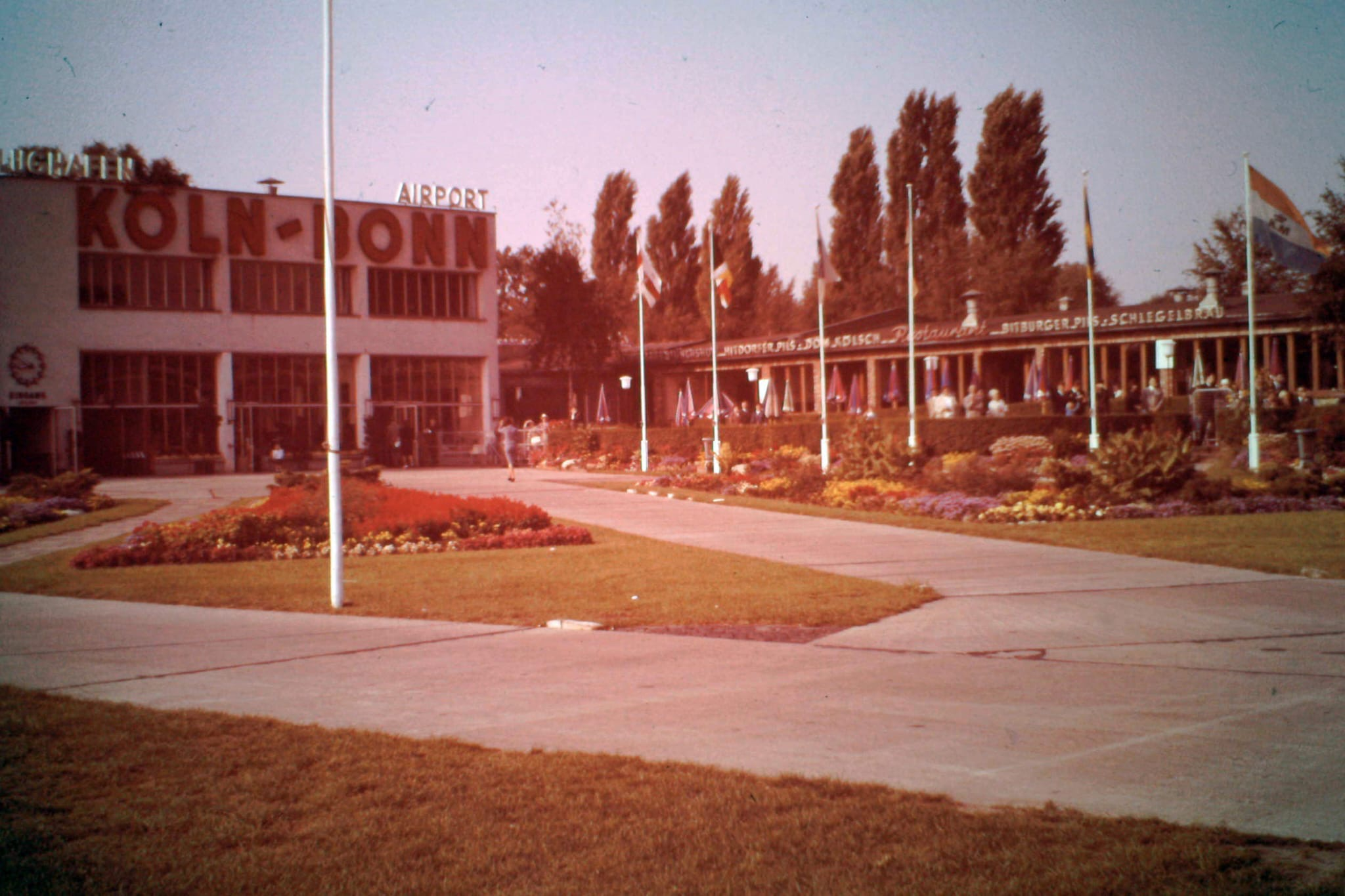
Der damalige „Flower Airport“ im heutigen Grengel
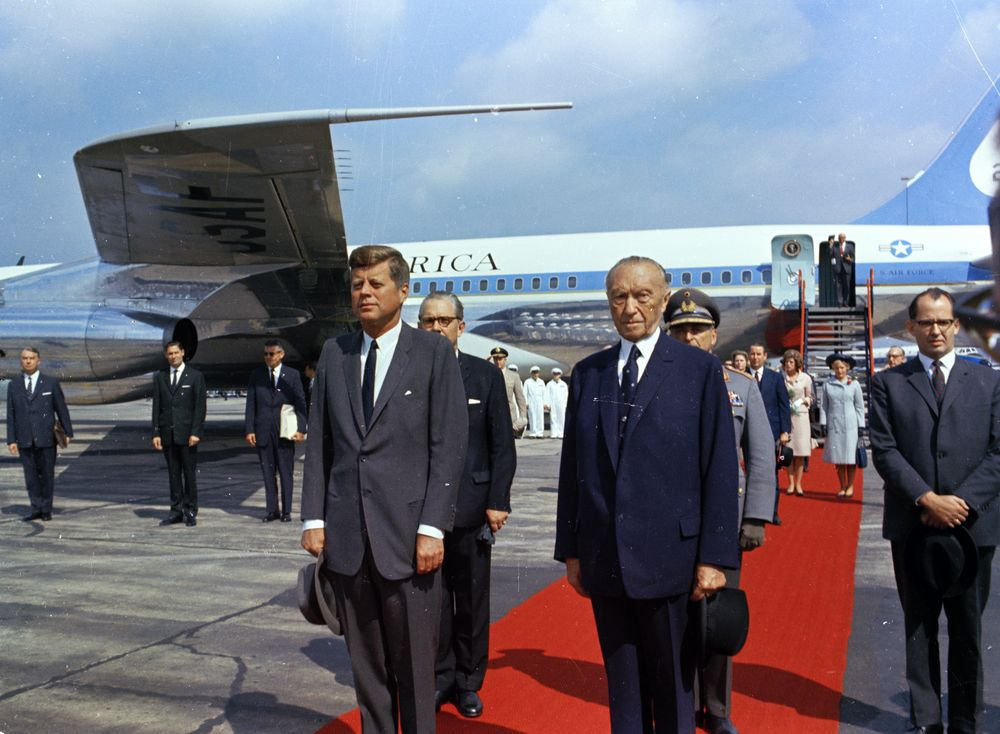
Präsident Kennedy und Kanzler Adenauer auf dem Regierungsflughafen

Die Entwicklung von Grengel ist eng verbunden mit der des Flughafens Köln/Bonn. Der Flughafen wurde als bis dahin eigener Porzer Stadtteil am 1. Januar 1975 an Grengel angeschlossen und somit Teil des Kölner Stadtteils „Grengel“. Im Zuge dessen und durch den Anschluss verdoppelte sich Grengels Fläche. Der Flughafen ist ein wichtiger Faktor für Infrastruktur und Wirtschaft, hat eine Ankerrolle zum Beispiel für angrenzende Militär- und Forschungseinrichtungen, und nimmt einen räumlich großen Teil von Grengel ein.
Auf dem ehemaligen Schießplatz Wahn baute die deutsche Luftwaffe 1938 den Fliegerhorst Köln-Wahn. Nach dem Zweiten Weltkrieg wurde der Flugplatz von der British Air Force of Occupation (BAFO) besetzt. Sie errichtete eine 1830 Meter lange Betonstartbahn, fünf Hallen, einen Flugleitungsturm, Wetterwarte sowie Nacht- und Hindernisbefeuerungs- und Funkanlagen.
1950 überzeugte der damalige Bundeskanzler Konrad Adenauer die britische Militärregierung, namentlich Brian Robertson, den Flugplatz in Grengel für die zivile Luftfahrt freizugeben. Im selben Jahr wurde die „Köln Bonner Flughafen GmbH zu Porz“ gegründet und der Flughafen wurde Regierungsflughafen der Bundeshauptstadt Bonn.
Im Jahr 1954 baute die RAF Germany die neue Querwindbahn, die mit 2.459 Meter damals längste Startbahn Deutschlands. 1957 wurde der Flughafen in die zivile Verwaltung übergeben und löste damit den im Mai 1926 vom damaligen Kölner Oberbürgermeister Konrad Adenauer eröffneten Flughafen Butzweilerhof, zu der Zeit der erste zivile Flughafen Kölns, als kommerzieller Zivilflughafen ab. Der neue Flughafen wurde aufgrund seiner floralen Erscheinung durch Blumenbeete auf dem Vorfeld im Volksmund „Flower Airport“ genannt.
Es folgten weitere Ausbauten des Flughafens, wie die Fertigstellung der „großen Startbahn“ („Interkontinentalbahn“) mit einer Länge von 3.815 Meter im Jahr 1961 und die Eröffnung des heutigen Terminal 1 im Jahr 1970. Der von Paul Schneider-Esleben konzipierte Terminal war der erste im „Drive-in“-Design. Am 20. März 1983 wurde der Flughafen, nun ein Teil des heutigen Grengels, durch eine Landung (via Shuttle Carrier Aircraft) und Vorführung der Enterprise genutzt. 300.000 Interessierte verfolgten die Landung auf dem als Teil des Space-Shuttle-Programms von der NASA ausgewählten Notlandeplatz des Space Shuttles.
Im Jahr 1994 bekam der Flughafen Köln/Bonn zu Ehren von Konrad Adenauer seinen Namen als Zusatz und heißt seit dem Flughafen Köln/Bonn „Konrad Adenauer“. Die Eröffnung von Terminal 2 folgte im Jahr 2000. Im Jahre 2004 wurde mit der erbauten Flughafenschleife der neue ICE-Bahnhof am Flughafen Köln/Bonn in Grengel eröffnet. Das Projekt galt seinerzeit als führendes Infrastruktur-Projekt des Landes Nordrhein-Westfalen. Die überwiegende Teil der Flughafenschleife ist ein Tunnel, welcher unterhalb von Grengel verläuft.

## Politik
- Linke: 1
- PARTEI: 1
- SPD: 5
- Grüne: 4
- CDU: 6
- FDP: 1
- AfD: 1

### Kommunale Ebene
Als Stadtteil des Stadtbezirkes Porz werden in Kommunalwahlen Vertreter für die zentrale Bezirksvertretung Porz gewählt. Bezirksbürgermeisterin ist in der Legislaturperiode 2020–2025 Sabine Stiller (CDU). Bei der Bezirksvertretungswahl 2020 lag die Wahlbeteiligung in Grengel bei 39,93 %. Mit fast 30 % erhielt die CDU die meisten Stimmen, gefolgt von der SPD mit etwa 5 Prozentpunkte weniger. Die Grünen wurden mit knapp 15 % die drittstärkste Partei, gefolgt von der FDP mit etwas über 12 %. Die AfD erreichte etwas unter 9 %, gefolgt von der Linke mit etwas über 5 %.

### Landesebene
Bei der Landtagswahl in Nordrhein-Westfalen 2022 für die Legislaturperiode 2022–2027 gewann Florian Braun (CDU) mit 33,89 % das Direktmandat im Wahlkreis „Köln V“, zu dem Grengel gehört. In Grengel selbst gewann sein Mitbewerber Christian Joisten (SPD) mit 35,61 % die Mehrheit der Erststimmen. Es folgten Florian Braun mit 30,95 %, Marvin Schuth (Grüne) mit 12,38 % und Ahmet Türe (AfD) mit 8,81 %.

### Bundesebene
Für die Bundestagswahl 2025 für die Legislaturperiode 2025–2029 ist Grengel Teil des Wahlkreises „92 Köln Ⅰ“. Den Wahlkreis gewann Sanae Abdi (SPD) das Direktmandat mit 24,9 % der Erststimmen. Serap Güler, Gewinnerin der Erststimmen in Grengel und designierte Staatsministerin im Auswärtigen Amt (CDU), und Fabian Jacobi (AfD) wurden über die Landesliste gewählt und sind somit ebenso Abgeordnete im 21. Deutschen Bundestag.

### Europäische Ebene
Grengel ist im Rahmen der Europawahl dem zentralen Wahlkreis Köln zugeordnet. Bei der Europawahl 2024 für die Legislaturperiode 2024–2029 erzielten die Grünen in Köln mit 24,3 % die meisten Stimmen, gefolgt von der CDU mit 20,9 % und der SPD mit 15,2 %. Viertstärkste Kraft wurde die AfD mit 7,3 %. Im Vergleich dazu lag der Stimmenanteil der CDU in Grengel bei 27,93 %, was über dem städtischen Durchschnitt lag, während die Grünen dort 9,41 % erreichten, was wiederum unter dem städtischen Durchschnitt lag. In Grengel erreichte die AfD 17,42 % gefolgt von der SPD mit 17,36 %. Die Wahlbeteiligung in Grengel lag bei 53,15 %. Katarina Barley (SPD) wurde bei der Europawahl 2024 über den Listenplatz 1 ihrer Partei über den Heimatwahlkreis Köln ins Europäische Parlament gewählt. Sie gehört der Fraktion der Progressiven Allianz der Sozialdemokraten im Europäischen Parlament an.

## Bevölkerungsstatistik

### Entwicklung
Zu Beginn wuchs die Bevölkerungszahl von Grengel schnell, lag mit Stadtteilgründung mit der Besiedlung nach dem Zweiten Weltkrieg bei 200, und erreichte 1951, das Jahr, in dem Porz Stadtrechte erhielt, 800 (nach anderen Quellen mehr als 1.000). Sichtbar im Zahlenverlauf ist der Schub durch die Siedlungsinitiative nach dem Zweiten Weltkrieg sowie die Nutzung von Wohnsiedlungen für Bundeswehrangehörige und Beschäftigte des Flughafens. In der zweiten Hälfte des 1960er Jahrzehntes erreichte Grengel in etwa die heutige Bevölkerungszahl, die auch nach der Eingemeindung 1975 stabil blieb. Im bis zur Eingemeindung selbständigen Stadtteil „Flughafen“ lebte eine zweistellige Anzahl Personen, 1969 zum Beispiel 52. Die Einwohnerzahl von Grengel lag 1977 bei 5.655. Mit 5.547 war die Anzahl der Einwohner im Jahr 2024 etwa gleich hoch. Für neuere Jahre werden von der Stadt Köln detaillierte Daten zur Struktur der Bevölkerung von Grengel zur Verfügung gestellt.
| Jahr/Datum    | Einwohner |
| ------------- | --------- |
| 1885          | 55        |
| 1948/49       | 200       |
| 1951          | 800       |
| 1. Mär. 1956  | 2.404     |
| 20. Sep 1958  | 2.410     |
| 23. Okt. 1960 | 2.449     |
| 29. Mär. 1961 | 2.472     |
| 17. Aug. 1962 | 3.027     |
| 14. Nov. 1963 | 3.609     |
| 30. Jun. 1966 | 4.700     |

| Jahr/Datum    | Einwohner |
| ------------- | --------- |
| 20. Sep 1967  | 5.174     |
| 20. Sep 1968  | 5.354     |
| 28. Sep 1969  | 5.628     |
| 31. Dez. 1977 | 5.655     |
| 31. Dez. 1978 | 5.617     |
| 31. Dez. 1979 | 5.582     |
| 31. Dez. 1980 | 5.662     |
| 31. Dez. 1990 | 5.343     |
| 31. Dez. 2000 | 5.554     |
| 31. Dez. 2010 | 5.246     |

| Jahr/Datum    | Einwohner |
| ------------- | --------- |
| 31. Dez. 2020 | 5.569     |
| 31. Dez. 2021 | 5.491     |
| 31. Dez. 2022 | 5.555     |
| 31. Dez. 2023 | 5.546     |
| 31. Dez. 2024 | 5.547     |

| Jahr/Datum    | Einwohner |
| ------------- | --------- |
| 1885          | 55        |
| 1948/49       | 200       |
| 1951          | 800       |
| 1. Mär. 1956  | 2.404     |
| 20. Sep 1958  | 2.410     |
| 23. Okt. 1960 | 2.449     |
| 29. Mär. 1961 | 2.472     |
| 17. Aug. 1962 | 3.027     |
| 14. Nov. 1963 | 3.609     |
| 30. Jun. 1966 | 4.700     |

| Jahr/Datum    | Einwohner |
| ------------- | --------- |
| 20. Sep 1967  | 5.174     |
| 20. Sep 1968  | 5.354     |
| 28. Sep 1969  | 5.628     |
| 31. Dez. 1977 | 5.655     |
| 31. Dez. 1978 | 5.617     |
| 31. Dez. 1979 | 5.582     |
| 31. Dez. 1980 | 5.662     |
| 31. Dez. 1990 | 5.343     |
| 31. Dez. 2000 | 5.554     |
| 31. Dez. 2010 | 5.246     |

| Jahr/Datum    | Einwohner |
| ------------- | --------- |
| 31. Dez. 2020 | 5.569     |
| 31. Dez. 2021 | 5.491     |
| 31. Dez. 2022 | 5.555     |
| 31. Dez. 2023 | 5.546     |
| 31. Dez. 2024 | 5.547     |

### Struktur
Etwa die Hälfte der Bevölkerung hatte 2024 keinen Migrationshintergrund. Danach folgen die Kohorte der nicht deutschen Bevölkerung, der Eingebürgerten, Einwohner mit türkischem Hintergrund, und andere. Die mit etwa einem Drittel größte Altersgruppe ist die zwischen 35 und 59 Jahren, gefolgt von den Einwohnern im Altern von 21 bis 34 und der Altersgruppe 65 und 74. Fast die Hälfte der Haushalte besteht aus einer Person. Es folgen die Kohorte mit zwei Personen und dann drei Personen. Etwa drei Viertel der Haushalte hat kein Kind. Zwei und mehr Personen folgen gefolgt von der Gruppe mit einem Kind. Die Größe der Gruppen, die ledig oder verheiratet sind, ist mit etwa 40 % nahezu gleich. Geschieden sind etwa 10 % der Bevölkerung.
| Herkunft                     |                              |  | Anteil  |         |
| Ohne Migrationshintergrund   | Ohne Migrationshintergrund   |  | 51,38 % | 51,38 % |
| Migrationshintergrund Türkei | Migrationshintergrund Türkei |  | 8,51 %  | 8,51 %  |
| Aussiedler                   | Aussiedler                   |  | 6,53 %  | 6,53 %  |
| Eingebürgerte                | Eingebürgerte                |  | 15,38 % | 15,38 % |
| Nicht deutsche Bevölkerung   | Nicht deutsche Bevölkerung   |  | 22,10 % | 22,10 % |
| Afrika                       | Afrika                       |  | 0,83 %  | 0,83 %  |
| Asien                        | Asien                        |  | 4,84 %  | 4,84 %  |
| EU27                         | EU27                         |  | 7,50 %  | 7,50 %  |
| Anderes Europa               | Anderes Europa               |  | 8,36 %  | 8,36 %  |
| Übrige                       | Übrige                       |  | 0,58 %  | 0,58 %  |
| Bevölkerung nach Herkunft    |                              |  |         |         |

| Altersintervall        |       |  | Anzahl |      |
| 0-5                    | 0-5   |  | 303    | 303  |
| 6-14                   | 6-14  |  | 531    | 531  |
| 15-17                  | 15-17 |  | 169    | 169  |
| 18-20                  | 18-20 |  | 164    | 164  |
| 21-34                  | 21-34 |  | 934    | 934  |
| 35-59                  | 35-59 |  | 1947   | 1947 |
| 60-64                  | 60-64 |  | 383    | 383  |
| 65-74                  | 65-74 |  | 594    | 594  |
| 75-79                  | 75-79 |  | 196    | 196  |
| 80+                    | 80+   |  | 326    | 326  |
| Bevölkerung nach Alter |       |  |        |      |

| Größe                           |                                 |  | Anzahl |      |
| 1-Personen-Haushalte            | 1-Personen-Haushalte            |  | 1274   | 1274 |
| 2-Personen-Haushalte            | 2-Personen-Haushalte            |  | 803    | 803  |
| 3-Personen-Haushalte            | 3-Personen-Haushalte            |  | 329    | 329  |
| 4-Personen-Haushalte            | 4-Personen-Haushalte            |  | 243    | 243  |
| 5-Personen-Haushalte und größer | 5-Personen-Haushalte und größer |  | 131    | 131  |
| Haushaltsgröße                  |                                 |  |        |      |

| Familienstand                  |              |  | Anzahl |      |
| Ledige                         | Ledige       |  | 2331   | 2331 |
| Verheiratete                   | Verheiratete |  | 2206   | 2206 |
| Verwitwete                     | Verwitwete   |  | 336    | 336  |
| Geschiedene                    | Geschiedene  |  | 542    | 542  |
| Bevölkerung nach Familienstand |              |  |        |      |

| Herkunft                     |                              |  | Anteil  |         |
| Ohne Migrationshintergrund   | Ohne Migrationshintergrund   |  | 51,38 % | 51,38 % |
| Migrationshintergrund Türkei | Migrationshintergrund Türkei |  | 8,51 %  | 8,51 %  |
| Aussiedler                   | Aussiedler                   |  | 6,53 %  | 6,53 %  |
| Eingebürgerte                | Eingebürgerte                |  | 15,38 % | 15,38 % |
| Nicht deutsche Bevölkerung   | Nicht deutsche Bevölkerung   |  | 22,10 % | 22,10 % |
| Afrika                       | Afrika                       |  | 0,83 %  | 0,83 %  |
| Asien                        | Asien                        |  | 4,84 %  | 4,84 %  |
| EU27                         | EU27                         |  | 7,50 %  | 7,50 %  |
| Anderes Europa               | Anderes Europa               |  | 8,36 %  | 8,36 %  |
| Übrige                       | Übrige                       |  | 0,58 %  | 0,58 %  |
| Bevölkerung nach Herkunft    |                              |  |         |         |

| Altersintervall        |       |  | Anzahl |      |
| 0-5                    | 0-5   |  | 303    | 303  |
| 6-14                   | 6-14  |  | 531    | 531  |
| 15-17                  | 15-17 |  | 169    | 169  |
| 18-20                  | 18-20 |  | 164    | 164  |
| 21-34                  | 21-34 |  | 934    | 934  |
| 35-59                  | 35-59 |  | 1947   | 1947 |
| 60-64                  | 60-64 |  | 383    | 383  |
| 65-74                  | 65-74 |  | 594    | 594  |
| 75-79                  | 75-79 |  | 196    | 196  |
| 80+                    | 80+   |  | 326    | 326  |
| Bevölkerung nach Alter |       |  |        |      |

| Größe                           |                                 |  | Anzahl |      |
| 1-Personen-Haushalte            | 1-Personen-Haushalte            |  | 1274   | 1274 |
| 2-Personen-Haushalte            | 2-Personen-Haushalte            |  | 803    | 803  |
| 3-Personen-Haushalte            | 3-Personen-Haushalte            |  | 329    | 329  |
| 4-Personen-Haushalte            | 4-Personen-Haushalte            |  | 243    | 243  |
| 5-Personen-Haushalte und größer | 5-Personen-Haushalte und größer |  | 131    | 131  |
| Haushaltsgröße                  |                                 |  |        |      |

| Familienstand                  |              |  | Anzahl |      |
| Ledige                         | Ledige       |  | 2331   | 2331 |
| Verheiratete                   | Verheiratete |  | 2206   | 2206 |
| Verwitwete                     | Verwitwete   |  | 336    | 336  |
| Geschiedene                    | Geschiedene  |  | 542    | 542  |
| Bevölkerung nach Familienstand |              |  |        |      |

## Infrastruktur

### Flughafen Köln/Bonn

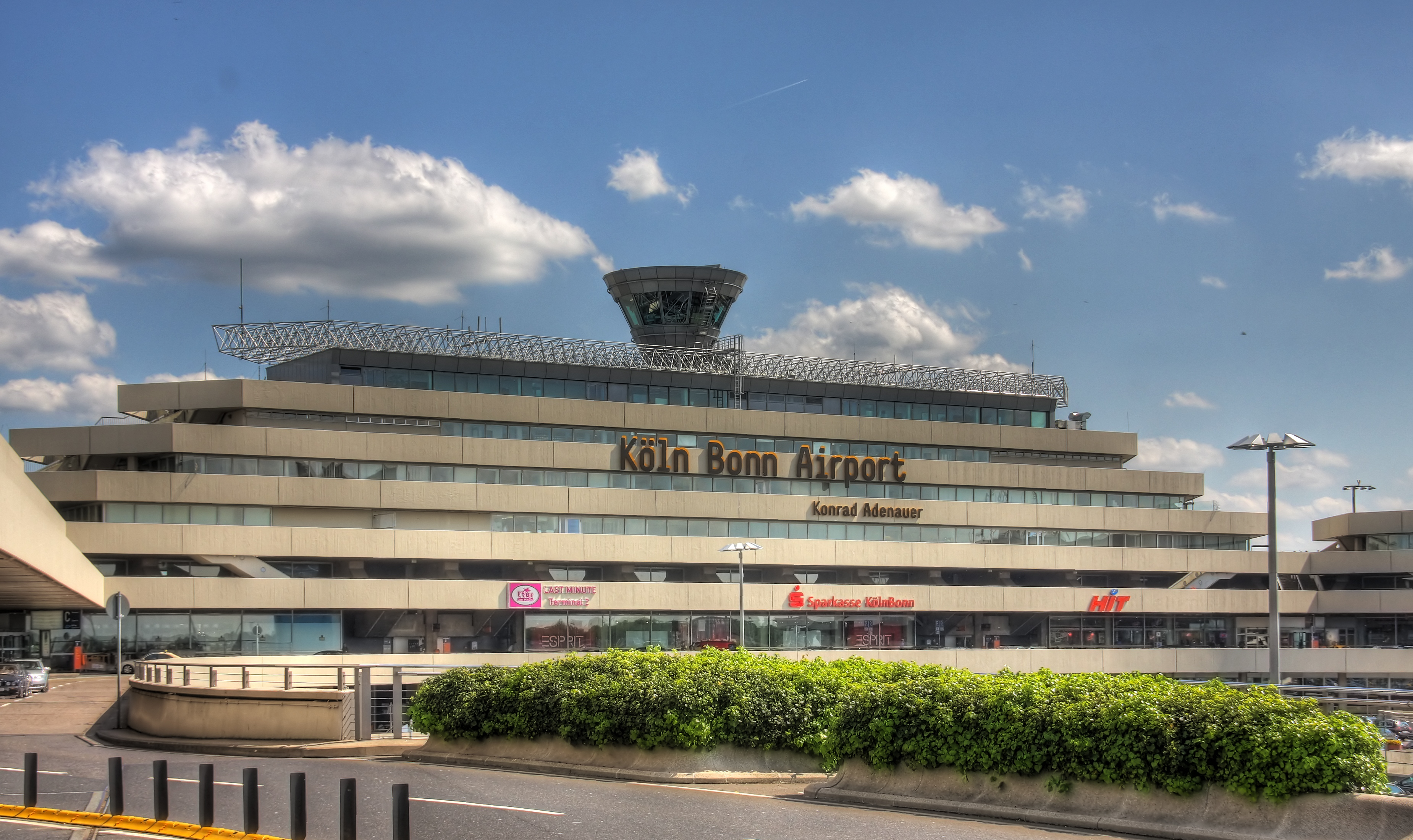
Flughafen Köln/Bonn – Terminal 1
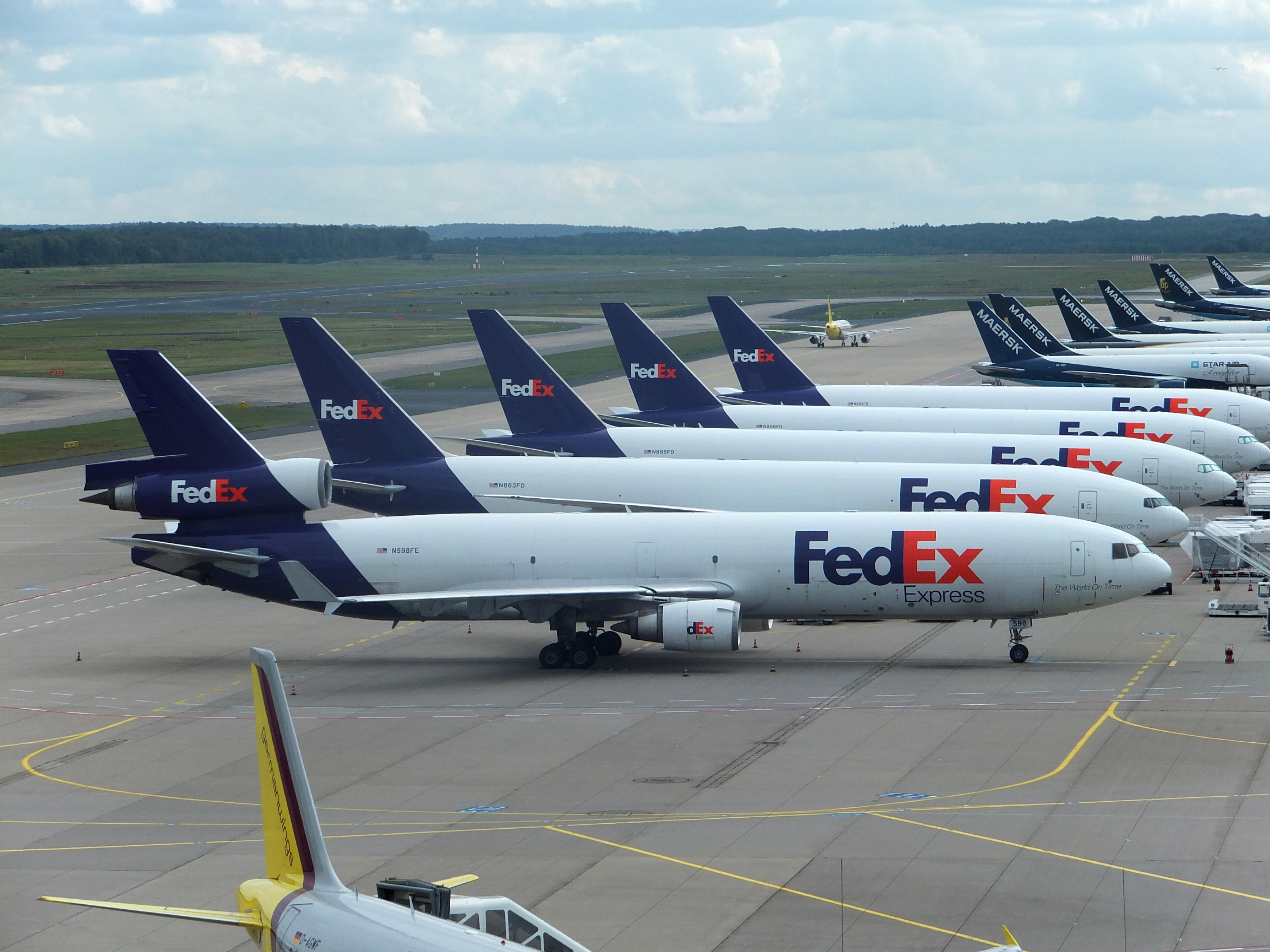
Logistik-Drehkreuz Köln/Bonn

Der größte Teil des 1.000 Hektar großen, von der „Flughafen Köln/Bonn GmbH“ betriebenen Flughafen Köln/Bonn (Markenauftritt Köln Bonn Airport; IATA-Code: CGN, ICAO-Code: EDDK) zum Beispiel die drei Startbahnen, beide Terminals, die Frachthallen und Hangars, befindet sich im Stadtteil Grengel.
Der Flughafen verbindet die Region mit über 100 Zielen. Der Flughafen ist ein international wichtiges Logistik-Drehkreuz der Firmen FedEx und DHL. Für UPS ist der Flughafen das zentrale Drehkreuz in Europa. Der Flughafen beförderte 2024 über 10 Millionen Passagiere sowie rund 840.000 Tonnen Fracht, was ihn nach Verkehrseinheiten zum fünftgrößten Flughafen Deutschlands macht.
In seiner Rolle als ziviler Flughafen und Logistik-Drehkreuz, mit über 1.700 Beschäftigten bei der Flughafengesellschaft, mit über 14.000 Menschen am Flughafen insgesamt und zusätzlich über 7.000 im Umland, ist er ein bedeutender Wirtschaftsfaktor. Im nahen Porz-Gremberghoven befindet sich der angebundene „AirportBusinessPark Köln“.
Der Flughafen ist der einzige Flughafen in Nordrhein-Westfalen ohne Nachtflugverbot. Gegen die bis 2030 erteilte Genehmigung zum Nachtflug bringen Kritiker vor, der Flughafen Köln/Bonn sei europaweit der Flughafen mit den meisten Flugbewegungen in der Kernnacht was bei Betroffenen zu Gefährdungen der Gesundheit führe. Zu Belastungen werden fortlaufend Daten und Berichte bereitgestellt wie von der Stadt Köln oder dem Bundesverband der Deutschen Luftverkehrswirtschaft. Der Flughafen hat ein Lärmminderungskonzept, das auf den Säulen Gebühren und Entgelte, flugbetriebliche Maßnahmen, passiver Schallschutz sowie Information, Transparenz und Dialog mit der Nachbarschaft fußt. Der Betreiber führt ferner Pflegemaßnahmen auf den der Wahner Heide angrenzenden Flughafen-Grünflächen durch, die eine Größe von ca. 600 Hektar bemessen. Der Flughafen,  knapp ein Fünftel ihres gesamten Gebietes umfassend, hat seit 1997 eine Patenschaft für die Wahner Heide übernommen.
Die Haupt-Gesellschafter der „Flughafen Köln/Bonn GmbH“ sind in etwa gleich großen Anteilen die Stadt Köln, die Bundesrepublik Deutschland, und (über die Beteiligungsverwaltungsgesellschaft des
Landes Nordrhein-Westfalen mbH) das Land Nordrhein-Westfalen.

### In unmittelbarer Nachbarschaft zum Flughafen

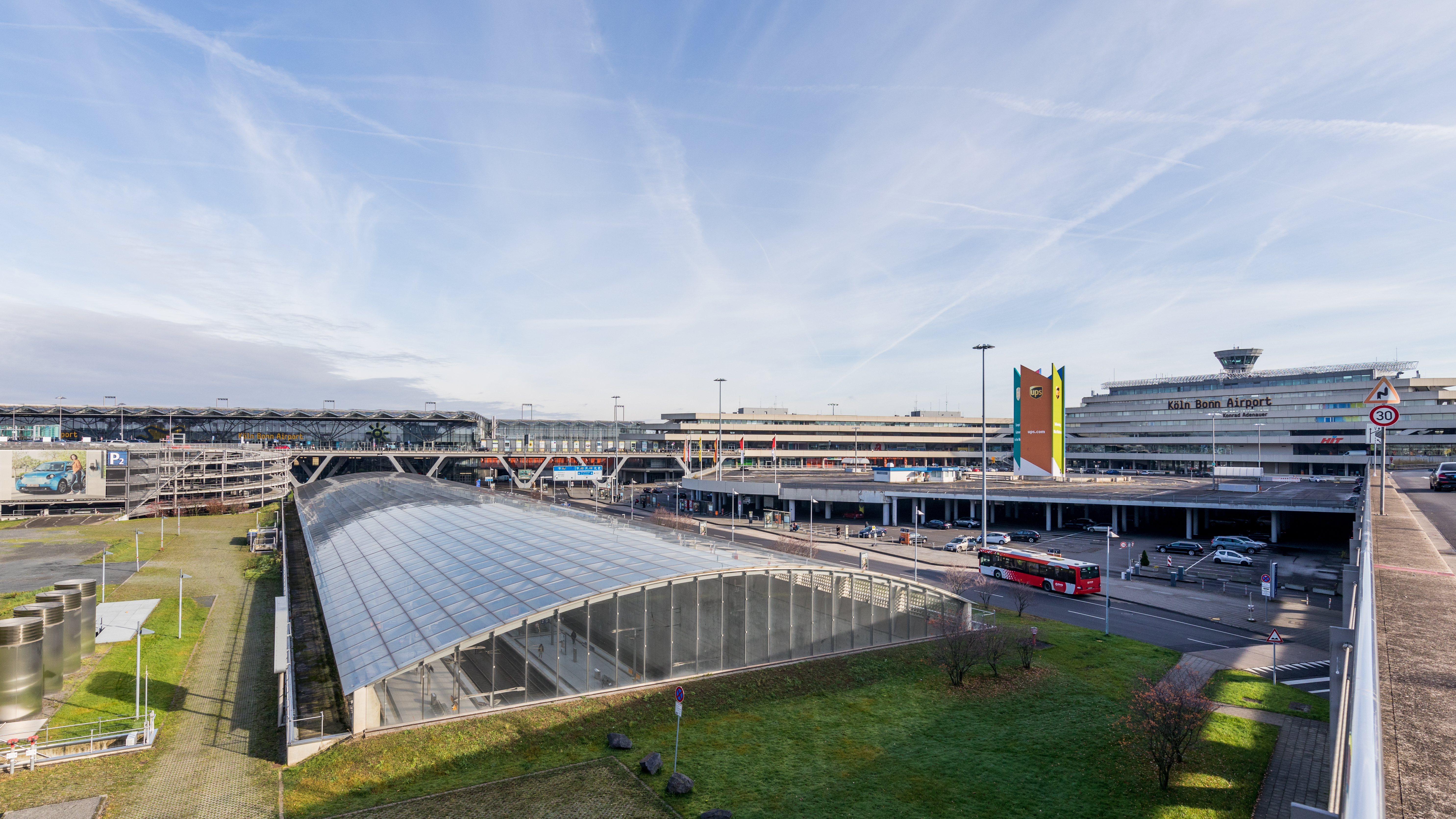
Der unterirdische Bahnhof Köln/Bonn Flughafen

Der Bahnhof Köln/Bonn Flughafen ist einer von drei Kölner Fernbahnhöfe. Die neben dem Flughafen gelegene Flughafenschleife bindet ihn unter anderem mit der ICE-Schnellfahrstrecke Köln-Rhein/Main mit Zielen nach Berlin Hbf (ICE 10), München Hbf (ICE 41), Stuttgart Hbf (ICE 45) und Frankfurt/Main (ICE 49) an. 
Der Flughafen mit seinem militärischen Teil ist ein Standort der Multinational MRTT Unit der NATO. Auf der direkt angebundenen Luftwaffenkaserne, mit 300 Hektar eine der größten Kasernen Deutschlands, befinden sich Kommandobehörden und die Flugbereitschaft der Bundeswehr. Als Offizierheimgesellschaft betreibt die „Kasinogesellschaft Wahn“ das Kasino Wahn im Gebäude 50. Der Bundeswehrstandort war 2025 Teil des nationalen Tag der Bundeswehr.
Auch auf den Flughafen als Ankerpunkt zurückzuführen sind die auf einem weiteren benachbarten Gelände liegenden Forschungs- und Zentraleinrichtungen des DLR u. a. die medizinische Forschungsanlage Envihab, das Institut für Werkstoff-Forschung und mit dem Europäischen transsonischen Windkanal der modernste Windkanal Europas. Auch das Astronautenzentrum EAC der Europäischen Weltraumorganisation ESA ist in unmittelbarer Nachbarschaft angesiedelt. Dort beheimatet ist u. a. LUNA, eine Anlage zur Simulation von astronautischen und robotischen Mondaktivitäten.
Räumlich verbunden mit dem Flughafen ist der zentrale Fernbusbahnhof Köln. Anbieter wie BlaBlaCar Bus, RegioJet, FlixBus und Sindbad verbinden den Flughafen sowie Stadt und Region auch auf der Straße mit Europa.
Ferner besteht ein breites Angebot an Taxi-, Carsharing-, Bikesharing- sowie Mietwagen-Stationen.

### ÖPNV, und Anschlüsse an das überregionale Straßennetz

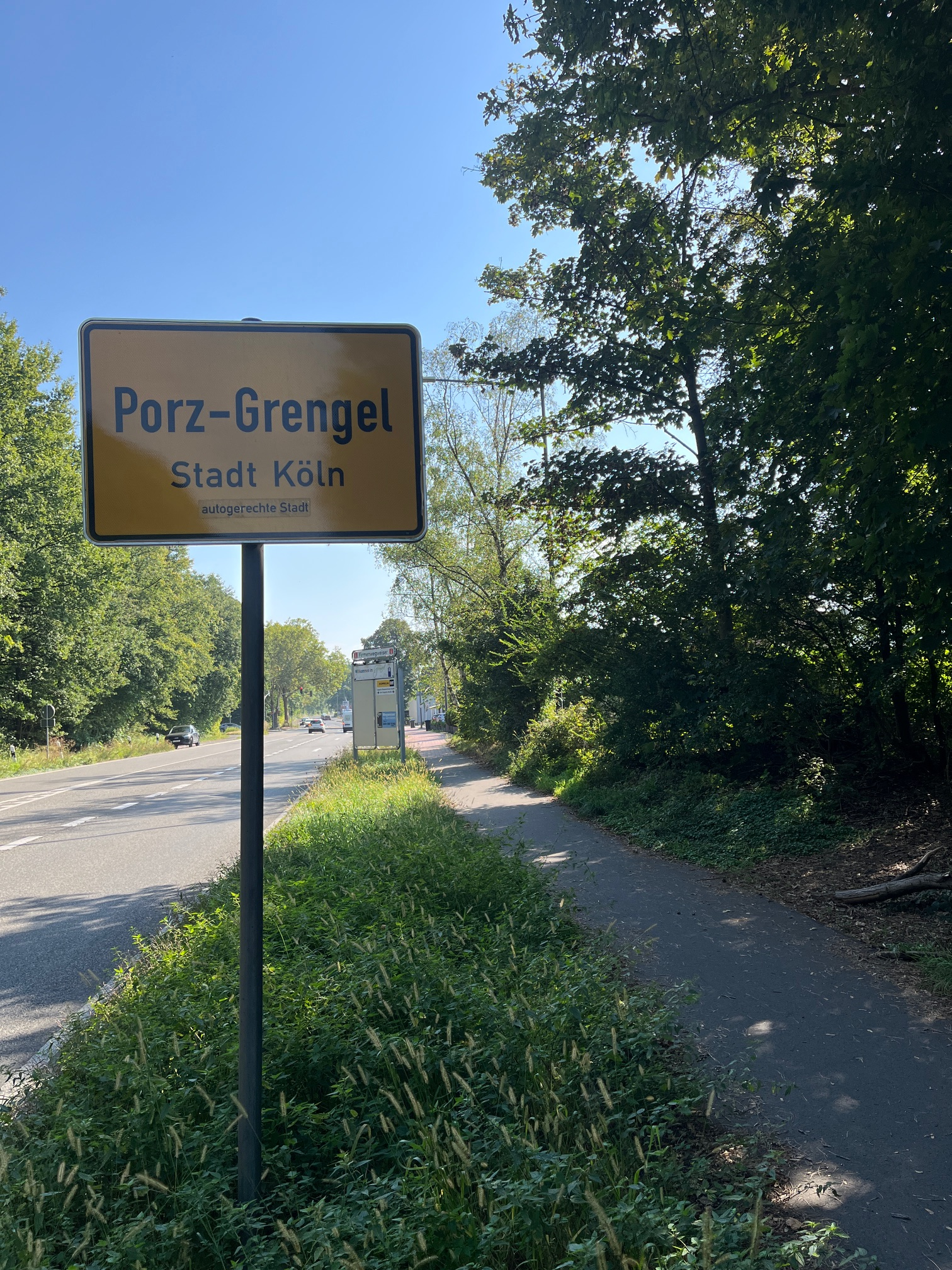
Ortstafel am Grengeler Mauspfad (L489).

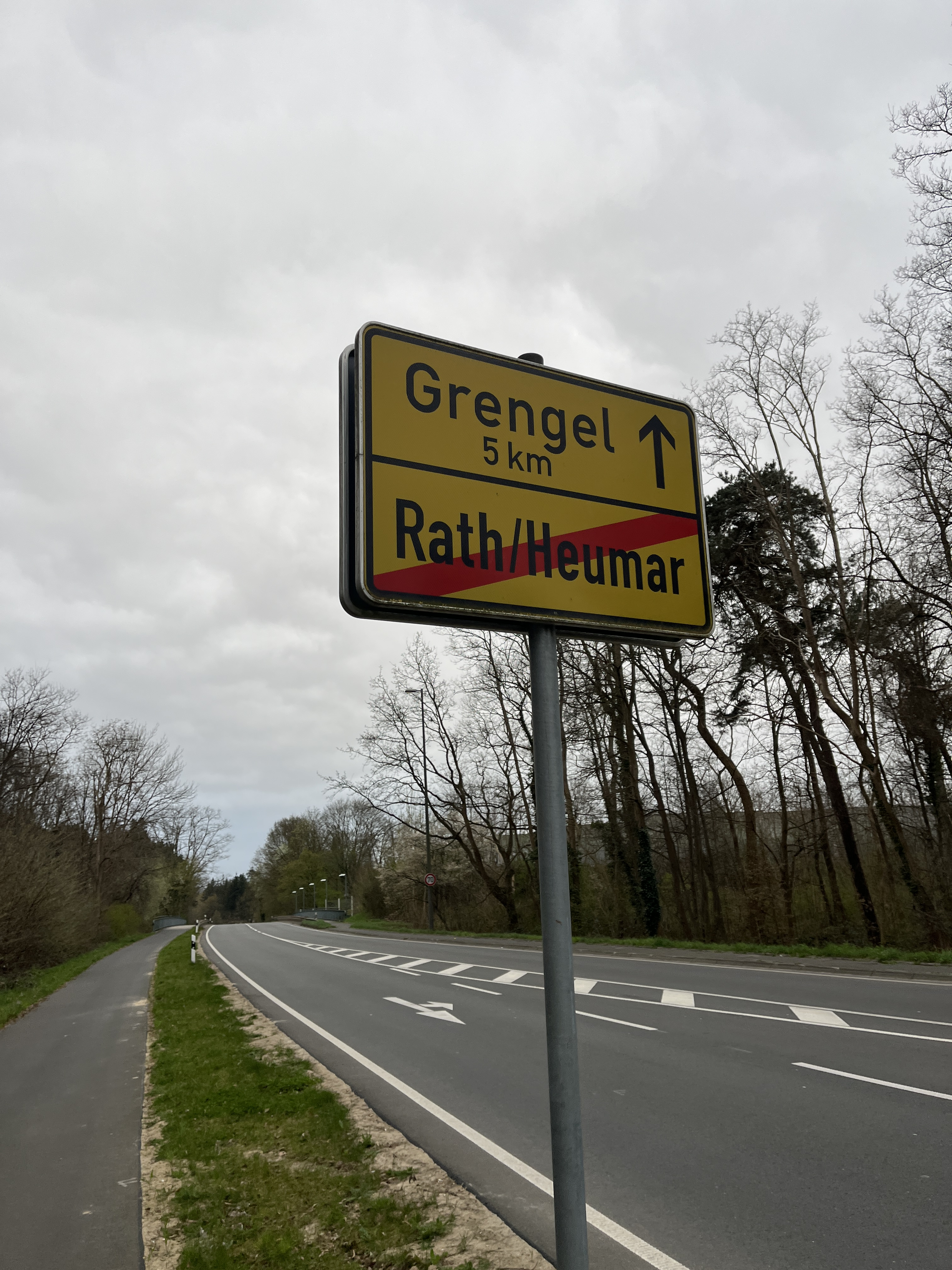
Ortstafel am Heumarer Mauspfad (L73).

Es bestehen zahlreiche Anbindungen im Öffentlichen Personennahverkehr (ÖPNV) mit Halt in Grengel.
Die Buslinien 160, 161 und der Nachtbus 166 sind Teile des Netzes der KVB. Die Flughafenlinie 423 gehört zum Angebot des RVK, die Buslinie SB60 zu den SWB-Verkehrsbetrieben. Die Linie S19 der S-Bahn Köln sowie die Regionalbahn RB27, die Rhein-Erft-Bahn, werden betrieben von DB Regio NRW. Die Regionalbahn RE 6, der Rhein-Weser-Express, ist eine Linie des RRX-Programms. Betreiber ist National Express.
| Linie      | Fahrstrecke 2 |
| ---------- | --- |
| 160        | Porz Markt – Porz Klingerstraße – Porz Bahnhof – Porz Celsiusstraße – Porz Voltastraße – Porz Siemensstraße – Porz Kopernikusstraße – Porz Humboldstraße – Eil Neue Eiler Straße – Eil Kirche – Eil im Falkenhorst – Urbach Waldstraße – Urbach Antoniusstraße – Grengel Graf-Zeppelin Straße – Grengel Friedensstraße – Grengel Wiesenweg – Grengel Kaserne Nordtor – Wahnheide Lucasstraße – Wahnheide Bieselweg – Wahn Albin-Köbis Straße – Wahn Schulzentrum Wahn – Wahn Nachtigallenstraße – Wahn S-Bahn – Wahn Kirche – Wahn Kornblumenweg – Wahnheide Guntherstraße – Wahnheide Scheuermühlenstraße – Lind Nibelungenstraße – Lind Linder Weg – Lind Linder Mauspfad |
| 161        | Porz Markt – Porz Klingerstraße – Porz Bahnhof – Porz Celsiusstraße – Urbach Feuerwache – Urbach Kaiserstraße – Urbach Waldstraße – Urbach Antoniusstraße – Grengel Graf-Zeppelin Straße – Grengel Mauspfad – Grengel Krieger-Straße – Flughafen Personalparkplatz – Flughafen Köln/Bonn Terminal 1 – Flughafen Köln/Bonn Terminal 2 |
| 166        | Porz Markt – Porz Klingerstraße – Porz Bahnhof – Porz Celsiusstraße – Urbach Feuerwache – Urbach Kaiserstraße – Urbach Waldstraße – Urbach Antoniusstraße – Grengel Graf-Zeppelin Straße – Grengel Friedensstraße – Grengel Wiesenweg – Elsdorf – Urbach Friedrich-Hirsch Straße – Urbach Friedhof – Urbach Feuerwache – Porz Celsiusstraße – Porz Bahnhof – Porz Klingerstraße – Porz Markt |
| 423        | Bensberg – Rösrath Bf – Königsforst – Eil Gut Leidenhausen – Grengel Krieger-Straße – Flughafen Köln/Bonn Terminal 1 – Flughafen Köln/Bonn Terminal 2 |
| SB60       | Bonn Hauptbahnhof – Mozartstraße – Frankenbad/Kunstverein – Innenministerium – Flughafen Köln/Bonn Terminal 1 – Flughafen Köln/Bonn Terminal 2 |
| S 19       | Horrem – Frechen-Königsdorf – Köln-Wieden West – Lövenich – Köln-Müngersdorf Technologiepark – Köln-Ehrenfeld – Köln Hbf – Köln Messe/Deutz – Köln Frankfurterstraße – Flughafen Köln/Bonn – Porz-Wahn – Spich – Troisdorf – Siegburg/Bonn – Hennef (Sieg) – Hennef im Siegbogen – Blankenberg – Merten – Eitorf – Herchen – Fattenfeld – Schladern – Rosbach – Au (Sieg) |
| RE 6 (RRX) | Minden – Porta Westfalica – Bad Oeyenhausen – Löhne – Herford – Bielefeld – Gütersloh – Rheda-Wiedenbrück – Oelde – Beckum – Ahlen – Heessen – Hamm – Kamen – Dortmund – Bochum – Wattenscheid – Essen Mühlheim – Duisburg – Düsseldorf – Neuss – Dormagen – Köln Hbf – Flughafen Köln/Bonn |
| RB 27      | Köln Hbf – Köln Messe/Deutz – Flughafen Köln/Bonn – Troisdorf – Friedrich Wilhelmshütte – Menden (Rhein) – Bonn-Beuel – Bonn-Oberkassel – Niederdollendorf – Königswinter – Rhöndorf – Bad Honnef – Unkel – Erpel – Linz (Rhein) |

Grengel verfügt über einen Autobahn-Anschluss zur A59, wird durchzogen von den Landesstraßen L489 (der Grengeler Mauspfad, in Nord-Süd-Richtung) und L99 (die Waldstraße, in West-Ost-Richtung), und wird im Westen von der B8 passiert.

### Behörden und Organisationen mit Sicherheitsaufgaben

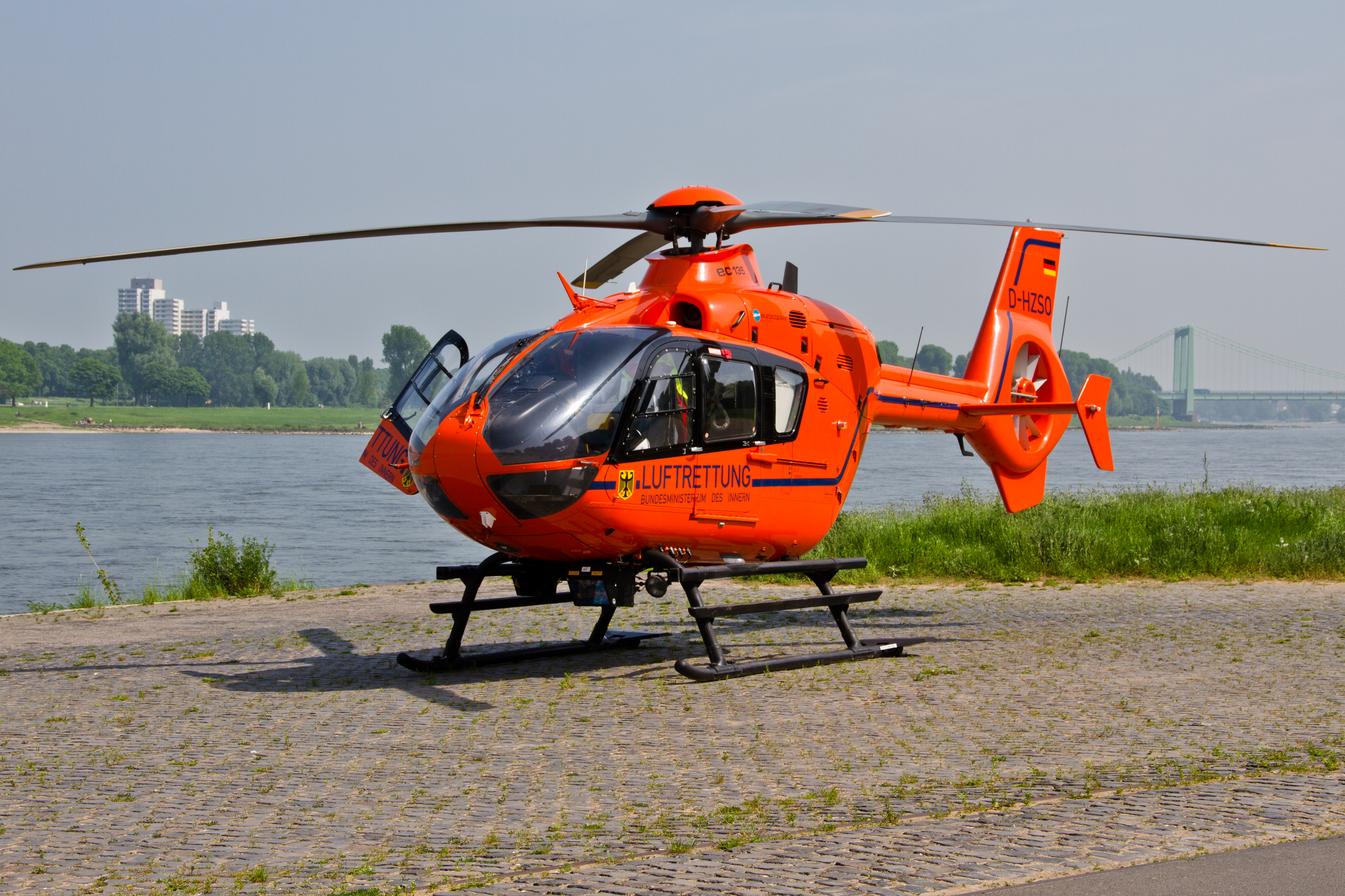
Zivilschutz-Hubschrauber Christoph 3
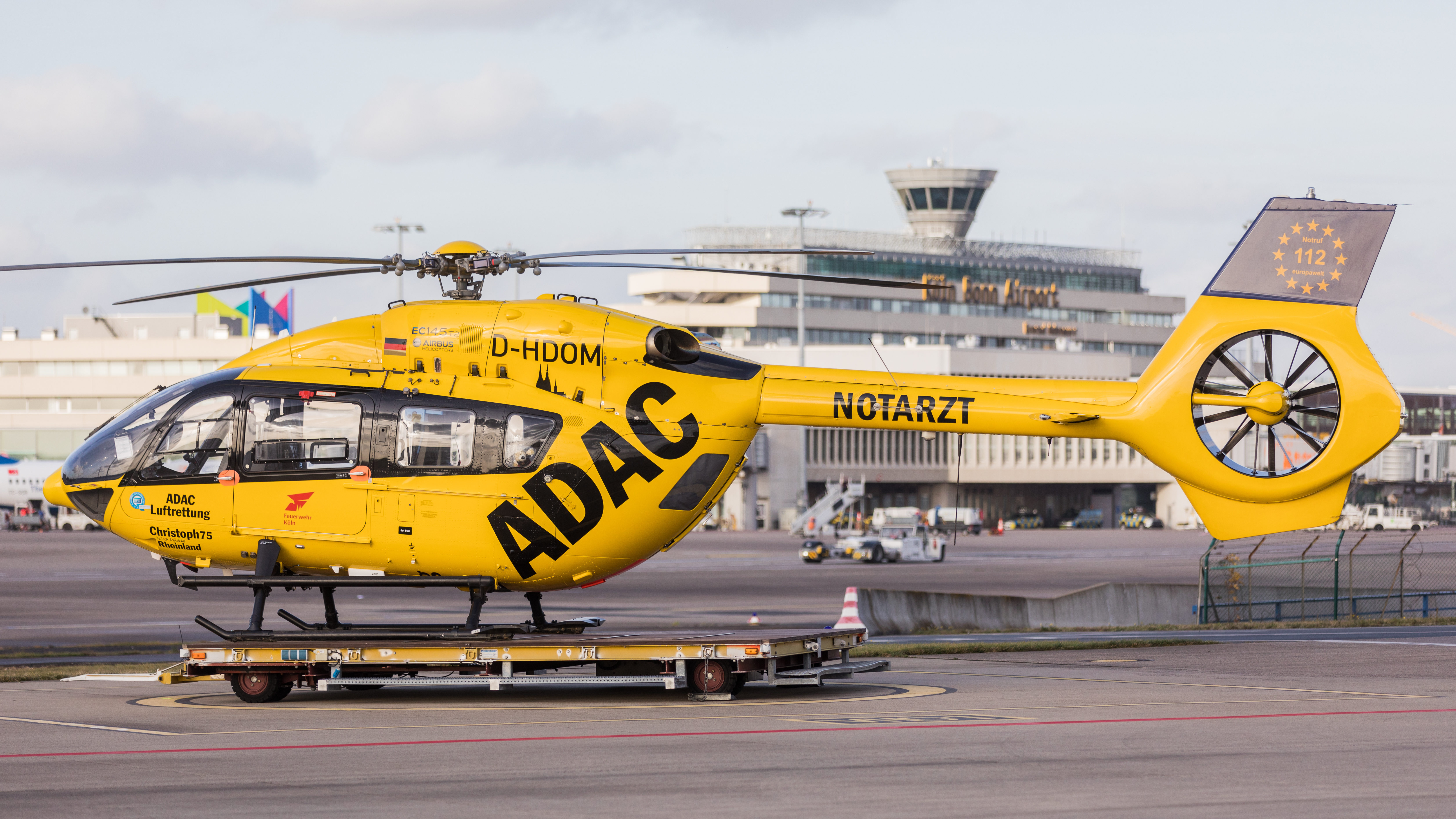
Rettungshubschrauber Christoph Rheinland

In Grengel ansässig sind verschiedene Behörden und Organisationen mit Sicherheitsaufgaben.
Die für Grengel zuständige Feuerwache ist die „Feuerwache 7 Porz“ der Berufsfeuerwehr in Urbach. Zudem besteht seit 1901 eine Löschgruppe der Freiwilligen Feuerwehr, die seit 1956 Löschgruppe „Urbach-Elsdorf-Grengel“ heißt (zuvor „Urbach-Elsdorf“). Sie stellt zudem eine Jugendfeuerwehr. Im Vorstand des zugehörigen Fördervereins ist der ehemalige Bezirksbürgermeister Henk van Benthem (CDU).
In Grengel ansässig ist die Flughafenfeuerwehr des Flughafens Köln/Bonn, aufgeteilt ist diese auf zwei Wachen auf dem Flughafengelände. Darüber hinaus ist die Bundeswehrfeuerwehr Wahn der Flugbereitschaft BMVg in Grengel gemeldet. Beide Feuerwehren operieren primär auf dem Flughafen, sind jedoch grundsätzlich auch verfügbar für Einsätze im städtischen Teil von Grengel. Ein Beispiel ist der gemeinsame Einsatz zur Bekämpfung von Waldbränden in der Wahner Heide.
Im Bereich des Terminal 1C befindet sich für Fluggäste wie Einwohner Grengels zugänglich eine Polizeiwache der Bundespolizeiinspektion sowie eine Polizeiwache der Landespolizei NRW. Auch das Hauptzollamt Köln hat eine Niederlassung auf dem Gelände in Grengel.
Das Bundesamt für Bevölkerungsschutz und Katastrophenhilfe stellt den Zivilschutz-Hubschrauber Christoph 3 vom Typ EC 135 T2i für Schwerverletztenversorgung, Notfallmedizin und Luftrettung. Die ADAC Luftrettung setzt ein den Intensivtransporthubschrauber Christoph Rheinland. Der Hubschrauber vom Typ H145 kommt für luftgebundenen Intensivtransport aber auch für Notfalleinsätze zum Einsatz. Beide Hubschrauber operieren vom Flughafengelände aus.
Im Rahmen einer Kooperation des Flughafens mit dem Technischen Hilfswerk (THW) wird Material vom Lager des THW in Hilden über den Flughafen Köln/Bonn ins jeweilige Einsatzgebiet geflogen. Der für Grengel zuständige THW Ortsverband „THW OV Köln-Porz“ hat seinen Standort in Urbach.

## Naherholung
Das Gebiet des heutigen Grengel ist seit dem 19. Jahrhundert als Ziel der Naherholung belegt. Mit seinen Ursprüngen als Gartenstadt bietet Grengel auch heute durch seine ländliche Stadtrandlage unterschiedliche Angebote der Naherholung.

### Bieselwald

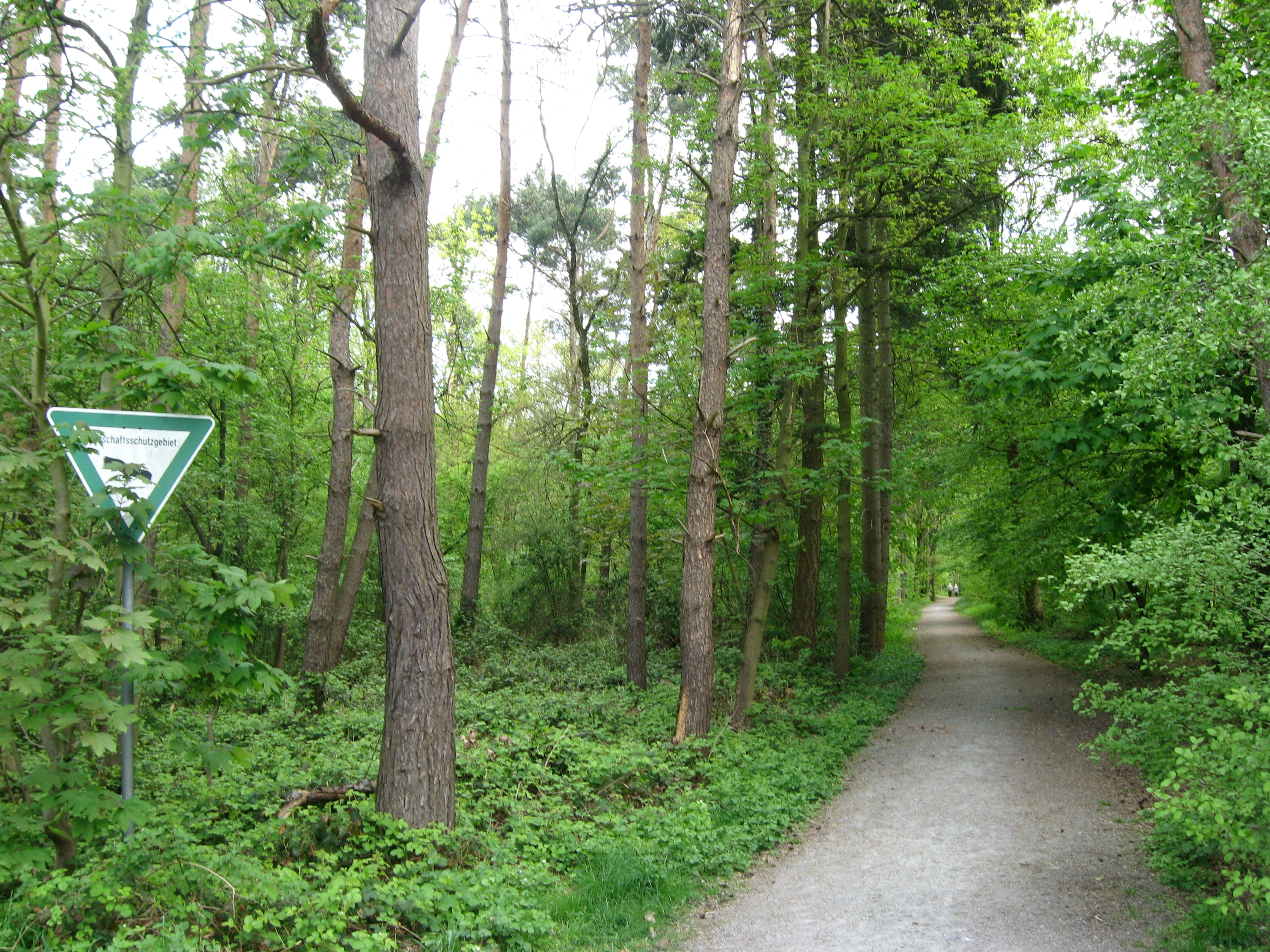
Landschaftsschutz Bieselwald
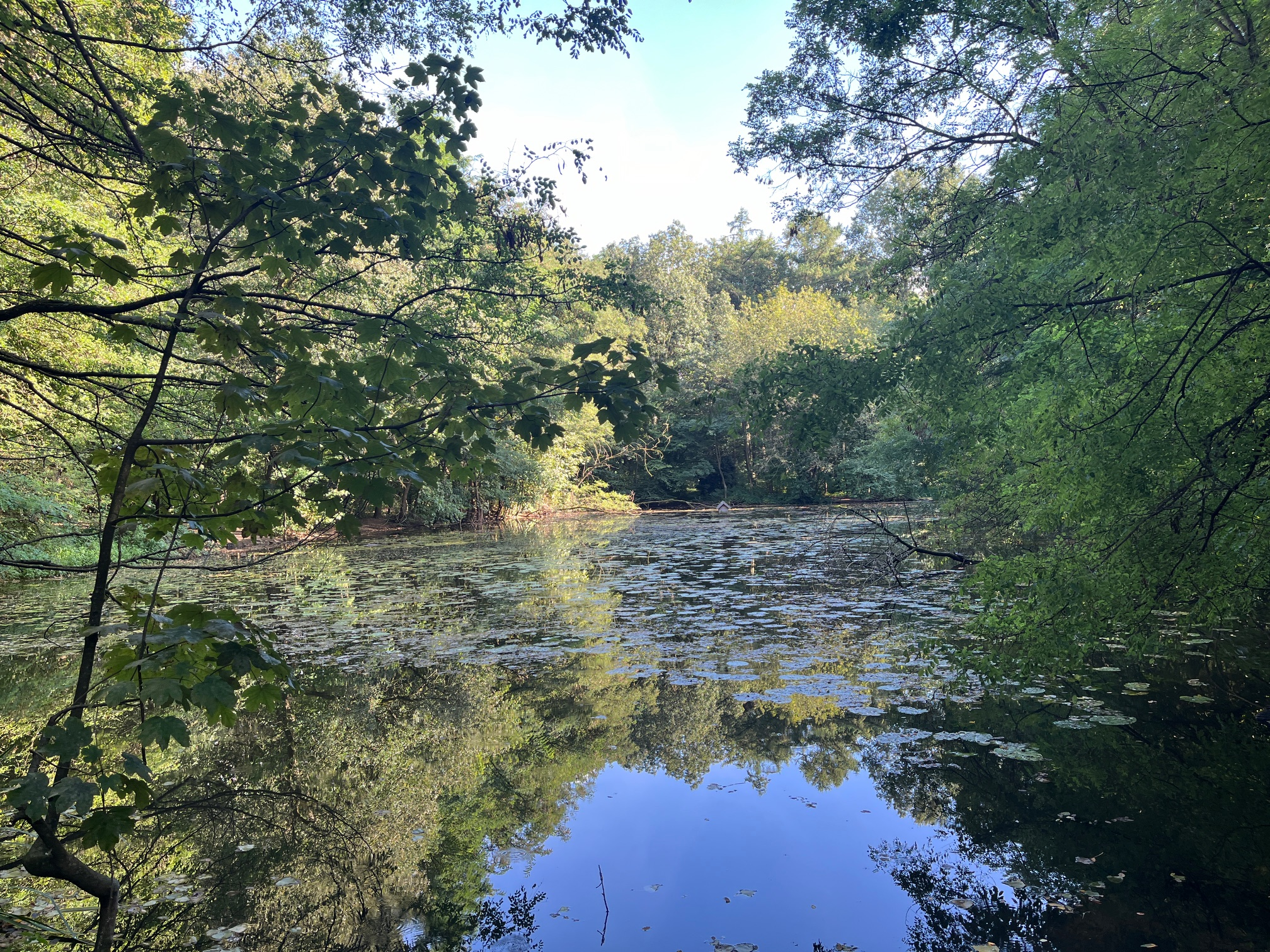
Oberer Senkelteich
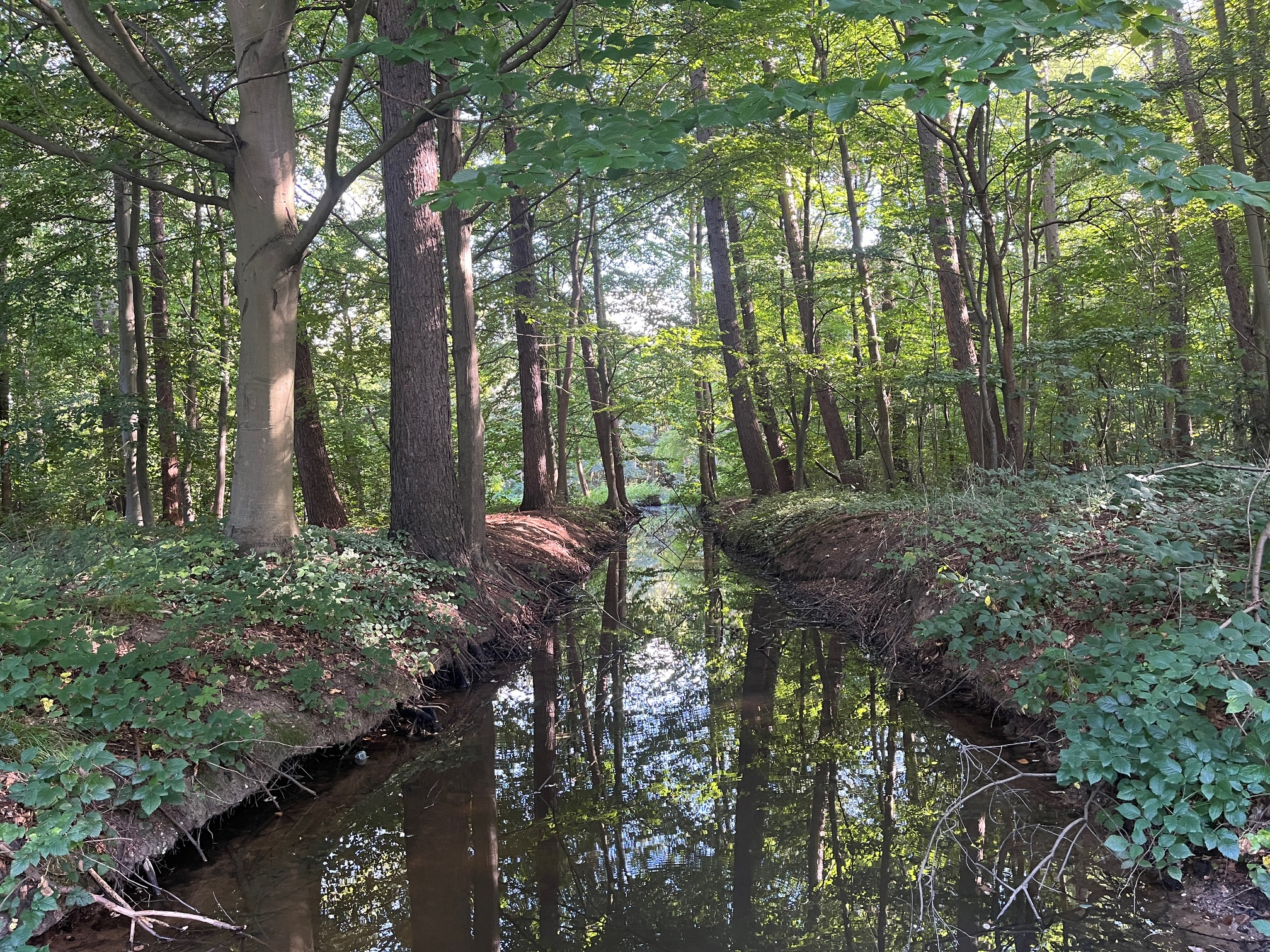
Butzbach verbindet Oberer und Unterer Senkelteich
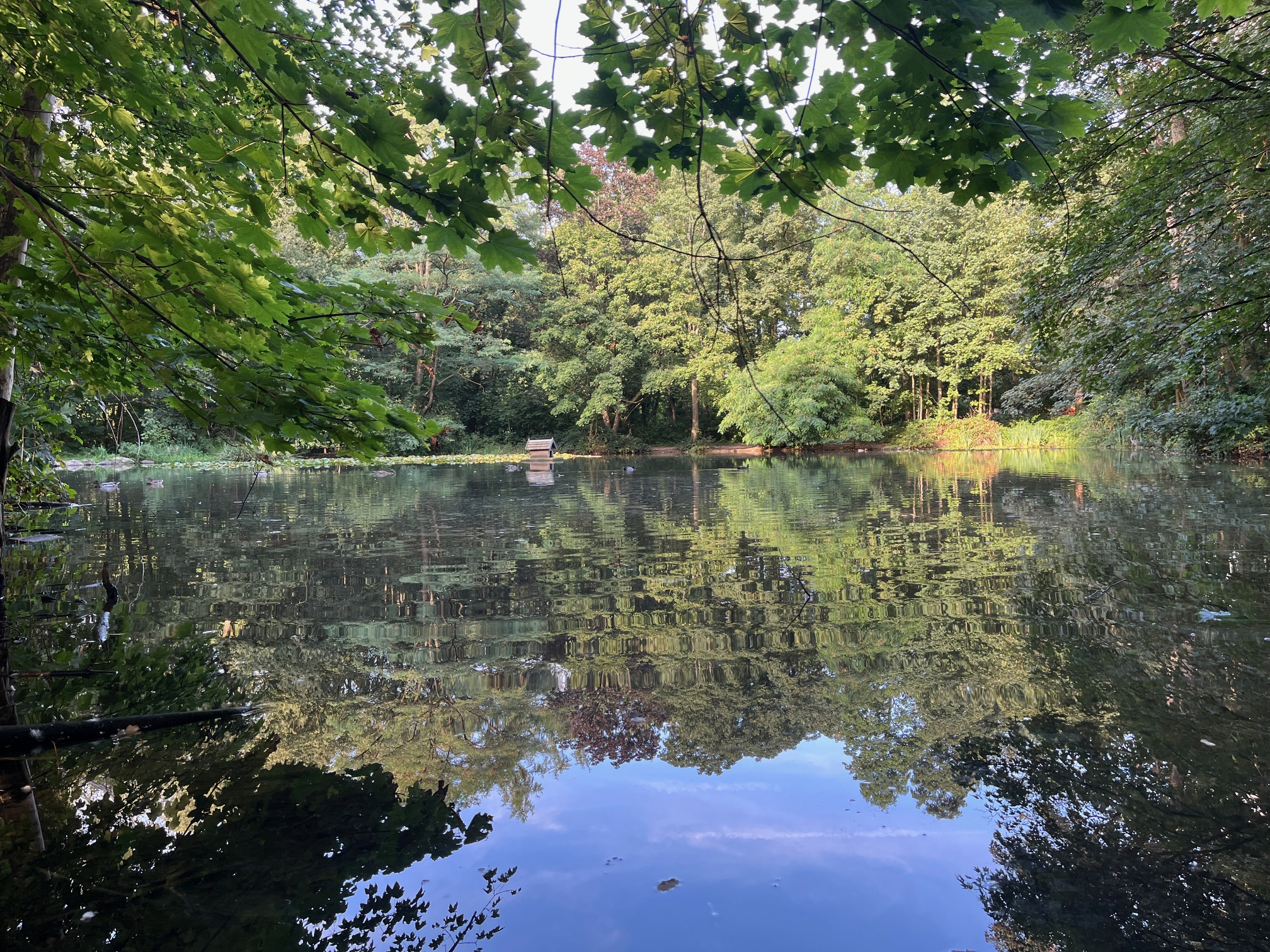
Unterer Senkelteich

Als Teil des Kölner Landschaftsschutzgebietes „Freiräume um Zündorf, Wahn, Libur, Lind und Langel rechtsrheinisch“, ist der Bieselwald  ein überwiegend von Laubbäumen (z. B. Linden, Eichen, Ahorne, Birken, Eschen und Buchen) geprägter Laubwald. Insbesondere entlang von Wegen sind sporadisch Nadelbäume (Lärchen, Fichten) vorzufinden.
Innerhalb der raumgreifenden Flächen des Bieselwalds befinden sich der „Obere Senkelteich“ (früher genannt: „Urbacher Senke“), der über den Butzbach Richtung Süden mit dem „Unterer Senkelteich“ (früher genannt: „Elsdorfer Senke“) verbunden ist. Rund um die Senkelteiche, nördlich und südlich der Hermann-Löns-Straße gelegen, ist ein umfangreiches Ökosystem entstanden. Zur Flora gehören Seerosen, zur Fauna Enten, Reiher, Fische (wie Wels und Rotfeder), Frösche, Schnecken, Flusskrebse, Wasserläufer und Schildkröten.
Der die beiden Teiche speisende Butzbach entspringt als Rinnsal südwestlich von Rösrath (Stadtteil Hasbach) in der Wahner Heide als Sandbach. Von dort fließt der Bach Richtung Westen, zu großen Teilen unterhalb des Flughafens, und fließt bei der Unterquerung der Straße L489 als Butzbach weiter. Der Bach schlängelt sich durch Grengel und erreicht die Teiche, hinter denen er im Bieselwald versiegt. Der Bach, der vormals wohl bis zum Hochwasserrückhaltebecken „Linder Bruch“ führte, hat eine Gesamtlänge von 5,8 Kilometern.

### Wahner Heide

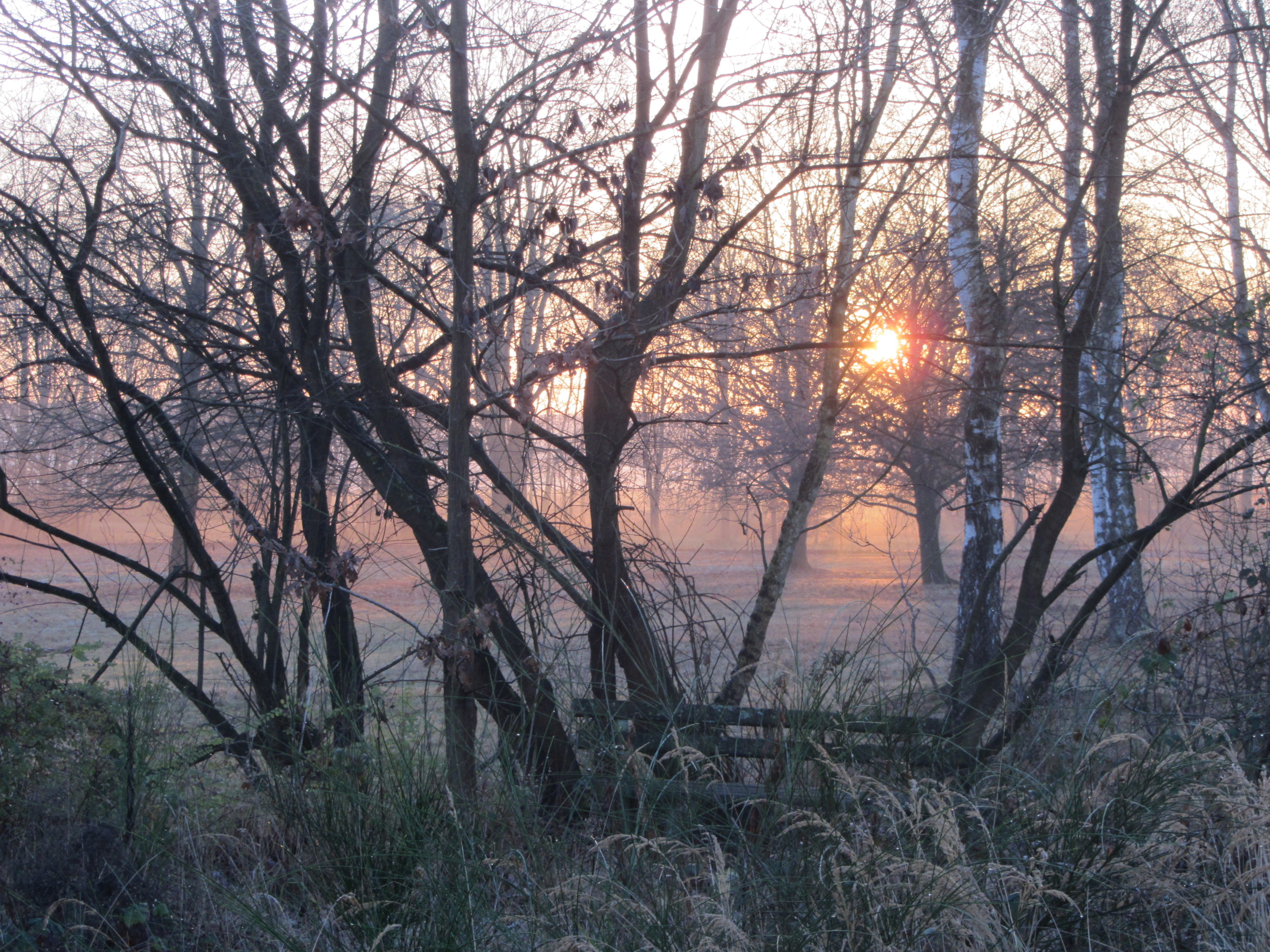
Die Wahner Heide

Als Teil der Bergische Heideterrasse entfällt ein großer Teil der Kulturlandschaft Wahner Heide auf das gleichnamige Naturschutzgebiet. Es ist eines der größten und artenreichsten Naturschutzgebiete Nordrhein-Westfalens. Rund 700 gefährdete Tier- und Pflanzenarten finden sich dort auf einer Fläche von 5.000 Hektar. Unter den gefährdeten Vogelarten befindet sich in der Wahner Heide die größte Schwarzkehlchen-Population in Nordrhein-Westfalen. Der Rest der Fläche der Wahner Heide entfällt auf den Flughafen Köln/Bonn und auf Siedlungsflächen. Als Teil der Wahner Heide befinden sich der „Scheuermühlenteich“ und „Oberer Scheuerteich“, zwei kleine Teiche, die durch den „Scheuerbach“ verbunden sind. Das Areal der „Scheuermühle“ befindet sich im anliegenden Wahnheide.
Historisch wurde die Wahner Heide schon von Preußen militärisch genutzt. Die militärischen Nutzungen zogen sich über die Zeit fort. Panzersperren zeugen noch immer von früheren Zeiten. Noch heute kommen Teile als Standortübungsplatz der Bundeswehr zum Einsatz. Der historische „Wolfsweg“ liegt (teilweise) in Grengel. Der Übergang der Wahner Heide zum Naturschutzgebiet Königsforst verläuft fließend.

### Zu Fuß und mit dem Rad

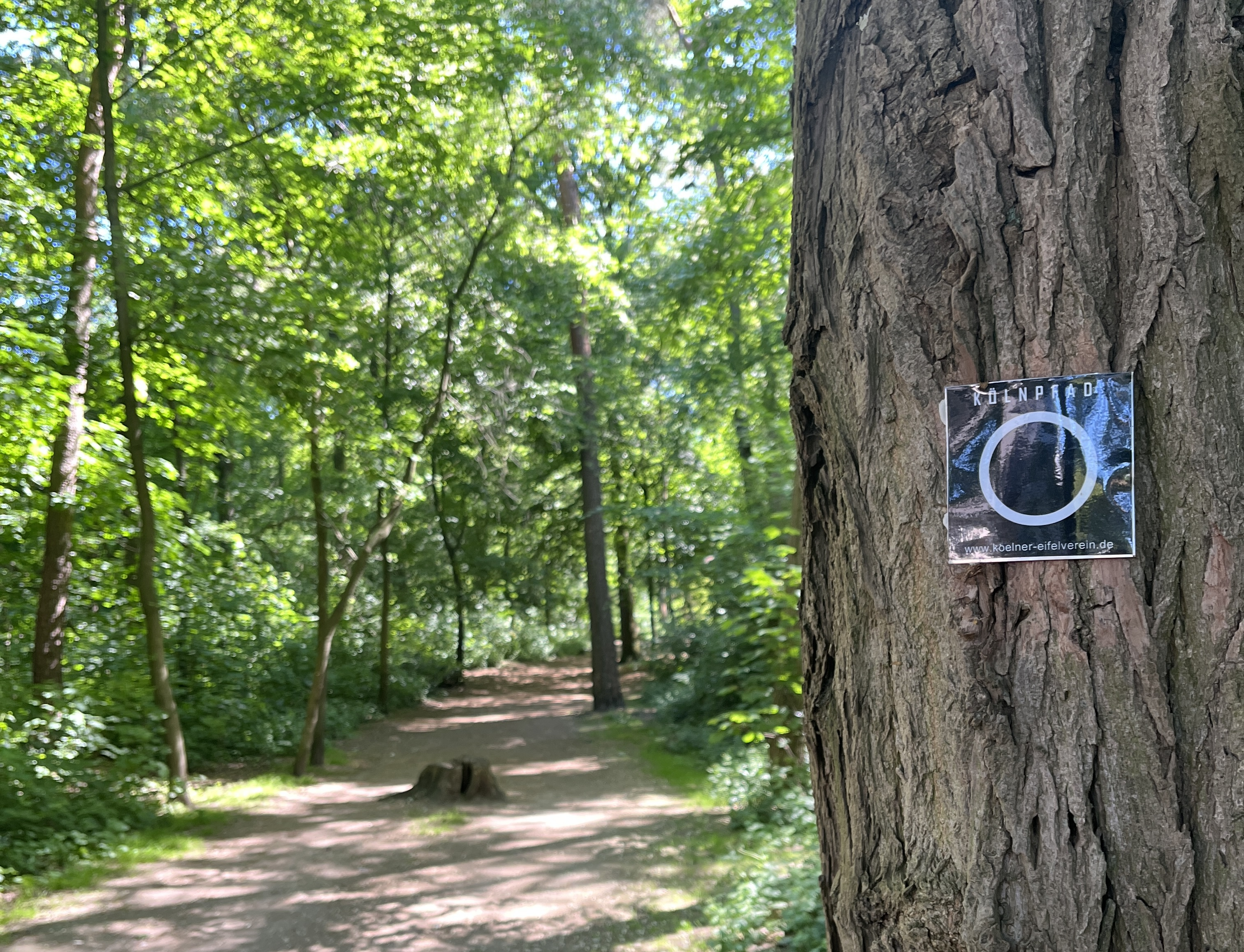
Ein Wegzeichen des Kölnpfads in Grengel

In Grengel, von Süden kommend, entlang der Grenze des Bieselwaldes bis hin zum Gut Leidenhausen, befindet sich ein Teil der Etappe 9 des Kölnpfades. Der Kölnpfad ist ein 171 km langer, in Etappen gegliederter, vom Eifelverein organisierter Rundwanderweg um Köln. Beliebt ist diese Wanderung bei Hobby-Wanderungen, sie findet zudem auch Platz bei offiziellen Veranstaltungen, wie dem „171 km Ultra Wandern“.
Aufgrund der Grengeler Lage war der Ortsteil zwischen 1988 und 2004 Teil des Radrennens „Rund um den Flughafen Köln-Bonn“, das im Besonderen auf der Kölner Straße verlief. Etappe 1.35 der für Radfahrer empfohlenen Tour 1 des „Kulturpfad Stadtbezirk 7 (Porz)“ führt durch Grengel und über den Flughafen. Auch die Strecke der Radtour tour de magellan 2024 führt durch Grengel.

### In unmittelbarer Nachbarschaft: Gut Leidenhausen
Das nah gelegene Gut Leidenhausen, seit Erwerb durch die Stadt 1963 ausgebaut zu einem Erholungsschwerpunkt, ist ein weiteres beliebtes Ausflugsziel im landschaftlich fließenden Übergang zu Eil. Das ehemalige Rittergut aus dem Mittelalter war bis 1964 ein großer Bauernhof. Nun verfügt die Räumlichkeit über ein Wildgehege für Rothirsche und Wildschweine und eine Station zur Pflege verletzter Greifvögel. Mit seiner Greifvogel-Schutzstation dient das Gut als Anschauungsort mit Vögeln wie Bussards, Falken oder Uhus, und formt mit dem Haus des Waldes ein Museum der Waldgeschichte.

## Sehenswertes

### Grengeler Dorfplatz

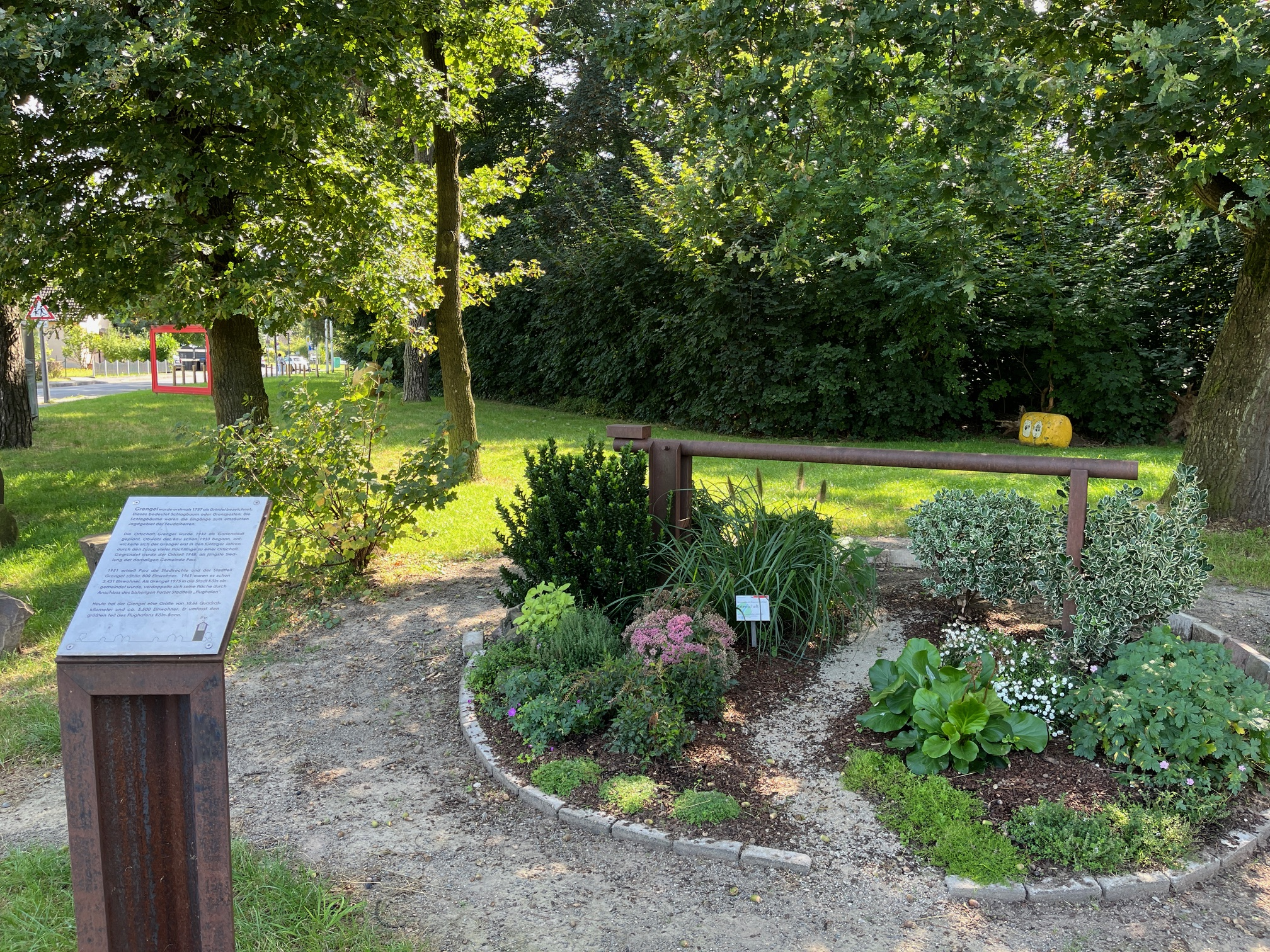
Grengeler Dorfplatz

Der zentral gelegene Grengeler Dorfplatz bietet einen gemeinschaftlich genutzten, öffentlichen Bereich mit einem sozialen Interaktionsraum, und ist allen voran ein dekorativer Platz, der Grengels Ursprünge dokumentiert.
Eingebettet in eine Grünfläche an der Straße Wiesenweg nahe der Haupteinkaufsstraße Friedensstraße besteht der Dorfplatz aus einem Ensemble aus einem zentralen, dekorierten Beet, einem Schlagbaum (von dem der Name Grengel abgeleitet ist), einem gelben Stein und einem roten Rahmen. Eine Stele aus Cortenstahl mit oben befestigter Info-Tafel liefert erläuternden Kontext. In unmittelbarer Nähe befindet sich ein Öffentlicher Bücherschrank, der von einer Sitzbank flankiert wird.
Angepasst an die Jahreszeit finden sich temporäre Dekorationen und Aktionen im Bereich rund um den Dorfplatz, wie das Grengeler Frühlingsdach. Dabei wurden zahlreiche bunte Sonnenschirme über die Parkanlage gespannt. In Kombination mit dem Licht bildeten die Schirme ein schimmerndes Farbspiel.

### Grengeler Wegehäuschen

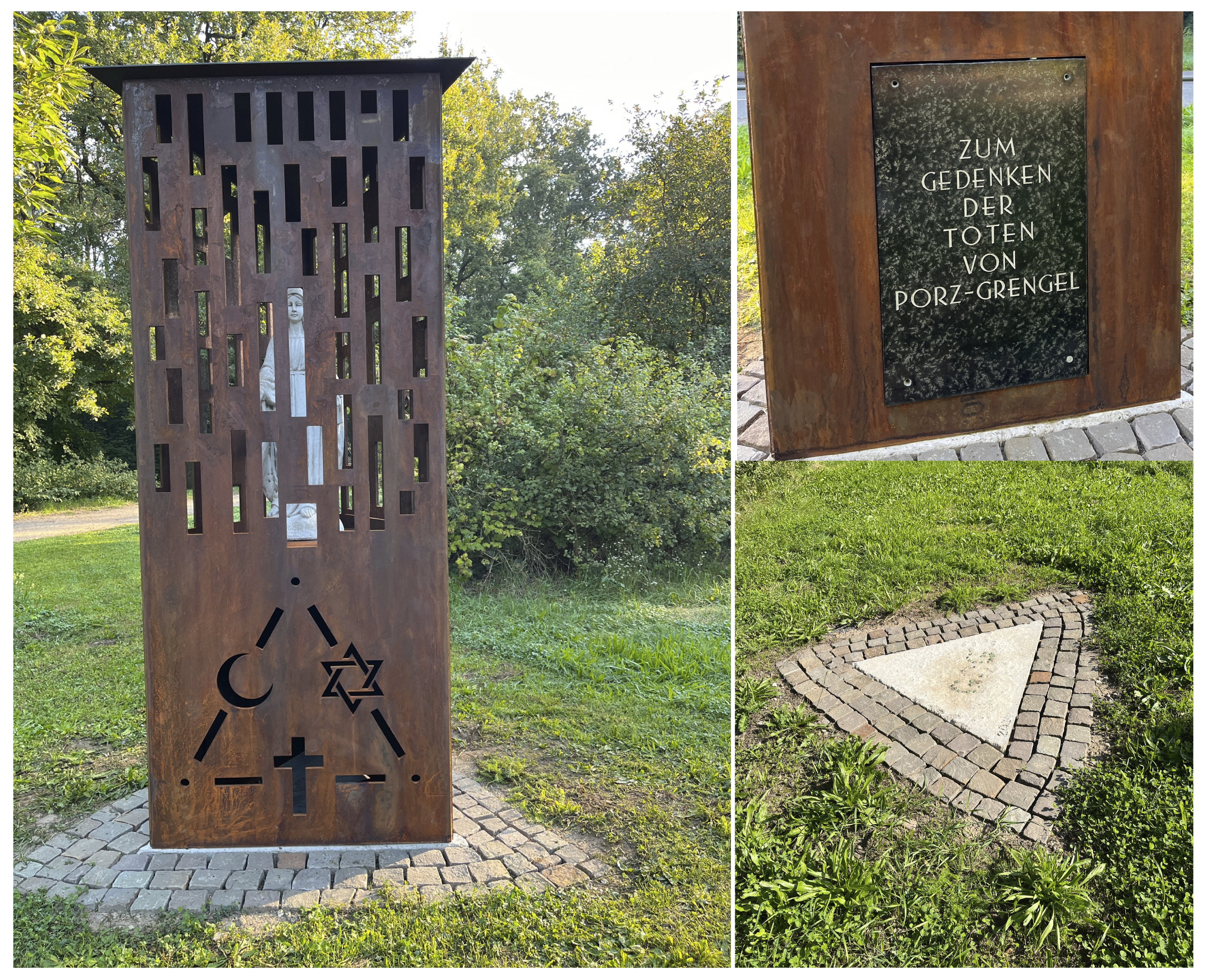
Grengeler Wegehäuschen

An der Schneidung Hermann-Löns-Straße/Wiesenweg befindet sich ein von der Grengeler Ortsgemeinschaft (GOG) organisiertes Wegehäuschen.
Das aus Cortenstahl bestehende Wegehäuschen steht auf einem Fundament, auf das eine Dekoration aus grüner Applikation „GOG“ verbunden mit einer Gravur des Errichtungsjahres („2024“) aufgetragen ist. Im Wegehäuschen ist eine Figur der Heiligen Maria, die Schutzpatronin des Stadtteils, eingestellt. Die Marien-Figur ist eine Schenkung einer verstorbenen Einwohnerin. An der Vorderseite des Häuschens sind durch Mondsichel, Davidstern und Kreuz die drei monotheistische Weltreligionen Islam, Judentum und Christentum markiert. Die Symbole werden inhaltlich und gestalterisch in Verbindung gesetzt und symbolisieren mit dem Wegehäuschen, Fundament und Häuschen in Dreieck-Form, einen Ort des Miteinanders, des Gedenkens und des Dialoges. Auf einer Seite des Wegehäuschens ist eine Marmorplatte mit der Inschrift „Zu Gedenken an die Toten von Grengel“ eingearbeitet. Die Platte ist eine Schenkung der ehemaligen Grengeler St. Sebastianus-Schützenbrüderschaft.
Erste Ideen zum 800 Kilogramm schweren Wegehäuschen, damals noch als Wegekreuz konzipiert, führen zurück ins Jahr 2012. Eine Info-Stele liefert am Ort erläuternden Kontext.

### Konrad Adenauer Büste

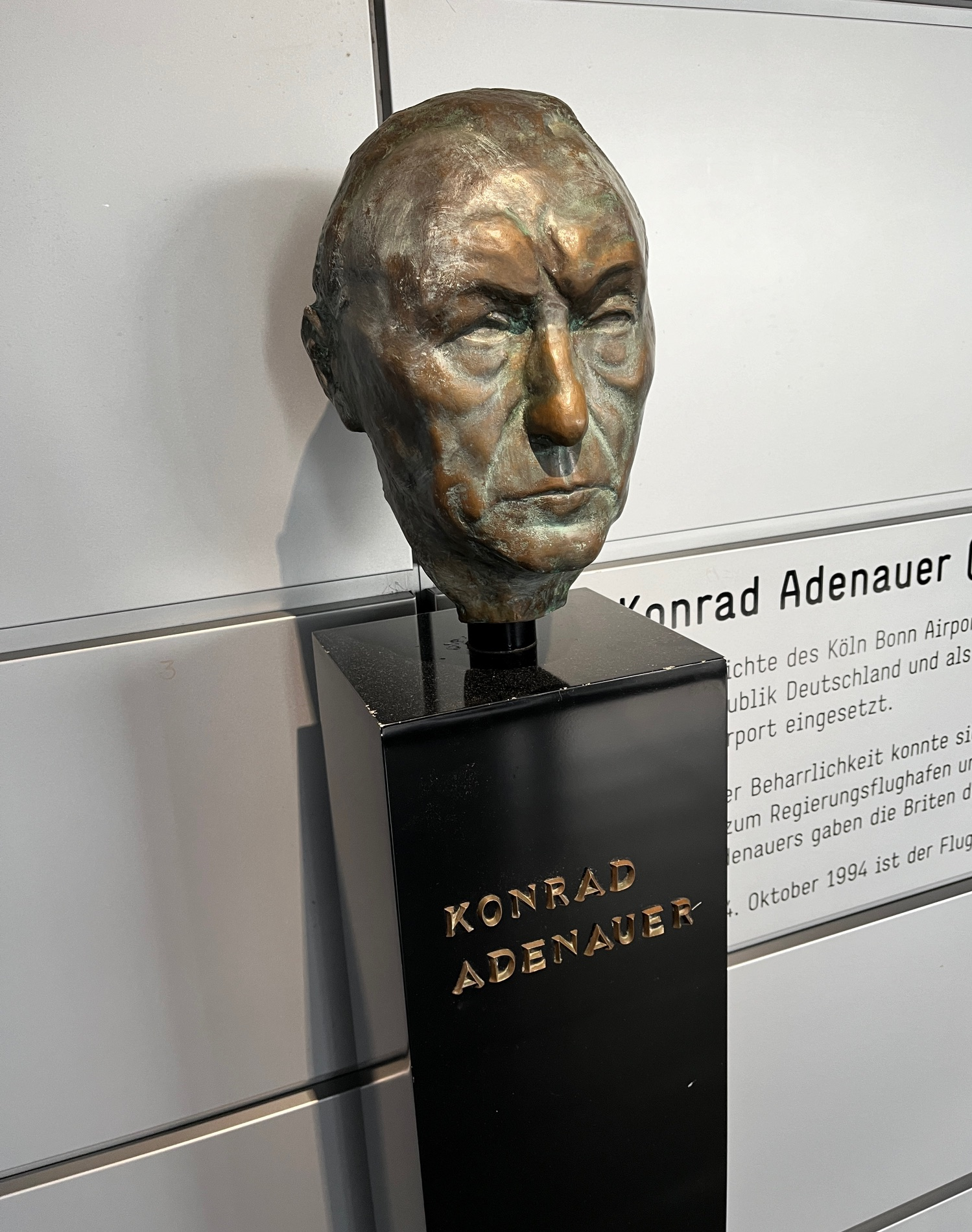
Büste „Konrad Adenauer“

Zu Ehren von Konrad Adenauer schuf die Künstlerin Yrsa von Leistner im Jahre 1955 die Portraitbüste Konrad Adenauer. Die Büste soll Konrad Adenauers bedeutender Rolle gedenken: er habe sich als Bundeskanzler Deutschlands und als Oberbürgermeister von Köln nachdrücklich für den Flughafen eingesetzt, so ein Text an der Büste. Ausführlicher betrachtet beinhaltet sein bedeutendes Wirken nicht nur die Förderung ziviler Luftfahrt in Köln und die Ermöglichung einer zivilen Nutzung des Flughafens. Es führte auch zum Einsatz des Flughafens als Regierungsflughafen. Adenauer spielte eine wesentliche Rolle in der Hauptstadtfrage: Bonn als Hauptstadt war ein wichtiger Faktor für die weitere Entwicklung. Die Büste ist frei zugänglich und wird im öffentlichen Bereich des Flughafens zwischen Terminal 1 und Terminal 2 ausgestellt.

### Planespotting

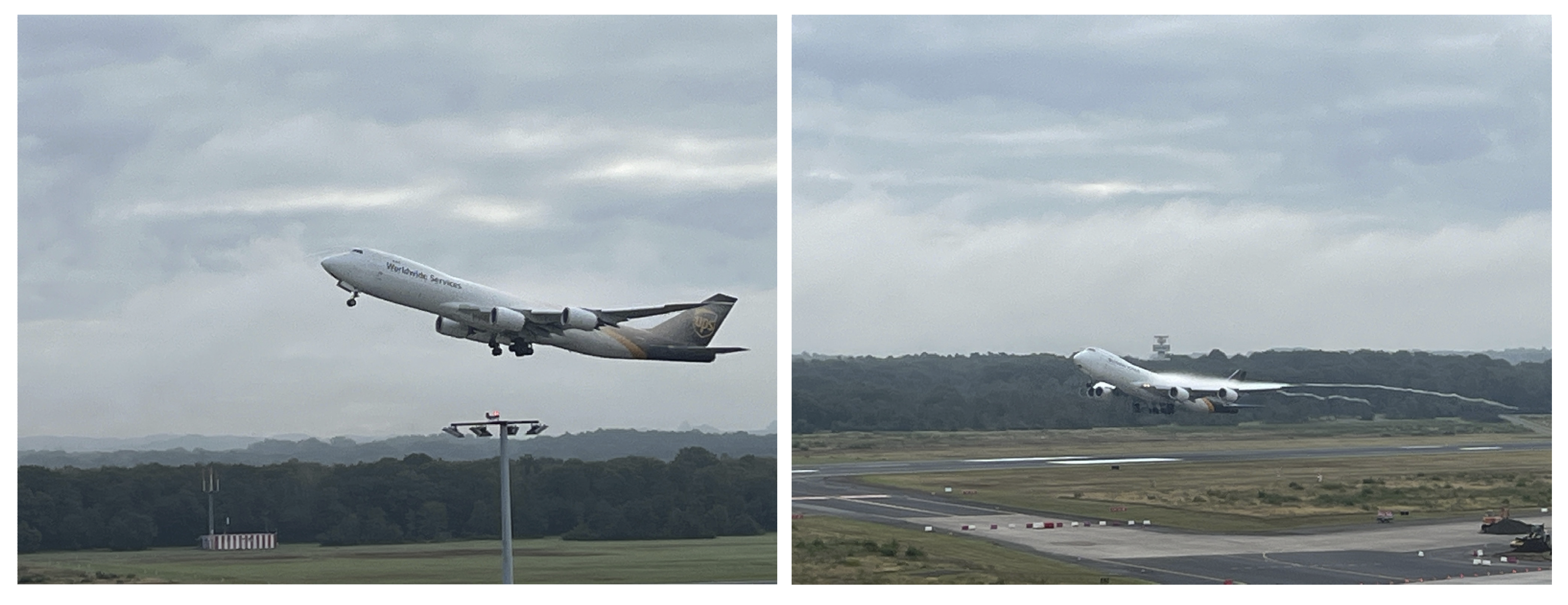
Eine Boeing 747-8F von UPS startet in Grengel ihren Flug nach Shanghai

Die Umgebung ist ein häufiges Ziel von Planespottern, Personen, die Flugzeuge sichten und fotografieren. Rund um den Flughafen gibt es einige Lokationen, die besondere Blicke auf startende und landende Flugzeuge ermöglichen. Ein empfohlener Platz ist die Querschneise II an der mit dem Flughafenbau umgelegten Alte Kölner Straße. Ein offener Platz mit Blick auf die Untere Querschneise und die große Landebahn 13L/31R (bis 2024: 14L/32R) ist möglich bei: 50° 53′ 13,2″ N, 7° 7′ 10,5″ O (für 13L). Ein Stück die Alte Kölner Straße weiter ist ein freier Blick auf Querwindbahn 06/24 (bis 2006: 07/25) möglich bei: 50° 52′ 18,7″ N, 7° 9′ 38,3″ O (für 24). Auch eine Besucherterrasse im Bereich der Terminals sowie Parkhaus 3 (P3) sind beliebte Orte zum planespotten.

### Museumsflugzeug „Zero G“

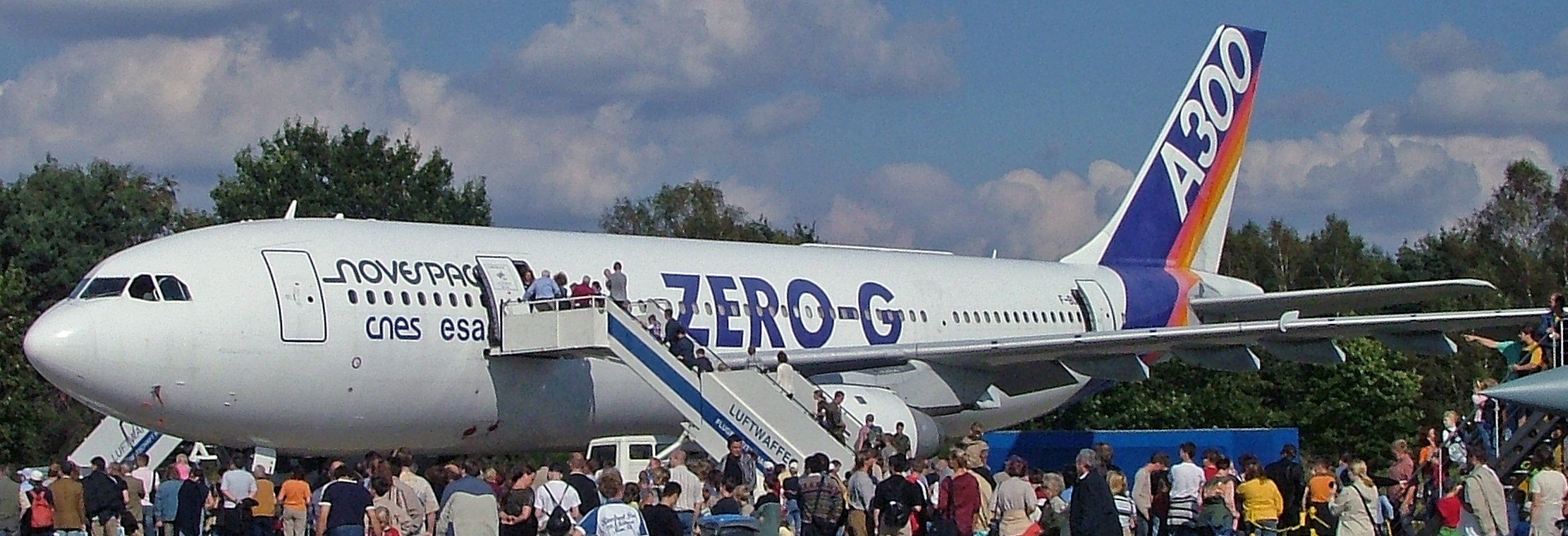
Museumsflugzeug „Zero G“

Am „Parkplatz Nord“ des Flughafens Köln/Bonn steht ein Airbus A300B2 „Zero G“ (von engl. zero gravity = Schwerelosigkeit). Dieses spezielle Flugzeug wurde zur Durchführung von 13.180 Parabelflügen genutzt, bei denen für kurze Zeit Schwerelosigkeit simuliert wird. Es kam vor allem für wissenschaftliche Experimente und zur Ausbildung von Astronauten zum Einsatz. Das Flugzeug hatte 1973 seinen Erstflug und ist das älteste, noch komplett erhaltene Airbus-Flugzeug überhaupt. Das Flugzeug wurde 2015 mit einem 700 Tonnen schweren und 60 Meter hohen Kran vom Vorfeld aus auf den Parkplatz gehievt.
Heute dient das ausrangierte Flugzeug als interaktive Dauerausstellung und multimediales Museumsflugzeug, das im Rahmen von Besucherführungen besichtigt werden kann. Dabei sollen der Einsatz als Forschungsflugzeug sowie die an Bord durchgeführten Experimente vermittelt werden. Ende 2021 wurde das Flugzeug zeitweise als mobile Corona-Impfstation der Stadt Köln genutzt.

## Bildung und Jugend

### Kindergärten

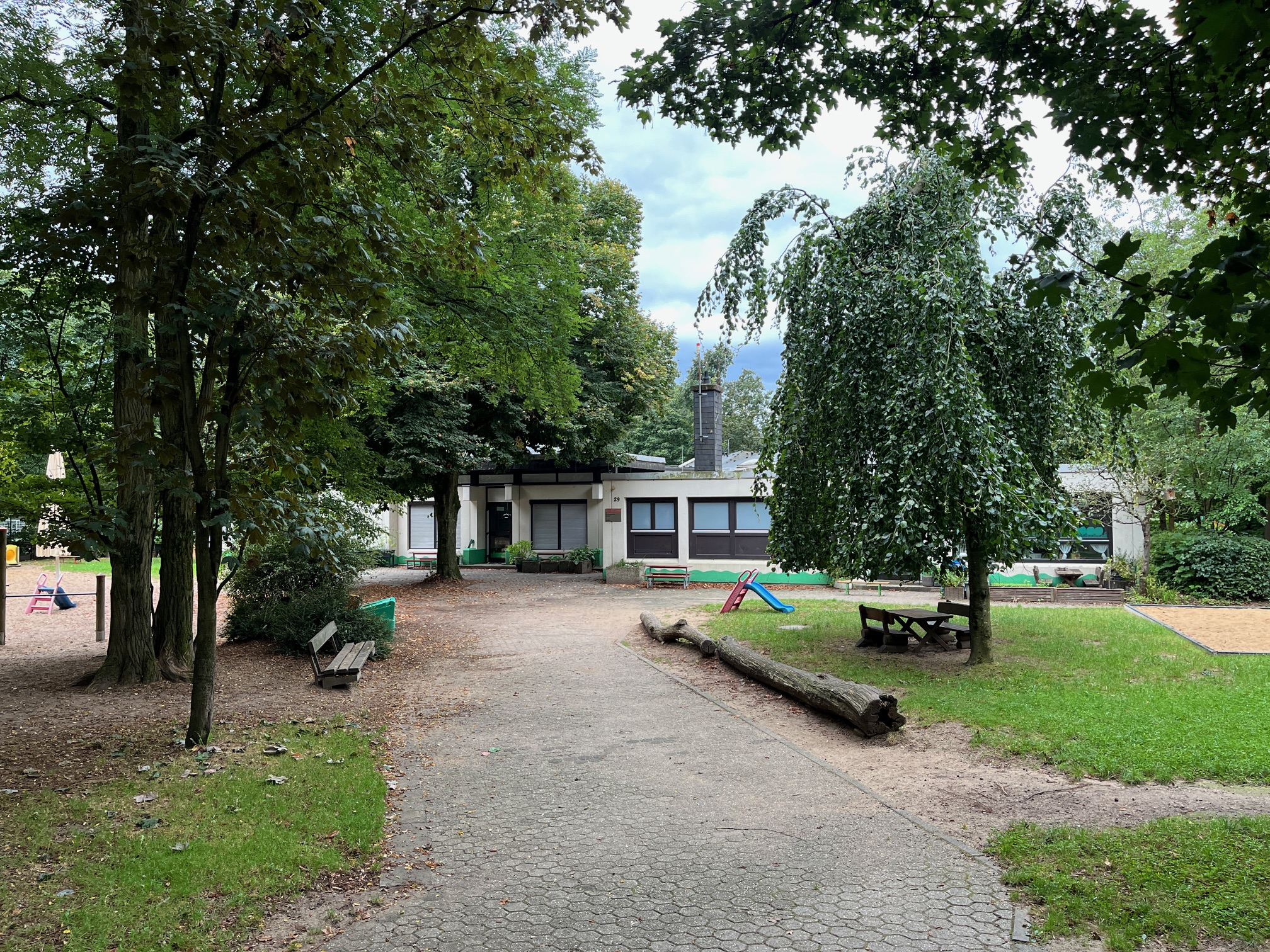
Der städtische Kindergarten
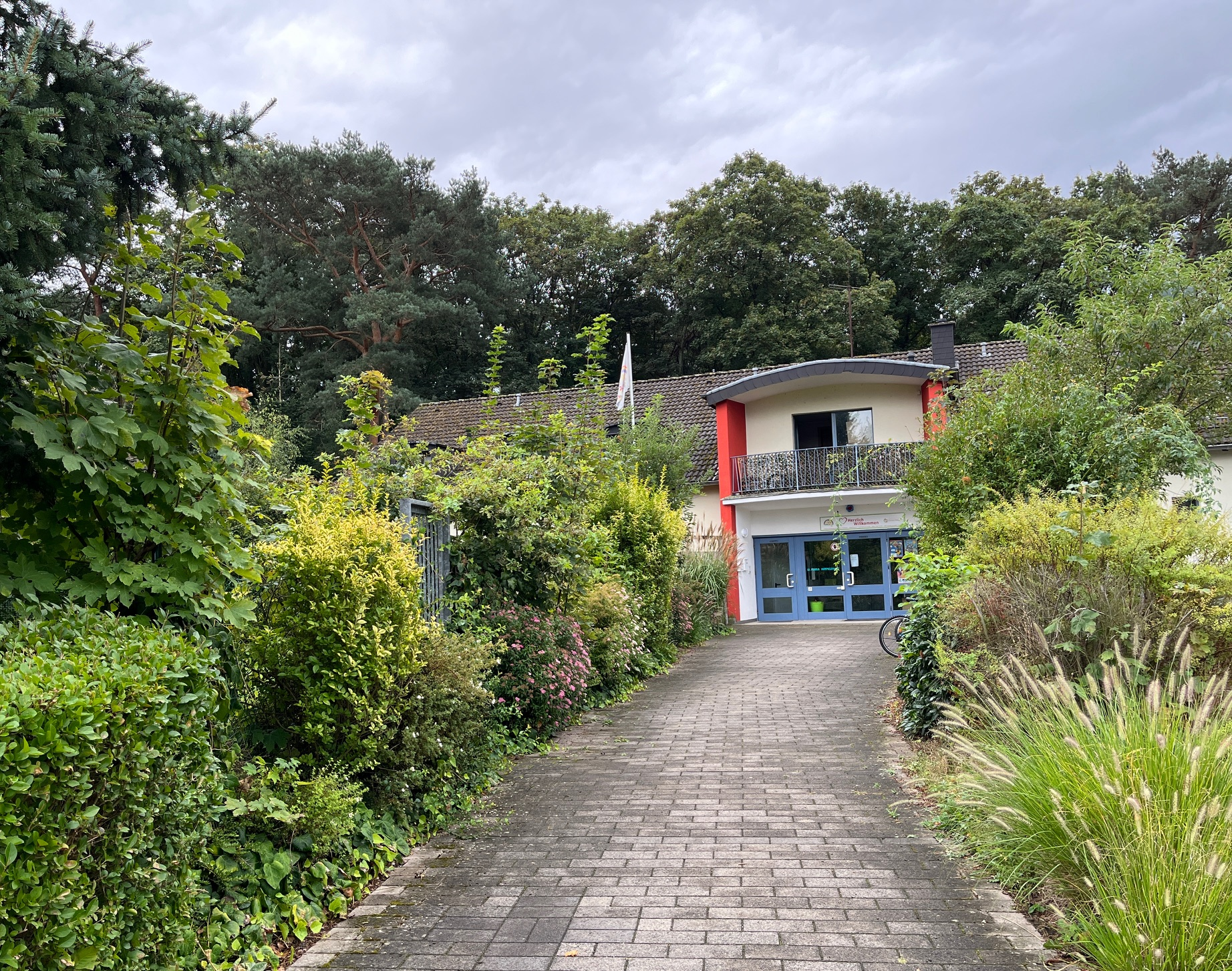
Kindertagesstätte St. Mariä Himmelfahrt
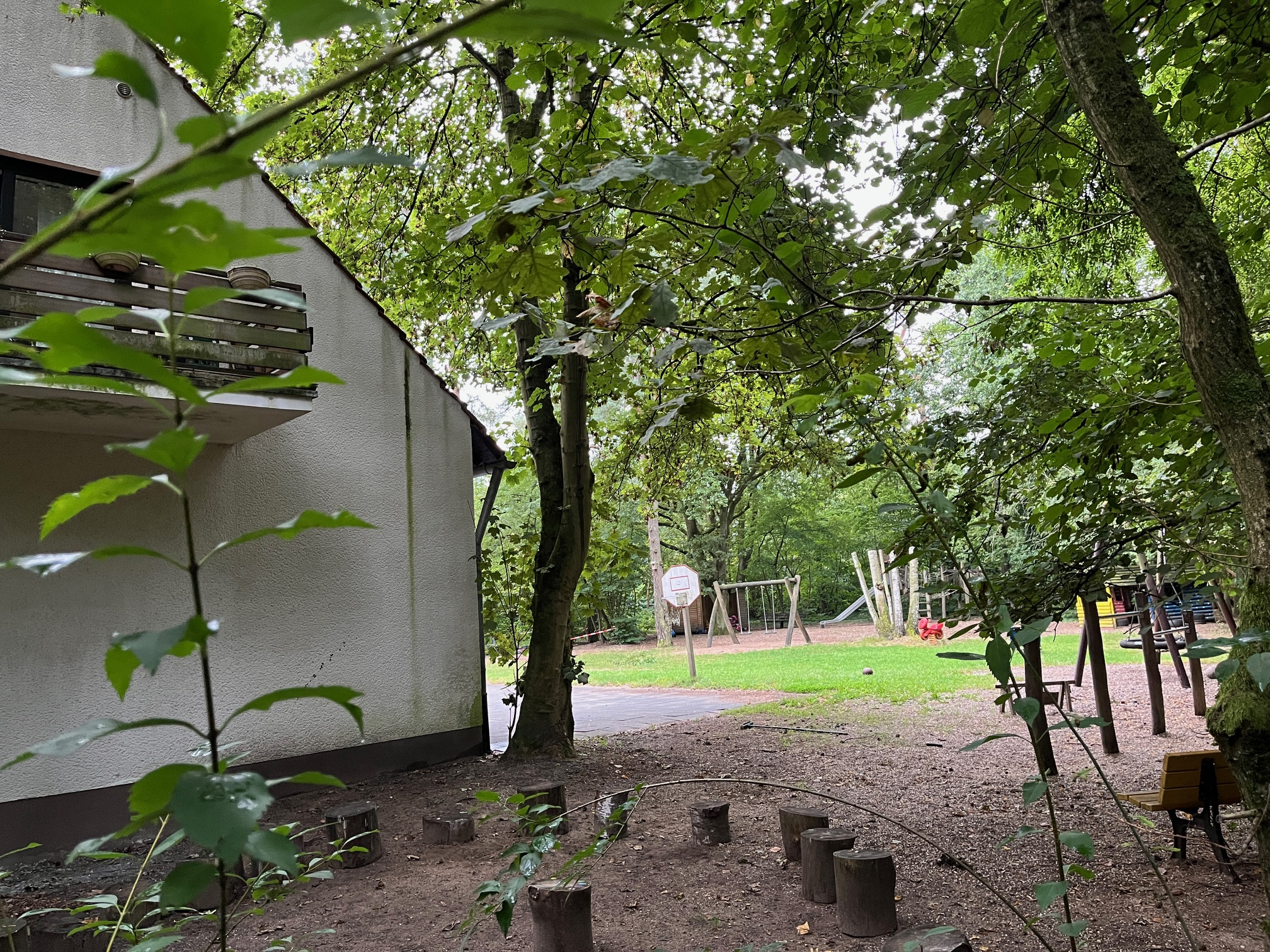
Kindergarten Huckepack
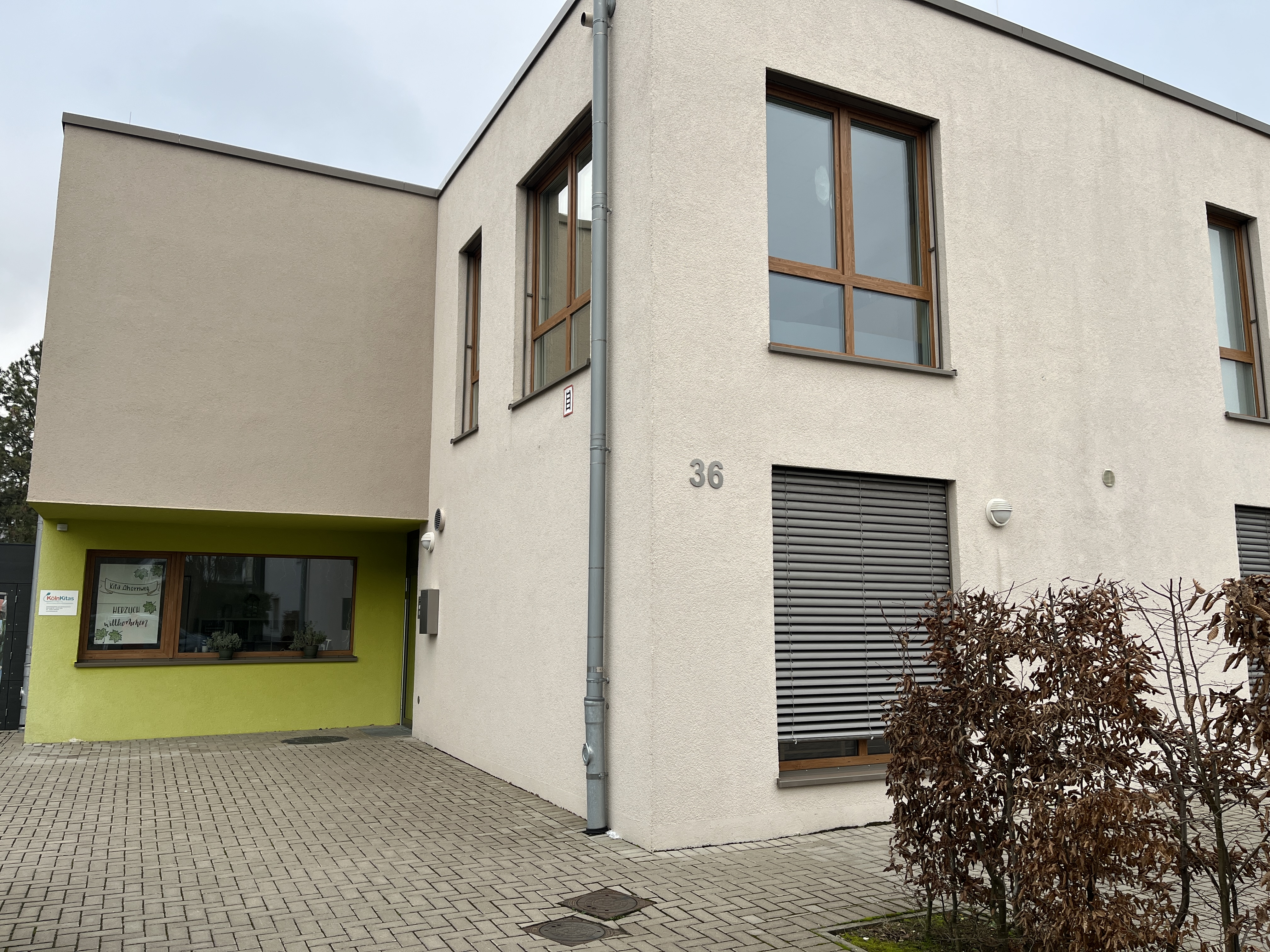
Kindertagesstätte Ahornweg

In Grengel gibt es vier Kindergärten.
Die Städtische Kindertageseinrichtung Wiesenweg der Stadt Köln liegt am Bieselwald neben dem Bolzplatz am Akazienweg. Für über 100 Kinder stehen Gruppenräume, Nebenräume, Ruheräume, Sanitärbereich mit Pflegemöglichkeiten und ein Raum für differenzierte Angebote zur Verfügung.
Die 1958 eröffnete Kindertagesstätte St. Mariä Himmelfahrt ist Teil der katholischen Kirchengemeinde Christus König. Es werden 40 Kinder im Alter von 2 – 6 Jahren in zwei Gruppen im Situationsansatz bei religionspädagogischer Arbeit betreut. Ein Schwerpunkt ist musikalische Früherziehung. Neuankömmlinge werden von Vorschulkindern begleitet. Es steht ein weitläufiger Außenbereich zur Verfügung.
Der Kindergarten Huckepack, der auf eine Elterninitiative zurückgeht und als Verein 1969 als Mitglied des Deutschen Paritätischen Wohlfahrtsverbandes gegründet wurde, bietet Platz für über 20 Kinder im Alter von 2 Jahren bis zum Schuleintritt. Er verfügt über einen großen Spiel- und Bewegungsraum (mit Kletterwand und Turnelementen wie Matten und Schaukeln), und einen Nebenraum mit Schlafmöglichkeit sowie einem Wickeltisch. Im bewaldeten Außengelände befinden sich Spielgeräte und Bäume zum Klettern. Der Kindergarten arbeitet nach dem Situationsansatz.
Die Kindertagesstätte Ahornweg wurde 2021 eröffnet. In der Einrichtung werden Kinder im Alter von 4 Monaten bis zum Schuleintritt in vier Gruppen nach dem situationsbezogenen Ansatz betreut. Die Kindertagesstätte, die über ein großes Außengelände verfügt, ist Teil der 1994 von der Stadt Köln gegründeten „KölnKitas“, eine gemeinnützige GmbH und Tochter des Vereins „Jugendhilfe Köln“.

### Grundschule

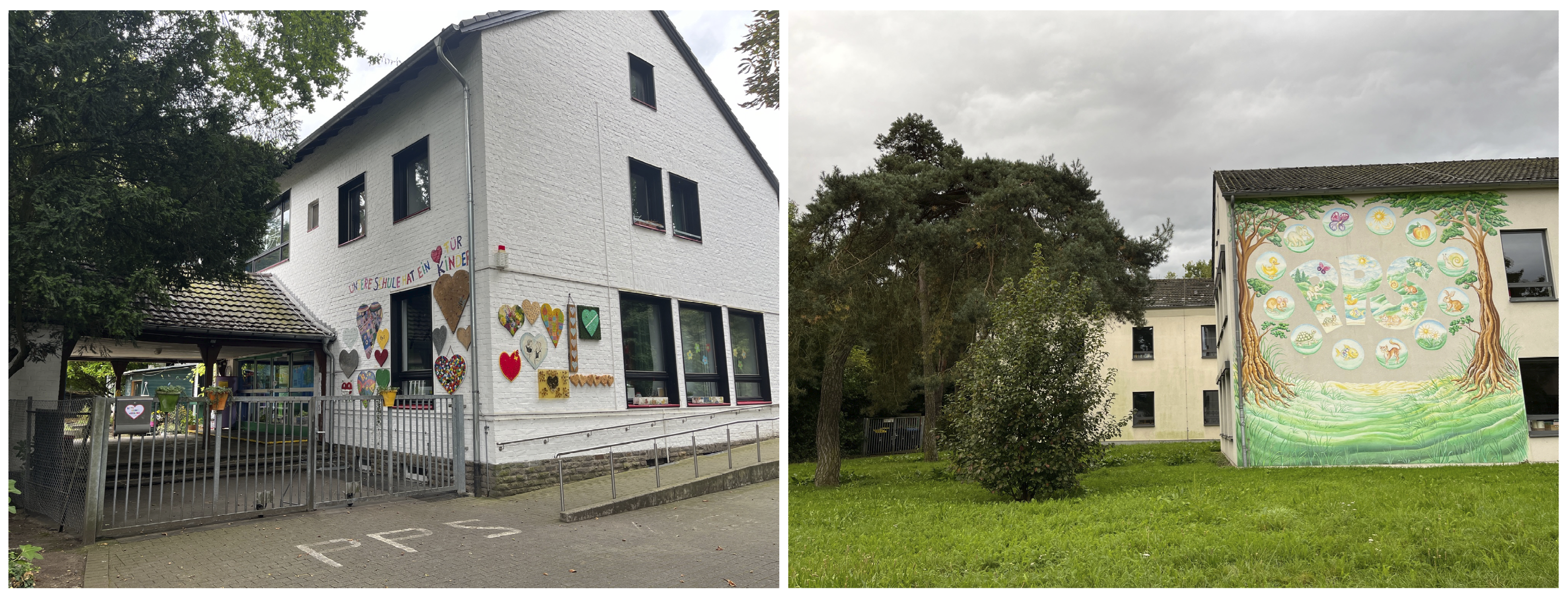
Grundschule PPS: Der Haupteingang mit „Herzwand“ als Andenken an Ehemalige, und Gebäude

1953 wurde eine Gemeinschaftsgrundschule und je eine einklassige evangelische und katholische Bekenntnisschule errichtet, die sich bis 1958 ein Gebäude teilten. Die evangelische wurde der Gemeinschaftsgrundschule noch im selben Jahr angegliedert. 1966 wurde eine neue katholische Schule, die katholische Volksschule, bezogen. Die Roncalli-Schule stand für Kinder katholischen Glaubens innerhalb der Grenzen der Grengeler Pfarrgemeinde offen, wohingegen die Gemeinschaftsgrundschule von Kindern aller Konfessionen aus ganz Porz besucht werden konnte.
Im Jahr 1992 wurde die städtische Grundschule nach dem Pädagogikreformer Peter Petersen benannt („PPS“) und bereits seit 1980 werden in der nun allen Konfessionen offen stehenden Gemeinschaftsgrundschule dessen Unterrichtsmethoden der Arbeits- und Lebensgemeinschaftsschule nach dem Jenaplan angewendet. Es existieren Stammgruppen: in der PPS sind Kinder des ersten Schuljahres mit Kindern des zweiten Schuljahres zu einer „Eingangsstufengruppe“ organisatorisch und pädagogisch zusammengefasst. In gleicher Weise sind auch die Klassen 3 und 4 pädagogisch zu so genannten „Grundstufengruppen“ kombiniert. Angeschlossen an die PPS ist eine Offene Ganztagsschule (OGS). Sie wurde im Sommer 2007 eröffnet. Die Peter Petersen Gemeinschaftsgrundschule verfügt über einen Förderverein.

### Förderschule

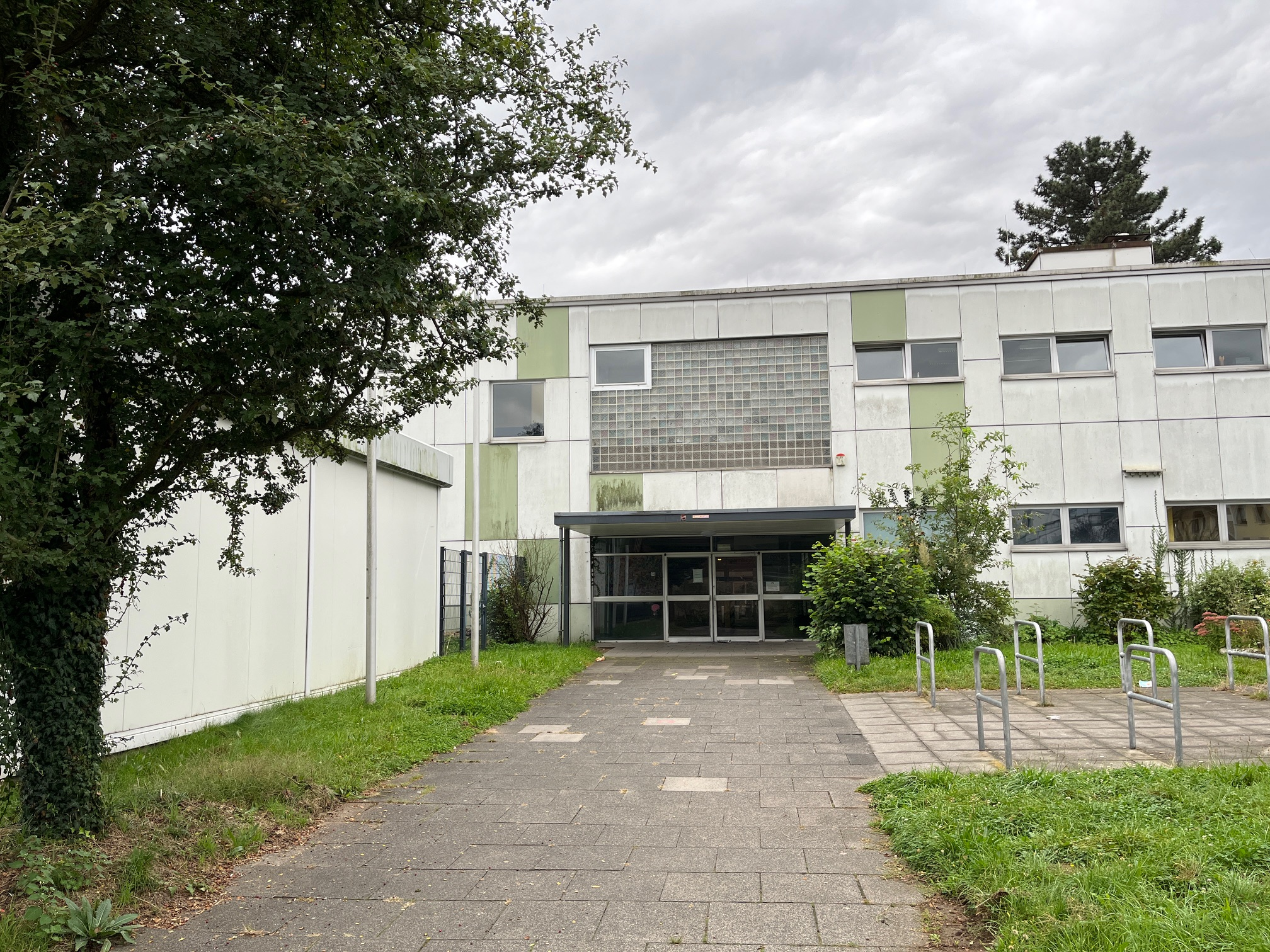
Förderschule Eduard Mörike

Die städtische Eduard-Mörike-Schule befindet sich im Grengeler Süden in den Gebäuden der ehemaligen Roncalli-Schule. Die Förderschule hat den Förderschwerpunkt soziale und emotionale Entwicklung und ist nach dem deutschen Lyriker und Erzähler Eduard Mörike benannt. Schülerinnen und Schüler der ersten bis zehnten Klasse werden im offenen Ganztag unterrichtet. Ziel der sonderpädagogischen Förderung ist eine Stabilisierung der Schüler. Sie sollen nach Möglichkeit an eine Grundschule, Hauptschule, Realschule oder Gesamtschule zurückkehren. Die Eduard-Mörike-Schule verfügt über einen Förderverein.

### Jugend- und Gemeinschaftszentrum

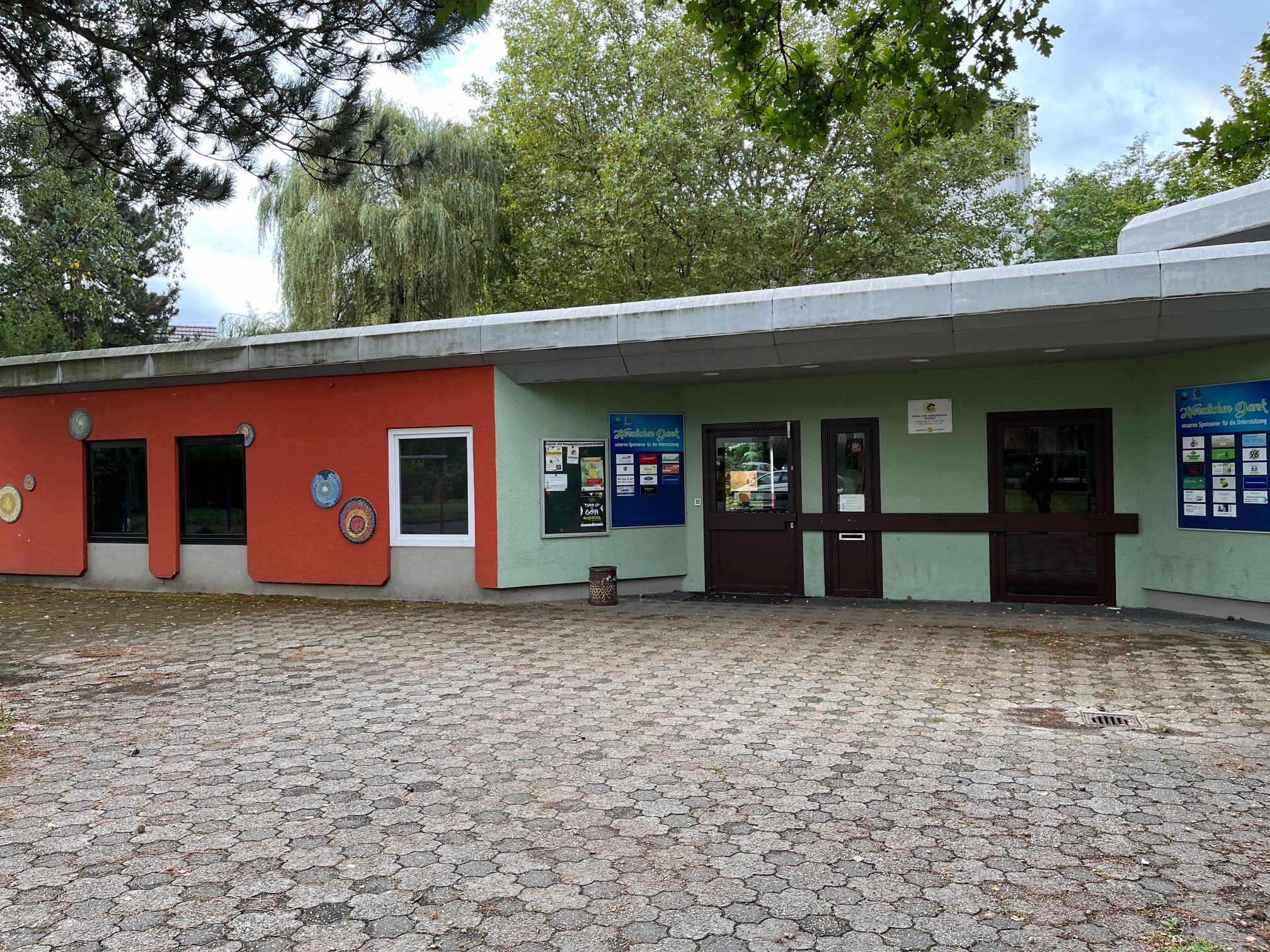
Zentrum für Jugend und Gemeinschaft

Das 1980 erbaute Jugend- und Gemeinschaftszentrum bietet gemeinnützig generationsübergreifende Angebote in Kunst-, Medien- und Bewegungspädagogik. Beispiele sind Workshops, Ausflüge, und ganztägige, pädagogisch betreute Ferienangebote für Kinder und Jugendliche („Ferien zu Hause“). Räumlichkeiten können für Veranstaltungen gemietet werden. Es stehen eine Turnhalle (für Tanz- und Sportkurse) sowie zwei Proberäume (für Bands) zur Verfügung. Freier Träger der Jugendhilfe ist die Jugendzentren (JugZ) Köln gGmbH. Es existiert ein Förderverein.

## Kultur
Am Flughafen finden im September seit 2021 jährlich auf einem OpenAir-Gelände Konzerte statt. Der „OPENAIRPort“ zieht auch überregional Besucher an. Auftretende Künstler waren bereits die belgische Band Alphaville mit ihrem Song „Forever Young“, das Filmorchester Babelsberg, Johannes Oerding oder Singer-Songwriter Milow. Am „Kölsche Ovend“ traten bereits die bekannte Kölner Musiker Kasalla, Miljö, Planschemalöör und Aluis auf. Organisator ist die „Sa Cova musik.theater.unterhaltung Roland Kulik GmbH“.
Weitere wiederkehrende Feste sind der Tanz in den Mai, das Grengeler Oktoberfest oder ein Weihnachtsmarkt, alle von der „Grengeler Ortsgemeinschaft (GOG)“ organisiert. Ein traditionelles Fest in Grengel ist außerdem das Sankt-Anno Straßenfest. Dieses findet jeden Sommer in der Sankt-Anno Straße statt und bringt die Grengeler bei Musik, Essen und Getränken zusammen. Organisiert wird es vom „Förderverein des Jugend- und Gemeinschaftszentrum Grengel“.
Aufgrund seiner verbindenden Position zwischen den historischen und nun verwachsenen, inoffiziellen Siedlungsbereichen Alt-Grengel und Neu-Grengel sowie seiner Rolle als Achse, an der sich die Sehenswürdigkeiten Grengeler Dorfplatz und Grengeler Wegehäuschen anreihen, wird der Wiesenweg zunehmend als Kulturpfad bezeichnet.

## Religion
Konfessionen 2024

### Katholische Kirche St. Mariä Himmelfahrt

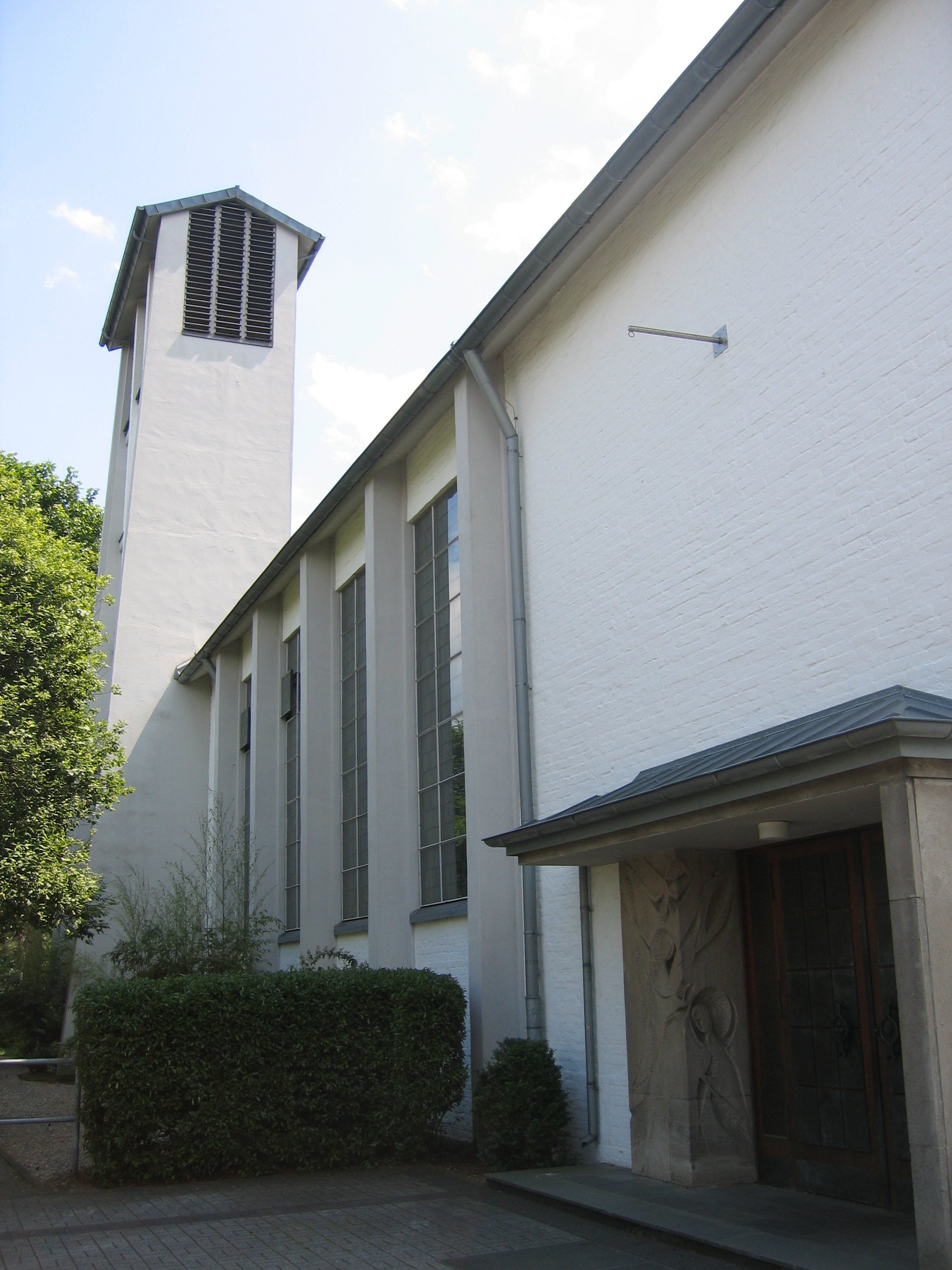
Kirche Mariä Himmelfahrt

Zur Stadterhebung 1951 schenkte die Stadt Porz, mit Schenkungsvertrag vom 5. Dezember 1952, der St. Bartholomäus-Pfarrei in Urbach ein etwa 4.000 m² großes Grundstück unweit des Grengeler Stadtkerns für einen Neubau einer katholischen Kirche in dem damals pfarrlich zu Urbach gehörenden Grengel. Entwurf und Bauleitung des Gotteshauses in der neuen Tochtergemeinde wurden den Kölner Architekten Borgard und Volmer übertragen. Als eins der neueren Kölner Sakralbauten wurde die katholische Kirche St. Mariä Himmelfahrt 1953 geweiht. Die zweischiffige Hallenkirche in Stahlskelettbau verfügt über einen Boden aus Solnhofener Platten und eine Decke aus Kiefernholz. Die Glasmalerei der Fenster hat teils einen regionalen Bezug. Die Zweckmäßigkeit der Hallenkirche, wie einfache Linien der Wand- und Dachflächen sowie der funktionale Turm, verleiht ihr den Charakter einer Siedlungskirche, optimal eingebunden in einer damals neuen, wachsenden Gemeinde.
1956 wurde Grengel ein eigenständiges Pfarr-Rektorat und 1959 folgte die Ernennung zur Rektoratspfarrei mit eigenem Rektoratspfarrer. Es wurde in die Kirche eine Orgel von Ernst Weyland eingebracht, die nach 18 Monaten Bauzeit am 14. Februar 1965 ihre Weihe erfuhr. In der Kirche sind fünf Kirchenglocken im Einsatz: die St. Raphael-Glocke (342 kg), die St. Gabriel-Glocke (234 kg), die Schutzengel-Glocke (144 kg), die St. Michael-Glocke (460 kg) und die St. Mariä-Glocke (830 kg).
In der Kirche, die nun zur Porzer Kirchengemeinde Christus König gehört, besteht eine Messdiener-Gemeinschaft sowie ein Kirchenchor. Der Kirche angeschlossen sind ein Pfarrbüro, ein Kindergarten sowie ein Pfarrheim mit Bibliothek. Es werden Schulgottesdienste und wöchentlich abwechselnd samstags eine Messe oder ein Gottesdienst gefeiert.
Die Heilige Maria gilt als Schutzpatronin des Stadtteils. Zum Patronatsfest, am Feiertag des Patrozinium St. Mariä Himmelfahrt, am 15. August, wird jährlich ein Kirchenfest ausgerichtet.
Der spätere Generalpräses des Kolpingwerk International Axel Werner war ein Kaplan in Grengel.

### Evangelische Friedenskirche

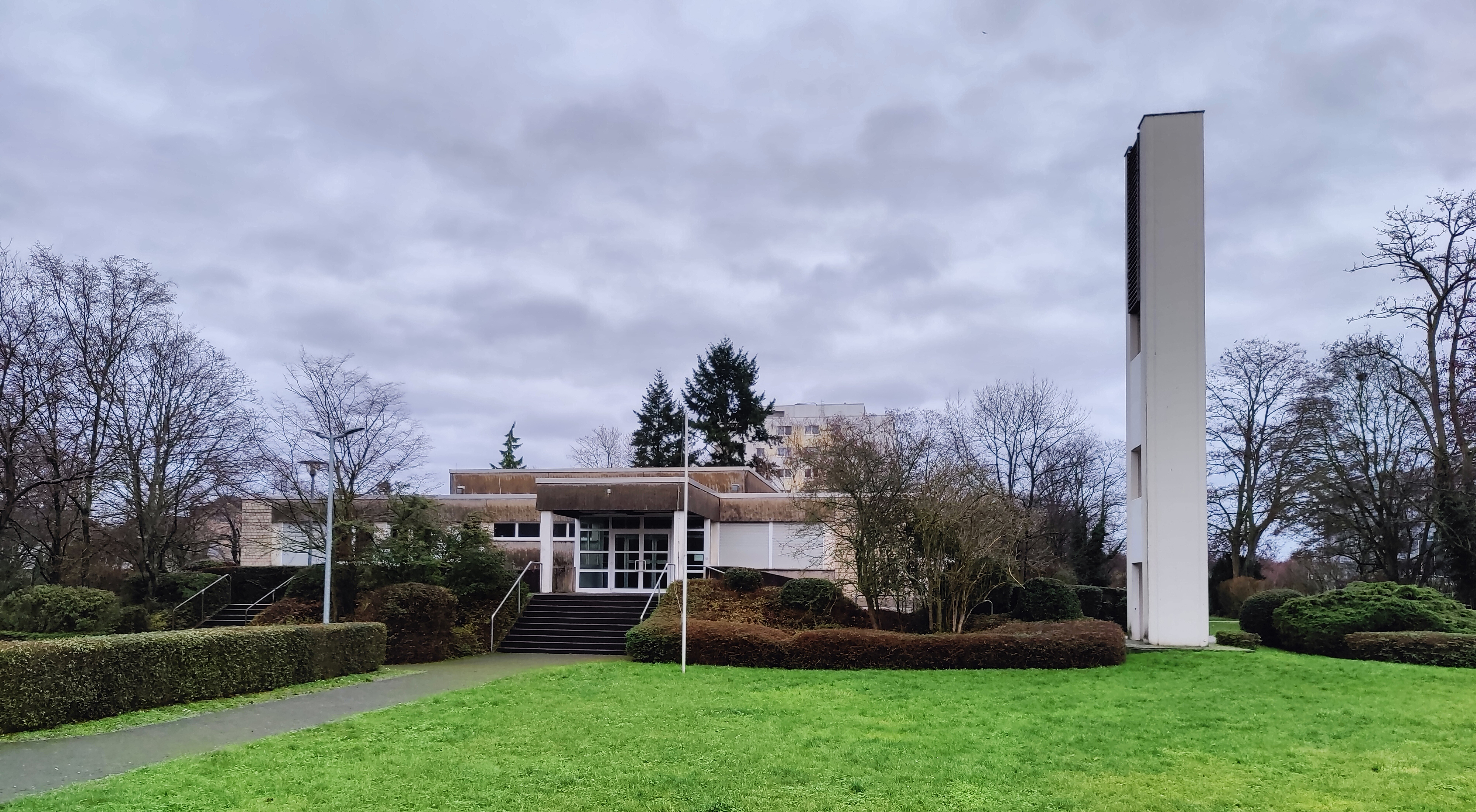
Evangelische Friedenskirche

Die seit 1964 bestehende „Evangelische Kirchengemeinde Porz-Wahn-Heide“ bietet mit ihrer in Urbach liegenden Friedenskirche eine Anlaufstelle für Anhänger evangelischen Glaubens in Grengel. Neben Gottesdiensten bietet die Gemeinde Angebote an für Kinder, Jugendliche und Senioren.
Evangelische Gottesdienste im heutigen Grengel gab es aufgrund der zunehmenden Bedeutung des Schießplatzes schon ab Mitte des 19. Jahrhunderts. Ab 1947 nahm die Anzahl der Bürger evangelischen Glaubens durch Zuzug aus östlichen Regionen deutlich zu. Aus dem Grund wurde am 5. Dezember 1959 ein Jugendheim (seit 1971 „Waldheim“ genannt) mit 120 Sitzplätzen an der Stelle errichtet, wo nun der „Kindergarten Huckepack“ beheimatet ist. Das Grundstück, ein Geschenk der Stadt Porz, sollte als Gemeindezentrum dienen.
Das stetige Wachstum der Porzer Stadtteile motivierte am 1. September 1964 die Gründung der neuen Kirchengemeinde „Porz-Wahn-Heide“ als Ausgemeindung aus der Kirchengemeinde Porz. Damit verbunden war der Bau einer neuen Kirche und eines neuen Gemeindezentrums, so dass im Folgenden am 26. Mai 1968 in Wahnheide die neue „Martin Luther Kirche“ geweiht wurde. Am 1. April 1968 sodann wurde mit „Grengel-Urbach“ ein zweiter Pfarrbezirk aufgemacht: neben der in Wahnheide erbauten Lutherkirche steht seit ihrer Weihung am 4. November 1973 auch die am Südrand von Urbach errichtete Friedenskirche für Gläubige zur Verfügung. Sie ist seitdem Anlaufstelle für Gläubige aus Grengel. Ein Pfarrbezirk 3 der Kirchengemeinde für Wahn, Libur und Lind sollte später folgen. Nach heutiger Organisation umfasst der Bezirk 1 (Martin-Luther-Kirche) Wahnheide, Lind, Libur, Wahn Süd, und Bezirk 2 (Friedenskirche) Grengel, Urbach, Elsdorf, Wahn.
Die Friedenskirche liegt nicht in Grengel, sondern in Urbach. Die „Evangelische Kirchengemeinde Porz-Wahn-Heide“ merkt selbst an, dass ihre Kirchen aus historischen Gründen nicht, wie sonst üblich, zentral zum Ort der Gläubigen liegen.

### Überkonfessionelle Räume zur Religionsausübung

#### Raum der Stille

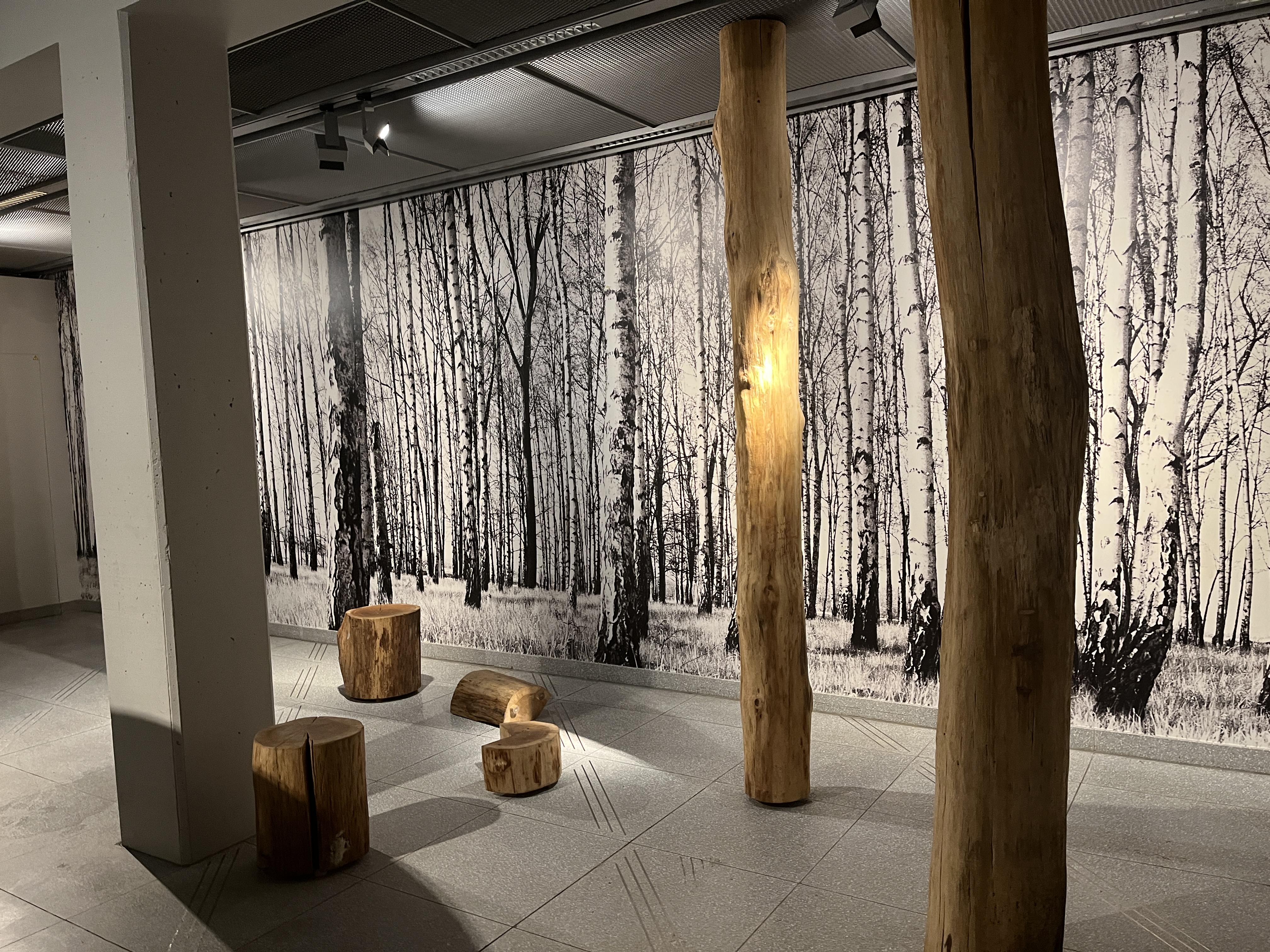
Grengel: Raum der Stille (Ausschnitt)

Der Raum der Stille bietet einen Platz zur überkonfessionellen Religionsausübung. Der Gebetsraum und Raum zum Innehalten, der Angehörigen aller Religionen und Nationalitäten offen steht, soll ein Ort der Ruhe darstellen und Toleranz und Völkerverständigung symbolisieren. Der Raum befindet sich auf dem Gelände des Flughafens Köln/Bonn auf der Basisebene des Terminal 2. Im Zentrum des Raumes befindet sich eine begehbare, Rückzugsräume bietende Installation, mit einem Wegweiser zu Orten von Weltreligionen, und einer vor Einblicken Schutz gebenden Ellipse. Eine Glasscheibe trennt den 180 m² großen Raum nach außen. Bei der Herrichtung des Raumes wurden Materialien und Motive aus der regionalen Natur gewählt.

#### Gedenkort für Verstorbene
Auch da Grengel über keinen eigenen Friedhof verfügt, hatte die damalige Grengeler St. Sebastianus-Schützenbrüderschaft an ihrem Schützenheim einen Gedenkort für Verstorbene von Grengel errichtet. Die dazu erstellte und dort ausgelegte Marmorplatte mit der Inschrift „Zu Gedenken an die Toten von Grengel“ hat nach Auflösung der Schützenbruderschaft im Jahr 2020 als Teil des Grengeler Wegehäuschens vier Jahre später einen neuen Platz gefunden. Das Wegehäuschen ist ein integrativer Platz des Miteinanders und Innehaltens und für einen interreligiösen Dialog.

## Handel und Dienstleistungen

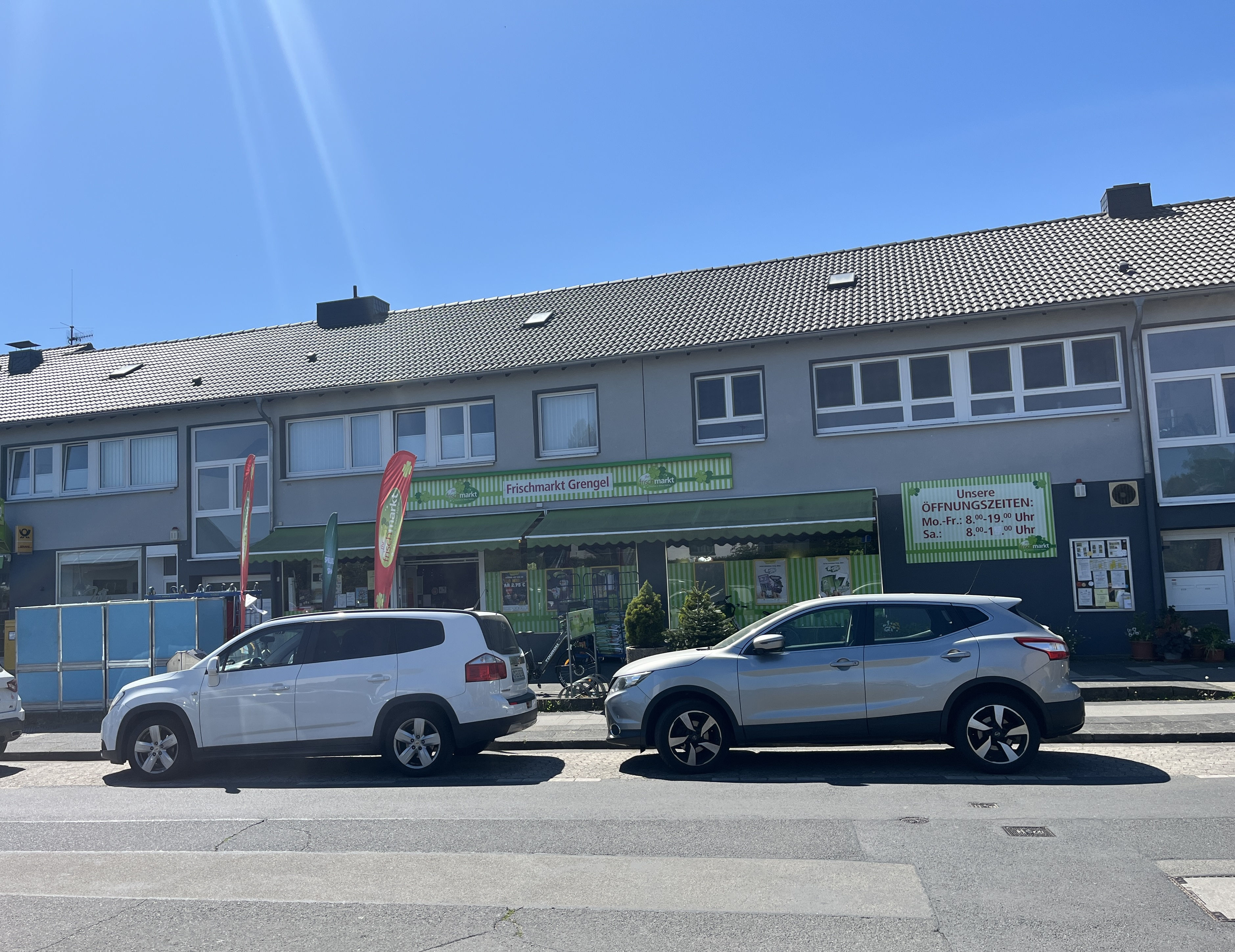
Nahversorgungslage: Die Friedensstraße

Über die Jahrzehnte „verschob“ sich die Haupteinkaufsstraße. Siedelten sich in der ersten Zeit Geschäfte noch vorwiegend an der Sankt-Anno-Straße an, so liegen sie nun schwerpunktmäßig an der Friedensstraße. Dort sind nun Geschäfte des kurzfristigen Bedarfs zu finden (u. a. ein Frischemarkt, Bäckerei, Getränkehandel, Apotheke) sowie ein Fachgeschäft für Dekorationsartikel für den langfristigen Bedarf und einige Dienstleistungsbetriebe (u. a. medizinische Einrichtungen, Friseur, Geldautomat, Postpartnerfiliale), was den Bereich strukturell insgesamt als „Nahversorgungslage“ einstuft. In sternenförmiger Lage dazu gibt es im Umkreis Gastronomie.
In Grengel besteht ein als Gewerbegebiet deklarierter Teil des Ortes in unmittelbarer Nähe zur Autobahnauffahrt. Neben Büroeinheiten sind hier besonders Elektronikunternehmen, ein Baumaschinen-Handel der Firma Zeppelin/CAT, die Spedition Dachser sowie Teile der erweiterten „Airport-City“ mit mehreren Hotels verortet.
Zudem gibt es auf dem Gelände des Flughafens Köln/Bonn (auch vor dem Sicherheitsbereich innerhalb des Flughafens) zahlreiche Gastronomie, Bekleidungsgeschäfte, Zeitschriftenläden oder Supermärkte wie einen Rewe.

## Vereinswesen

### Grengeler Ortsgemeinschaft e. V.

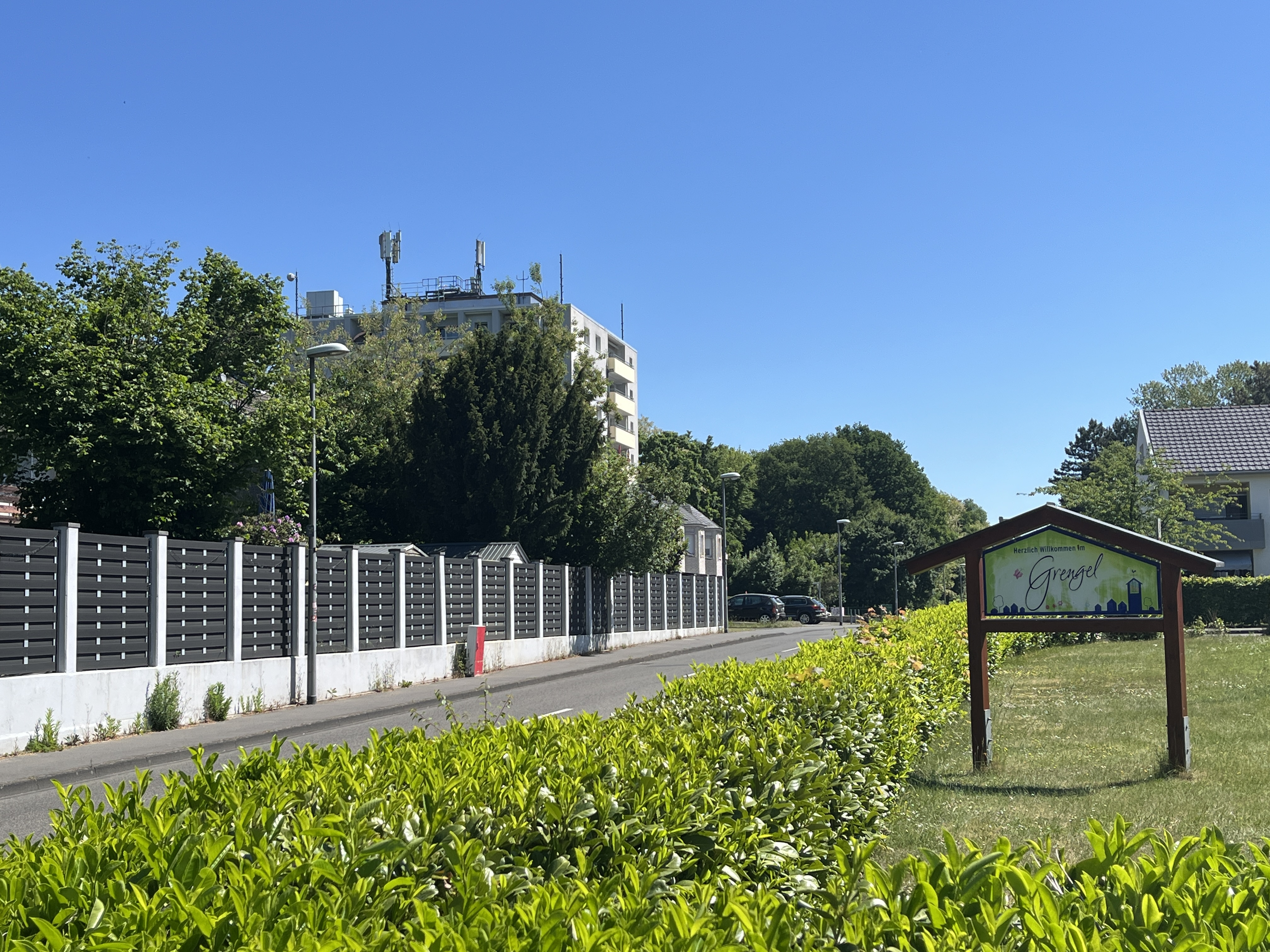
Ein von der GOG aufgestelltes, in Richtung Elsdorf zeigendes Willkommensschild

Die Grengeler Ortsgemeinschaft, abgekürzt GOG, ist ein 2011 gegründeter Verein zum Zwecke der Förderung der Jugendhilfe, der Altenhilfe und der Landschaftspflege. Es bietet über das ganze Jahr hinweg ein breites Angebot für das Zusammenkommen der Grengeler Bürger. Dazu zählt zum Beispiel ein regelmäßiger Stammtisch, Flohmärkte, der Tanz in den Mai, das Grengeler Oktoberfest oder der Weihnachtsmarkt, bei welchem Weihnachtsbäume verkauft werden. Auch vertritt die GOG den Ortsteil erfolgreich beim traditionellen Schürreskarrenrennen im beheimateten Urbach oder dem Elsdorfer Seifenkistenrennen.
Die Ortsgemeinschaft führt Landschaftspflege durch, wie die Säuberung der Umwelt, zum Beispiel am Dorfplatz, und naturnahe Aktionen, wie die Errichtung eines Entenhauses durch eine lokale Tischlerei auf dem Unteren Senkelteich im Bieselwald. Mitte 2024 initiierte die GOG Straßennamenergänzungsschilder, also Legenden zu bestehenden Straßenschildern. Dabei werden bedeutende Personen, wie zum Beispiel Dichter, Wissenschaftler und Politiker, der Bevölkerung näher gebracht. Das Grengeler Wegehäuschen geht zurück auf eine Initiative der GOG.

### SG Porz-Grengel e. V.
Als ältester Verein in Grengel diente die 1934 gegründete Siedlergemeinschaft Porz-Grengel e. V. zu seiner Anfangszeit vornehmlich der Förderung des Eigenheims und der gegenseitigen Unterstützung bei der „Besiedlung“ des neuen Ortsteils, zum Beispiel durch Nachbarschaftshilfe, Verleih von Bauwerkzeugen und Ausgabe von Schädlingsbekämpfungsmitteln.
Im Jahr 1954 wurde der gemeinnützige Verein in das Vereinsregister eingetragen und trat dem „Deutschen Siedlerbund Rheinland“ bei, der mittlerweile als Verband Wohneigentum auftritt. Durch das starke Wachstum Grengels in den 1950er Jahren vergrößerte sich auch die Siedlergemeinschaft deutlich.
Der auch heute noch aktive Verein kümmert sich mittlerweile schwerpunktmäßig um Beratungen. Der Verein fördert das Miteinander durch gemeinsame Aktivitäten und Veranstaltungen.

### SV SpVg Wahn-Grengel 1980 e. V.

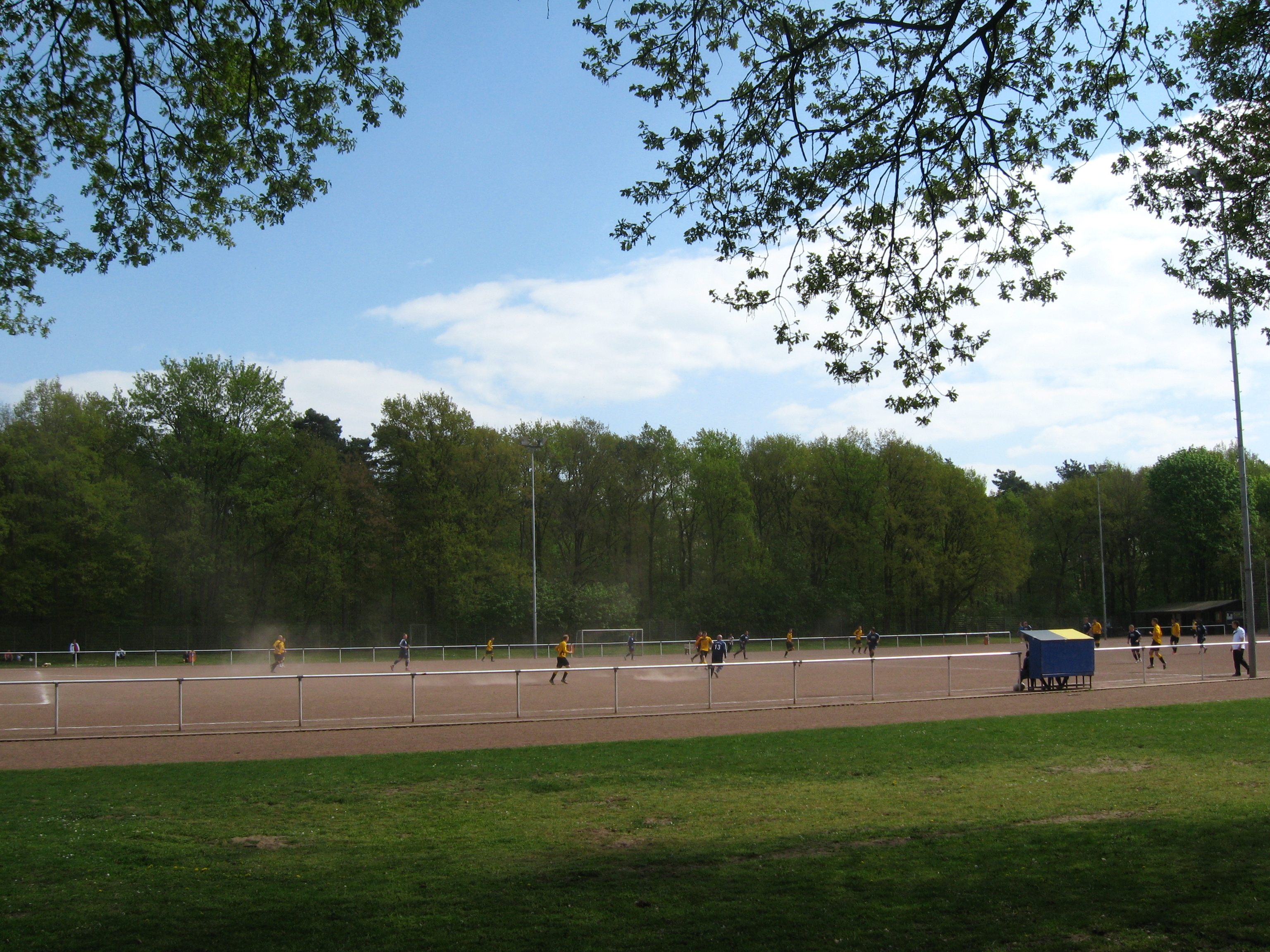
Sportanlage Bieselwald: Der Ascheplatz der SpVg Wahn-Grengel

Der Sportverein Spielvereinigung Wahn-Grengel e. V. ist der lokale Fußballverein. Der am 3. Juni 1980 durch Fusion der Vereine SV Wahn 1916 und des VfL Grengel 1953 gegründete Verein ist im FVM organisiert.
Alle drei Herren-Mannschaften spielen derzeit in der Kölner Kreisliga C. Hinzu kommen Frauenmannschaften, Inklusionsteams, eine große Anzahl an Jugendmannschaften und eine „Alte Herren“-Mannschaft. Außerdem stellt der Verein Breitensportangebote sowie die Karnevals-Tanzgruppe „Höppemüüs“. Nach dem 1. FC Köln sowie Bayer Leverkusen verfügt der Verein über die größte Schiedsrichterabteilung des Fußballkreises Köln.
Jährlich werden Fußball-Camps organisiert und findet ein Austausch von Jugendmannschaften nach Barcelona statt, welcher mit einer Teilnahme an dortigen Turnieren verbunden wird. Am Wochenende des Gründungsdatums wird ein Sommerfest ausgerichtet. Der Verein trägt seine Heimspiele entweder auf dem Kunstrasenplatz Nachtigallenstraße im benachbarten Wahn oder auf dem Ascheplatz im Grengeler Bieselwald aus. Die Alten Herren spielen auf einer historischen Naturrasenanlage in der Krieger-Straße. Der Ascheplatz wird von der Stadt Köln gepachtet, für den Kunstrasenplatz gibt es ein Nutzungsrecht. Es ist die Errichtung eines neuen Kunstrasenplatzes an der Stelle des heutigen Ascheplatzes geplant.

### Karneval „am Grengel“
„KG Grengeler Draumdänzer e. V.“ ist ein Grengeler Karnevalsverein. Der 1992 gegründete, gemeinnützige Verein setzt sich für die Förderung des Straßenkarnevals ein. Aktivitäten des Vereins beinhalten ein Herrenballett, eine Brauhaussitzung, die Teilnahme am Porzer Rosensonntagszug, ein Stand am Wahner Karnevalzugweg, die Nubbelverbrennung und ein jährliches Vereinsgrillen.
Im Jahr 2002 gründeten sich in Porz-Wahn mit den Wahner Wibbelstetze e. V. ein Karnevalsverein, der u. a. über drei Tanzgruppen (Wibbelchen, Kindertanzgruppe und Große Tanzgruppe) verfügt. Nach der Auflösung des 1959 gegründeten Grengeler Schützenvereins „St. Sebastianus Schützenbruderschaft“ bezogen die Wibbelstetze im September 2020 das historische Schützenheim in Grengel und machten es zu ihrem Vereinsheim.
Es besteht des Weiteren die Tanzgruppe „Höppemüüs“ der Spielvereinigung Wahn-Grengel e. V.

### Reit- und Fahrverein Porz e. V.

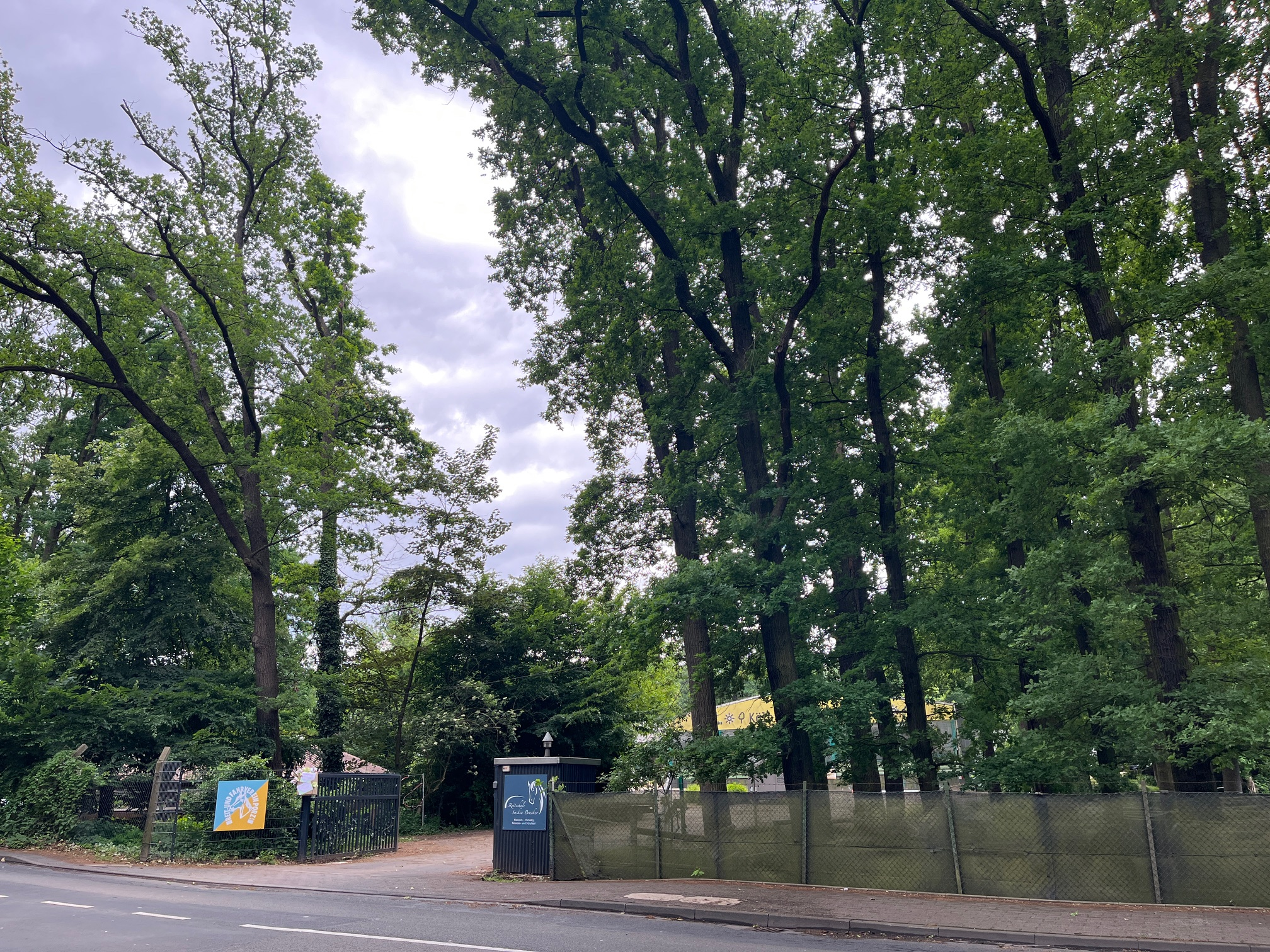
Der Reit- und Fahrverein Porz e. V.

Der Reit- und Fahrverein Porz ist mit über 300 Mitgliedern einer der größten Reitsportvereine in Köln und Umgebung und bietet Aktivitäten rund um das Reiten wie eine Reitschule und Turniere wie der von der „Mehl-Mülhens-Stiftung“ gestiftete, jährlich stattfindende Geländetag.
Moderne Stallungen, ein Außengelände mit zwei Reithallen, ein Turnierspringplatz, Paddockanlagen, eine Führanlage und die anliegende Weide bieten eine bestmögliche Haltung der Pferde und sehr gute Trainingsbedingungen.
Die Reitanlage ist durch das Land Nordrhein-Westfalen und die Initiative Sportland NRW 2022 als „moderne Sportstätte“ eingestuft worden.

### TG Fliegerhorst-Wahn e. V.
Die am 1. April 1959 gegründete Tennisgemeinschaft Fliegerhorst-Wahn e. V. wurde als Tennisverein für Soldaten gegründet, steht aber heute auch für Zivilisten offen. Drei Ascheplätze und das Clubhaus befinden sich auf dem Gelände der Luftwaffenkaserne. Der Tennisverein ist im Tennisverband Mittelrhein organisiert.

## Persönlichkeiten
- Axel Werner (geb. 1964). Der spätere Generalpräses des Kolpingwerk International war ein Kaplan in Grengel.
- Jürgen Huck (1927–2021). Der deutsche Archivar und Historiker lebte in Grengel. Er war Leiter des Neusser Stadtarchivs.

## Trivia
- In der 90 Meter langen Germanwings-Straße lag der Firmensitz der Fluggesellschaft Germanwings, welche ihre Basis auf dem Flughafen Köln/Bonn hatte. Nach Abwicklung der Germanwings im Jahre 2020 gingen die Gebäude in die Nutzung der Eurowings über. Die Germanwings-Straße wurde wieder in Waldstraße umbenannt, der Name, den die Straße bereits bis 2009 als Teil der schon bestehenden, in Porz-Urbach startenden Waldstraße trug. Die vermeintlich von Eurowings eingebrachte Idee einer Eurowingsstraße wurde durch die Porzer Bezirksvertretung laut Presse kurz diskutiert, sei aber zu Gunsten einer besseren Planbarkeit und „Orientierung durch eindeutige Adressen“ verworfen worden. Nicht ganz auszuschließen ist, dass man sich aufgrund von einem geänderten Netz von Flugverbindungen oder der Rivalität zwischen Köln und Düsseldorf dagegen entschied, denn die Eurowings hat ihren Hauptsitz in Düsseldorf.[265][266]
- Fußballplatz und Vereinslokal des benachbarten Vereins „RSV Urbach“ lagen lange Zeit am Flughafen im heutigen Grengel.[50][267][268][269]
- Mit Erich Kästner (während des Ersten Weltkriegs) und Heinrich Böll (während des Zweiten Weltkriegs) leisteten zwei bedeutende Schriftsteller als Soldaten Dienst auf dem Fliegerhorst Köln-Wahn.[46]